# 神曲奏界ポリフォニカの登場人物
神曲奏界ポリフォニカの登場人物（しんきょくそうかいポリフォニカのとうじょうじんぶつ）は、シェアード・ワールド作品『神曲奏界ポリフォニカ』のクリムゾン・ブラック・ホワイト・ぶるう・その他の各シリーズに登場する架空の人物について記述する。
注：登場人物名は一部の例外を除き、すべてカタカナ表記である。ホワイトシリーズ以外の人間の名前は「姓・名」表記である。ホワイト・シリーズでは、コランダム王国および聖クラスト王国の出身者は「名＝姓」表記だが、神聖メニス帝国の出身者には「姓＝名」表記の人物が存在する（例：タタラ＝オキツグ）。
精霊の名前は「名・柱名・精名」（ホワイトシリーズ以外）または「名＝柱名＝精名」（ホワイトシリーズ）の表記である。区切りが・と＝のどちらになるかは、フルネームの初出がホワイトシリーズかどうかに依存する。
声：キネティックノベル版/TVアニメ版

## クリムゾン・シリーズ

### ツゲ神曲楽士派遣事務所
タタラ・フォロン
声：小橋達也 / 神谷浩史、橘凛（少年時代）
「赤」シリーズの主人公である青年神曲楽士。身長178cm。線の細い中性的な容姿で、性格は優しく気弱で少々優柔不断。その性格ゆえに、主人公であるにもかかわらず契約精霊のコーティカルテには完全に尻に敷かれた状態。主制御楽器はピアノ。トルバス神曲学院にて神曲を学び、正規の神曲楽士になってからはツゲ神曲楽士派遣事務所に勤務。事務所から大型自動二輪タイプの自走式可変単身楽団「ハーメルン」を支給されている。
捨て子のため孤児院で育っており、生まれや血縁などに関しては一切不明。元々内向的で、要領の悪さから周囲の子供たちに疎まれていた過去を持つ。タタラ姓は、孤児院を出る際に社会生活で便宜上必要なために付けられたもの ということで、七楽門の「火のタタラ家」とは無関係（むしろプレッシャーを感じるようで、本人曰く「重い」）。生い立ちや疎まれた過去の影響からか、中々自分自身に対して自信が持てないため、他者から寄せられる好意に対して非常に鈍い所がある。
普段は要領が悪く冴えない所も多いが、その身には驚異的な集中力と奇蹟的な神曲の才能を秘めている。いざその才能が発揮された際には、走行中にハーメルンを転倒させずに変形してみせる（バランスが著しく崩れるため走行中の変形は禁止事項）、譜面にも起こさず脳内の旋律のみで一気に封音盤を作成してのける（常人では集中力が持たず到底不可能）、周囲の音全てを一つの流れとして捉えそれに自身の演奏を合わせられる（常に自分の眼の焦点を無限遠に合わせながらものを見るような所業）、防音室での演奏にもかかわらず下級から上級まで約100体もの精霊を召喚して彼らから契約を求められる、歌声だけや単一の楽器のみで神曲を奏でてのける、さらには喪われた存在であるレブロスをすらこの世に一時的に呼び戻すなど、数々の偉業を成し遂げる。アニメ第2期オリジナル展開では、コーティカルテを一時的ながら全盛期の始祖精霊の状態へと戻している。しかし学生時代はその潜在能力を上手く活かせず、実技の面では苦労していた（真面目な性格から勉強自体には熱心に取り組むので学科は優秀）。
神曲など知らない4歳から5歳の頃に、歌でコーティカルテと不完全ながら精霊契約を結んでいるが、それは神曲楽士達の常識から考えれば本来ありえない出来事であった。契約の最中にレイトスの手でコーティカルテと引き離されるが、彼女に施されていた封印が解除されたことで12年ぶりに再会。しかし、その容姿があまりに過去の記憶と異なっていたため、頭では納得出来ていても心がその事実を受け入れられずにいた時期があった。またコーティカルテの強大な力について深く考えず、ただ傍に居てくれればいいとだけ考えていた時もあった。しかし、子供を車から救おうとして周囲にまで被害を及ぼしてしまい、これを機に力を持つ者の資格と責任についても深く考えるようになっていった。その後は様々な障害を2人で乗り越え、今ではパートナーとして互いに強い信頼関係を築いている。
繊細でひ弱そうな容姿をしているが、学院の教育方針で一通りの戦闘訓練は受けている。またコーティカルテと契約した定めか、一般的な神曲楽士達では経験し得ないような過酷な戦場を幾度も潜り抜けて来ているため、実戦経験も豊富でいざと言う時の度胸もある。通常、精霊がいない状態で敵に狙われると脆い神曲楽士だが、別の場所で戦うコーティカルテへの神曲支援を絶やさず、自分を狙ってきたテロリストと一対一の戦いで機転を利かせて勝利したこともある。
人間社会では未だ無名ながらも、その極上の神曲は既に精霊達の間では伝説となってきており、本来は級の上下を問わず大量の精霊を惹き付けられる力がある。だが、精霊の女王たるコーティカルテが誰も近づけぬよう常に睨みを利かせているために、他の精霊を一切呼ぶことが出来ない。また、フォロン自身も常にコーティカルテと共に歩んで来た結果、その才能を彼女専門に特化してきており、「曲のなかにコーティカルテの影がみえる」といわれる。だが、その事がまたフォロンの神曲に新しい魅力を齎しており、精霊達にとってフォロンに神曲を演奏してもらうのは憧れとすらなっている。現在は、仕事の傍ら母校であるトルバス神曲学院から月一回の特別講師を依頼されており、コーティカルテ共々学生達（特に女学生）からの人気が高い。学生達は、親しみ易いフォロンを自分達の目指す将来の具体的なモデルとして捉えている様子。致命傷を負い、レイトスとエレインドゥースの時のようにコーティカルテがフォロンと融合することで半精霊となり命を繋いだ。後の物語となるエイフォニック・ソングバードシリーズではこの状態のフォロンが講師として登場する。
コーティカルテ・アパ・ラグランジェス
声：平井理子 / 戸松遥
「赤」シリーズのヒロインで、フォロンの契約精霊。「始祖精霊」の一柱で、桁違いの力を持つ精霊の女王。本来の姿は外見年齢20歳前後の美しい成人女性なのだが、ある事情から普段は13〜14歳くらいの少女の姿になっている。フォロンの神曲支援がある時だけ本来の姿に変身し、その強大な力を「制限無く」振るうことが可能となっている。大人の時の身長は170cmで、スリーサイズはB95W55H89（ヤーディオの見立て）、無駄な肉の少ない痩せ型でスタイル最上級（神奈月コメント）。少女の時の身長は145cmで、スリーサイズは3分の2程度に減量している模様（レンバルトの見立て）。この時の胸はBカップくらいとのこと（神奈月コメント）。少女時の体のラインは、完全な子供体型ではなく多少大人っぽくなるように描いてあるそうで、キャラデザの神奈月昇曰く「エセ幼女」。
戦闘が非常に得意で戦闘技術全般に長けているが、性格的に大雑把な所があり家事や精密作業は大の苦手。また派手好きでお祭り好きなため、昔から人里に頻繁に紛れ込んでいたおかげで人間社会への深い知識を持つ反面、礼儀を無視したり誰でも知っているような決まり事を知らなかったりと妙な所で常識に欠ける部分がある。紅の殲滅姫<クリムゾン・アニヒレイタ>、我が侭な紅<ウェイワード・クリムゾン>、血塗れの公爵夫人<ブラッディ・ダチェス>、紅の女神など、数多くの異名を持つ。姫と冠されていることや数々の異名からも窺（うかが）えるように、いつもの振る舞いは気位が高く非常に我が侭で短気で尊大で容赦が無く、メリディアからは「高飛車が服を着ている」呼ばわりされている。しかし芯の部分はとても誠実な性格で、フォロンのためならばどんな戦場でも文句一つなく飛び込めるという騎士のような所がある。榊一郎曰く、キャラクターイメージは猫。フォロンにのみ、「コーティ」という愛称で呼ぶことを許している。好物は玉子焼きサンドであり、特に朝はそれ以外は食べない。また、フォロンと同じ物を食べなければ気が済まないらしく、フォロンも毎朝の朝食は玉子焼きサンド以外を食べられない羽目になっている。他にはレオナルド・バーガーの「煉獄バーガー」、アニメ第1期以降はイチゴジュースも好物であるという設定が加わった。また家庭用ゲーム機への移植やアニメ化などで初期衣装による不都合が生じたため、後の作品では若干のリデザインが行われている（スカート裾が引き摺るほど長くアクションに不向きなため、足首の辺りまでに長さ変更。下着未着用にも見えたため下着っぽい衣装の追加。インナーデザインの明確化と若干の変更。腰の装飾部分で勘違いが多かったため変更（アニメ1期の装飾は違うとのこと）。肩の装飾の構造を細部まで明確化など）。
通常はフォロンの神曲支援がある時だけ本来の姿に戻っているが、実は大人形態に戻ること自体はいつでも可能。しかし、存在が変質しているためにエネルギー効率が悪すぎ、慰安旅行先で酒に酔って大人に戻った際にはほんの数分ほどで体力が切れてぶっ倒れてしまった。このように大人形態は自分の意思で維持できるものではなく、ディエスらが聖骸を利用して行った攻撃で大人から戻れなくなるという異常事態に陥った時は、衰弱して消滅寸前にまで到った。
世界最古の精霊（世界奏造の時から生き続けている） として、精霊達の中でも知らない者の方が多いような事柄まで知っており、人間達がいつか真相に辿り着くのを楽しみに待ち続けている。また、精霊の女王・始祖精霊であるためその名前には神曲と同じような力があり、数万体もの下級精霊群を一度に呼び出し様々な方法 で自在に使役することができる。しかし、フォロンの神曲を得て仕事をするのはあくまで自分自身であるからと、プライベートな事柄以外では精霊群を召喚することはしない。
フォロンとの出会いは、第一次<嘆きの異邦人>動乱の最中。当時<嘆きの異邦人>盟主であったクチバ・カオルの契約精霊として戦場で猛威を振るっていたが、レイトスとの戦いでカオルが死亡。元々前もってカオルから契約解除を行なわれていたために即座に飢餓に苛まれることはなかったようだが、神曲楽士の支援を失ったコーティカルテはレイトスとエレインドゥースに敗走。消滅を待つまでに衰弱していた。その身を救ったのが、当時孤児院に居た幼いフォロンの「歌声」だった。この運命の出会いで、コーティカルテはそれまでの全てを棄てて光の下を歩む決心をする。しかし、フォロンとの精霊契約の途中にレイトスに捕まり、トルバス神曲学院の地下に封印されてしまう。それから12年後、フォロンの専門課程への進級に合せて封印を解かれ再会を果すが、中途半端な契約と長期の封印による飢餓状態の影響で存在が不安定となり、安定を保つためにその姿は大人から少女へと変化していた（コーティカルテ曰く、フォロンのせいで縮んだ）。フォロンが自分を女として意識しないのは身体が縮んでしまったせいだと考えており、現在の少女の容姿に大層な不満を抱えている。
フォロンに心底惚れており、常に彼の存在を独占しようとする。そのためにフォロンは他の精霊を一切呼べず神曲楽士としての仕事の幅を狭めているのだが、その事を理解していてもなお気持ちを抑えることが出来ないでいる。その独占欲は当然人間の異性にも適用されるため大変なやきもち焼き。また、精霊としてだけでなく女性としてもフォロンを独占するに足る存在になろうと、「フォロンの子供を生む方法を捜す」などという発言でフォロンを困惑させることもある。「白」で明かされた好みの男性像は悉くフォロンそのものであり、ブランカを人間に変装させる際にそっくりの容姿にしたことがある（作者のお遊び）。
ツゲ神曲楽士派遣事務所の一員ではあるのだが、当人はあくまでフォロンの契約精霊であり事務所の職員ではないという意識なので、契約精霊としての仕事以外はしない。そのため、フォロンが書類関係の仕事などをしている際には事務所に備えられている雑誌などを頻繁に読んでいる。基本的に読書家だが、以前は専門書や解説書などばかりを読んで、小説や漫画などには興味は示さなかった。しかし最近はユギリ姉妹が持ち込んだ漫画を読んだ際に目覚めたようで（それも元々はフォロンの嗜好を理解しようとしての行為）、現在は熱心に読んでいる。その結果、自分がツンデレ属性であることに気付かずにツンデレを真似ようとして妙な言動をしたり、フォロンがリュネアを気にかけるのは眼鏡や三つ編みが好きなのではないかと勘違いしたりという影響が出ている。ルックバッククリムゾンでディエスに追われていたネリネ（リコリス）を助けたことで、フォロンにこれまで隠していたことをすべてを打ち明けることを決意。精霊島やレブロス、世界の成り立ちや摂理である「ダンテ」の正体、そして自分が始祖精霊の一人であることを明かした。クリムゾン・シリーズの最後で致命傷を負ったフォロンを救うため彼と融合しその命を救った。このことで強大な力を失ったが全く後悔していない。
リオネイル＝フラメル＝エリュトロン
前世の詳細はホワイト・シリーズにて。
死の禊を終え「聖獣フラメル」として現代に転生してきた。転生を察知したコーティカルテによって誕生の瞬間に保護され、以前と同じ過ちを繰り返させないため付きっ切りで再教育が行われている。
根底で繋がっているコーティカルテの現在の状態が影響しているため、フラメルの外見も以前と違い幼児の姿となっている。その容姿が女の子にしか見えないほど愛らしかったため、ツゲ事務所の面々（フォロン含む）はコーティカルテに指摘されるまで男の子だと気付かなかった。前世の記憶が継承されているため生まれたてにもかかわらず情動が安定（通常精霊ではありえないこと）しているが、復活直後という事もあって記憶と知識はバラバラの断片状態でまともに関連付けられていない。そのため振る舞いも思考能力も子供そのもので会話も舌足らず。いつもぼんやりとしていて何を考えているのかわからない（何も考えていないとも言える）。ただ、前世の影響でメイドと白い犬や狼（スノウドロップとブランカが連想されるため）を酷く恐れる。コーティカルテのことは「こーて」と呼ぶが、彼女がペルセルテに言った冗談の影響でフォロンのことを「おとさん」と呼ぶようになった。フォロンに良く懐いており、彼の神曲も好んでいる。またコーティカルテと繋がっているため、彼女に演奏した神曲の効果がある程度フラメルにまで及ぶ。
街で迷子になっていた際に少女ドリスとその父親に出会い、かつての契約者「炎帝」に似た雰囲気を感じさせるドリスと仲良くなる。だがその直後にキダリオ工作員がメニス帝国内で起していた精霊や子供の誘拐事件に巻き込まれ、ドリス共々誘拐されてしまう。その後監禁先の港湾倉庫でドリスに危害が加えられた際、かつての契約者が殺された場面が断片的に蘇ったフラメルは、理由も判らないままに感じた憎悪や憤怒から暴走。対精霊装備で身を固めた工作員達をその圧倒的な精霊雷出力で蹴散らし、装備が傷付いて守りを失った彼らを消し飛ばそうとするが、辛うじてコーティカルテの現場到着が間に合い人殺しになる事態は避けられた。そして、フォロンとコーティカルテの始まりの曲<パス・ファインダー>を鎮静神曲として受けたフラメルは正気を取り戻し、友達になったドリスやツゲ事務所の面々に囲まれた穏やかな日常へと帰った。
ユギリ・ペルセルテ
声：田中美智 / 水樹奈々
フォロン達の後輩で、双子のユギリ姉妹の金髪の方で姉になる。身長はプリネシカと同じ160cmで、彼女より胸やお尻などの肉付きが良く、メリハリがついていてスタイルが良い。胸は普通より少し大きめとのこと（神奈月コメント）。主制御楽器はドラム。暴走機関車のような元気娘で、妹と性格や雰囲気があまりに違うために初対面の人に双子と気付いてもらえないことがある。名前の由来は、精霊の古語で「太陽」の意味を持つ「ペルシェレイキア」。優秀な神曲楽士であり憧れの存在であった父パルテシオの後を追って、自らも神曲楽士になるべく学院に入学する。ツゲ事務所のアルバイト所員だった頃は、事務や雑務を担当していた。ツゲ兄妹にとても気に入られている上にその事務能力も認められていたため、将来神曲楽士になろうがなるまいが採用確定の身であった。その後、卒業間際に国家試験に合格し、晴れてツゲ事務所所属の神曲楽士となった。
とても妹想いで、神曲を奏でる行為が困難なプリネシカの専門課程への進級のために、陰ながら彼女への神曲支援を行うなど手を尽くしていた。父の才能を受け継いでか、自身も楽士としての才能に非常に恵まれており、レンバルトやユフィンリーにも出来なかった入学半年以内での精霊召喚に成功している。また精霊との付き合い方をよく知っており、観察眼が鋭いために下級精霊の違いを見分けたり、それぞれの精霊の嗜好などを見抜くことに長ける。だがその能力はまだ不安定な所があり、学科も弱いため学院での成績自体は凡庸だった。父パルテシオが軍用自動二輪車を乗り回していた影響で自動二輪が好きになり、優れたリズム感とバランス感覚を生かして最終的に国際A級免許を取得。神曲楽士となってからは、父が愛用していたものと同じALV社製の軍用バイク「F650GS〈ザカール〉」を乗り回している。
フォロンとの出会いは入学前の学校見学時。その時に起こった事件を通じて彼のファンになる。それ以来フォロン一筋であり、コーティカルテにとっての最大最強のライバルとなっている。出会った当初は恋愛感情ではなく憧れだったようだが、後にカティオム達と関わった事件の最中にフォロンへの恋愛感情があると自覚するに至った。コーティカルテとのフォロン争奪戦の歴史は長く、彼の鈍さも手伝って、入学直前の再会から数年経った今なお決着が付いていない。普段はフォロンを巡っていつもコーティカルテと喧嘩しているのだが、ふとした拍子に2人がピッタリと息を合わせた行動を取ることがあり、「本当は互いにかなり気が合うのではないか?」とフォロンは推測している。また、ペルセルテにはコーティカルテとフォロンを取り合っているという自覚はなく、コーティカルテのように独占したいというわけではないらしい。榊一郎曰く、コーティカルテのイメージが猫なのに対し、ペルセルテは子犬だという。
ホライズン崩壊事件において、奏始曲に対抗するためにミゼルドリットと精霊契約を交わす。その際、他者を守りたいからと契約を申し込んできたミゼルドリットに、プリネシカを救うため自らその半身となることを選んだドーリスラエのことを重ねて見ていた。
普段の元気一杯な態度とは対照的に、幽霊の類が大の苦手で、夜の校舎などを歩くときには普段と逆に妹の背中に隠れている。
ミゼルドリット
声：すずきけいこ / 野中藍
トルバス神曲学院に常駐している、10歳前後の幼女の姿をした双子の下級精霊達。柱名や精名は不明。愛称は「ミゼル」。下級精霊では極めて珍しいフマヌビックで、能力的には中級精霊に近い下級精霊と言われている。羽根も髪も桜色で、学院生達からは「桜の精霊」と称されマスコット的な認識を持たれている。非常に楽天的な性格をしており、あまり物事を深く考えないが、その天真爛漫な明るさは場を盛り上げるのに一役買うことが多い。また、生まれてから20年前後しか経過していない幼い精霊であるために、人格が安定せずいつも表情や口調がころころ変わる。だが、どうやらそればかりが原因というわけではなく、相手の反応を楽しむためにわざとそう振舞っている一面もある様子。学院内を巡回中に、追手より逃げ延びて偶然ここに辿り着いたサーギュラントとイアリティッケを発見し、レイトスに引き合わせて命を救ったこともある。その際にイアリティッケの弱味を握ったため、一時的に優位に立ったりもした。
本来は一柱の中級精霊として生まれてくるはずだったが、生まれる瞬間に起きた「ごたごた」のせいで、二柱の下級精霊に分裂したという特殊な生い立ちの持ち主。そのため、2人は容姿のみならず人格や行動パターンにも差異が全く無く、入れ替わられると区別が付かなくなる。また、それを利用してのいたずらなども度々行っている。元々が一つの存在だっただけに自我境界線が曖昧で、神曲支援もしくは強い刺激で自我の境界が緩んだりすることがあれば本来の中級精霊の姿へ戻ることができる。その時は、コーティカルテの「変身」のように幼女から15歳前後くらいの少女へと成長した姿に変わり、羽根も2枚から4枚に変化する。また、2人は生まれる際、エネルギーが“大・小”に分かれてしまったため妹（つまり小かった方のミゼルドリット）は自己修復して幼女の姿の下級精霊になるまで時間がかかってしまい、フォロン達が卒業する間近にようやく妹は姉（大きかった方）のもとに来ることができ、再会することとなった。このため、キネティック版（学生編およびアフタースクール）・TVアニメ版第二期・小説版クリムゾンS本編には姉の方のミゼルドリット1人しか登場しない。
普段は下級精霊として振舞っているので、精霊契約ができずそれを羨ましがっていた。しかし、ホライズン崩壊事件の最中、奏始曲に対抗するためペルセルテに本来の姿での精霊契約を打診。彼女の契約精霊となる。だが契約精霊となってからも自由気ままに行動しており、エイフォニック・ソングバードシリーズでも相変わらず学院を遊び場にしている。
ユギリ・プリネシカ
声：由宇翼 / 佐藤利奈
フォロン達の後輩で、双子のユギリ姉妹の銀髪の方で妹になる。身長はペルセルテと同じ160cmで、彼女に比べると胸やお尻などが少し小さいため（胸はCカップ）微妙に華奢に見えるとのこと（神奈月コメント）。姉とは逆にとても物静かで控え目な娘。また学科も姉とは逆に成績優秀。名前の由来は、精霊の古語で「せせらぎ」の意味を持つ「プロイナシェキア」。姉想いで、大抵一緒に行動している。トルバス神曲学院に入学した動機も、神曲楽士を目指すことよりもペルセルテと一緒に居るためというのが大きかった。学生時代は姉と同じくツゲ事務所のアルバイト所員で、事務や雑務を担当していた。彼女もまた姉と同様の理由ですでに採用確定の身であったため、卒業後に姉とともにツゲ事務所の所員となっている。絵が非常に上手く、その方面は絶望的で幼児レベルな絵しか描けない事務所の他の面々に代わり、ツゲ神曲楽士派遣事務所の制服をデザインした。
幼い頃、第一次<嘆きの異邦人>動乱の無差別テロで致命傷を負っており、父パルテシオの手で契約精霊ドーリスラエとプリネシカが融合したことで命を繋いだ。その結果、人でもあり精霊でもある存在「半精霊」となる。融合したドーリスラエの記憶と想いをある程度保持しており、亡き父親に対する感情は姉よりも複雑に屈折し絡み合っている。ただし、二人の人格自体は既に完全に融合しており、ドーリスラエの部分は記憶や精霊の力として以外は表に出ることはない。
ドーリスラエとしての記憶を保持しているために自分の正体を自覚しており、苦悩しつつも姉妹でいるためにペルセルテに真実を語らず、自分は人間であると長い間騙し続けていた。しかし、入学後しばらく経った頃に起こった異邦人の学院襲撃事件に巻き込まれ、姉を守るために精霊の力を使い正体が発覚してしまう。その事でペルセルテと一悶着あるが、互いにそれを乗り越えて一層強い絆を築いている。
過去の精霊奇兵の技術で融合したにもかかわらず奇跡的にバランスが取れた状態の半精霊となっているが、代わりに精霊と人間双方の弱点を抱えてしまっている。そのため一時的には人を越えた力が出せても、普段は精霊と同じく神曲の良い影響も悪い影響も受けやすく、身体も弱いためよく病気になる。奏始曲絡みの事件現場に遭遇した際には、その悪影響から生命の危機に瀕する場合もある。融合したドーリスラエは上級精霊だったが、プリネシカが精霊の力を使う際には4枚羽根が現れる。またプリネシカの精霊としての力は弱く、下級精霊レベルの出力しか出せない。
ドーリスラエの意識などは基本的にプリネシカの中に完全に溶け込んでいることもあり、普段は多少精霊やメニス帝国軍などに関する知識を提供する程度でドーリスラエとしての部分を見せることはない。しかし、奏世楽器封印任務に際して陸軍の検問に引っ掛かった際にはドーリスラエとしての振る舞いをして、検問をしていた第八師団と争うことなく一同を通過させるなどの活躍もみせた。
ペルセルテ同様、亡父パルテシオの才能を受け継ぎ、かつドーリスラエが半身であることから精霊心理への理解も深く、能力的には神曲楽士として十分通用するものを持っている。しかし半精霊であるため、神曲を奏でれば精霊としての部分が疲弊してすぐに倒れてしまうため、独力では神曲を奏でることが困難だった。ただし、神曲支援を受けて精霊の部分の消耗を補いながらであれば神曲演奏は可能であるため、フォロンの案でペルセルテに陰ながら神曲支援をしてもらいつつ進級試験に臨み、無事ユズリハルルカを召喚して進級した。だがやはり、実際の職業として神曲楽士を選択することはできなかった。
サイキ・レンバルト
声：久保田竜一 / 小西克幸
ツゲ事務所に所属する神曲楽士で、フォロンの同僚で同級生で親友でもある。身長は184cm。裕福な商家の出身で、優男然とした印象の外見に反してかなり男らしい性格。生い立ちや性格などフォロンとは正反対な部分が多いのだが、お互いとても馬が合いその交友はずっと続いている。主制御楽器はサクソフォーン。学生時代はギターを使用していて、「ぱれっと」収録の《たとえ時が経とうとも―As Time Goes By―》ではピアノも弾いているなどかなり器用な演奏技術を持つ。事務所から四輪バギータイプの自走式可変単身楽団「シンクラヴィス」を支給されている。
普段はクールな伊達男といった感じだが、実は重度のヒーロー物好きである。事務所の制服をデザインした時や、酒の席で余興に歌を披露した時などにその趣味が爆発し、周囲から冷ややかな反応を受けたこともある。また「ヒーローにビーム技は必要」派。恋愛に対する欲求が非常に薄く、学生時代から良くモテるのに誰とも交際しようとしない。しかし、プリネシカに対しては少し好意を持っており、現在一番気に掛けている異性である。コミック版では同級生のアヤキからも好意を寄せられていた。
神曲学院を卒業する直前の時期になって、主制御楽器をギターからサキソフォンに変更した特異な経歴の持ち主。吹奏楽器は精霊たちへ口頭での指示を行なえない点で難易度が高く、吹奏楽器からギターや打楽器、鍵盤楽器へ転向することはあっても逆は基本的にありえない中、サキソフォンで国家資格試験をストレートでパスしている。サキソフォンへ転向したことについてプリネシカに語ったところでは「ギターに飽きたから」とのことであった。
中級以上の精霊は全く惹きつけられないが、下級精霊の召喚数とその使役能力に関してはユフィンリーをも超える天才的な実力を持っている。しかし、当の本人は特性の偏っている自分を天才とは思っておらず、あくまで「天才の紛い物」でしかないと考えている。作者によればフォロンは「芸術家」でレンバルトは「職人」の立ち位置であるとのこと。学生時代にふとしたことからフォロンに秘められた才能の片鱗に気付き、それ以来積極的に声をかけて立ち位置を確保していた。フォロンの神曲は常に誰かに向けて作られていたと見抜いており、コーティカルテを諌めるなど人間が出来た部分もある。「本物の天才」であると認めているフォロン達に内心で若干の嫉妬心を抱きながらも、そういった感情を覚えさせてくれるフォロンの存在を気に入っている。
時折フォロンに対してあたかも恋愛感情を抱いているかのような（というよりフォロンを「狙っている」かのような）言動をする。フォロン本人やペルセルテはともかく、嫉妬深い上に思い込みの激しい部分のあるコーティカルテからはそちらの面でも警戒されている。
奏始曲絡みの事件などの場合に、いざという時にフォロンたちの助けになれないだけでなく、場合によっては足手纏いにすらなりかねない自分自身に情けなさを強く感じていた。しかし向上心は常に持っており、コーティカルテが召喚して行った下級精霊群の扱い方にヒントを得て、新技「合体巨人戦隊ボウレムズ」を編み出す（技名にはヒーロー物好きの彼の趣味が多分に反映されている）。この技は大量（数百から数千）に召喚した下級精霊群を一つに束ね、中級精霊並の力を持つ（群体の）光の巨人を数体作り出すというもの。また、各巨人は戦隊物になぞらえそれぞれ1体毎に違う色となっている。
ツゲ・ユフィンリー
声：すずきけいこ / 川澄綾子
第三神曲公社の管轄下にある、ツゲ神曲楽士派遣事務所の若き所長。身長は165cmで、胸のサイズはペルセルテと同じ程度だが、数値的にはペルセルテの方が大きいくらい。ユフィンリーの方がより肉付きが良く、むちっとした感じでスタイルは良いとのこと（神奈月コメント）。フォロン達の上司だが、同じ学院を出た2学年上の先輩でもあり、専門課程の時に基礎課程のフォロンやレンバルト達の面倒を見ていた。主制御楽器はヴァイオリン。契約精霊は、ヤーディオとマサードの二柱（ただし第二次<嘆きの異邦人>事件の時には、契約精霊はいなかった。また、その後の奏世楽器封印任務の際にもウォルフィスをパートナーとして行動していた）。気丈で前向きな性格の才気走った女性であり、神曲楽士としての高いプロ意識を持つ。業界では十年に一人の逸材と言われる天才で、在学中から既に第一線で神曲楽士として働いており、異例の若さ（十代）で自分の事務所を構えた業界の革命児としても有名。マネージャーである兄と共に、兄妹で事務所を経営している。ツゲ神曲楽士派遣事務所はユフィンリーの事務所としては3つ目にあたり、それ以前はユフィンリー個人の事務所を経営していた。愛車はファレス社の大排気量スポーツカー「シューティング・スター」で、最初はワインレッドだったが現在は塗り替えてシルバーになっている。フォロンやレンバルトと比べて業界の裏の面に関してもそれなりに知識があり、アカツキ・ディーレンやドルロイなど非合法に雇われた無資格の神曲楽士たちとも単独で戦ったことがある。
ツゲ事務所は、割安な報酬設定で依頼内容を選り好みせず何でも引き受けるので、一般市民に受けがよい事務所として広く知られている。そればかりではなく、警察関係者や数々の大企業にも顔が利き、仕事があるときは必ずツゲ事務所を名指ししてくる企業もある。だが、その年齢・経歴・手腕から、業界の古参楽士達との折り合いがとても悪い。そのため、同業者からくだらない嫌がらせを受けることもある。現在は、天才揃い・美男美女揃いの所員達を率いて、硬直化し腐敗した神曲楽士業界に風穴を開けるべく（古参のジジババ共に目にもの見せるべく）奮闘中。
「黒」の主人公、マチヤ・マティアが信頼する数少ない神曲楽士であり、時折相談に訪れる彼女にアドバイスをすることがある。また、警察からの協力要請を受けることが多いため、シャドアニとも親しい。マティアやマナガと知り合ったのは「オゾネ・クデンダル事件」がきっかけであり、その際にはクデンダルの演奏を真似て神曲を奏で、暴走しかけていたニウレキナを鎮静させたことがある。またダン・サリエルとは似た者同士であり、同族嫌悪で仲が非常に悪い。さらに互いが単身楽団コレクターであり、事ある毎に競い合っているため、顔を会わせる度に非常に大人気ない低レベルな罵り合いが始まる。
ヤーディオ・ウォダ・ムナグール
声：一ノ瀬雅彦 / 檜山修之
ユフィンリーの契約精霊。普通は狼型のベルスト形態ばかりを選択するセイロウ枝族にあって、非常に珍しいフマヌビック形態を採っている。そのため見た目はとても美しい青年だが、実際は「人の姿の方が色々な戦い方ができるから」という理由でフマヌビックを選んだ変わり者。その中身も青騎士と呼ばれるセイロウ枝族らしくない兄貴肌の熱血バトルマニアな荒くれ者で、言動が少々下品。また、急所を無くすためにあえて男性器だけ再現していない。「ヒーローにビーム技は不要」派。荒事を非常に好む性格であり、殴り合いが大好きであるが、契約主の意図を汲んで戦闘の目的を見据え、その目的を達成するためにはあえて無様な姿を晒すことも厭わないという戦巧者。
中級精霊にもかかわらず、格闘術に関しては上級精霊をも凌ぐ天才で、格上の精霊相手にでも通用するほどの「業」を持つ。他にも、精霊弾などの精霊雷を効率よく使うための戦闘技術全般に長けており、かつて行動を共にしていたニウレキナに手ほどきをしたこともある。また、搦め手の研究のために人間の思考体系を学ぶ、という目的で漫画の類を積極的に読む（少女漫画なども含めて満遍なくカバーする）。
ポリフォニカPLUSでは、契約からまだそれほど間がない時点のヤーディオが登場。ユフィンリーの暴走で精霊美人コンテストに女装で出場させられそうになるが、その姿に無理がありすぎて断念。そのお鉢がユズリハへと回るという彼女にとって災難でしかない酷い展開が語られた。
キャラクター原案は大迫純一。年齢は不明だが、ニウレキナの誕生に居合わせていたとあることから、少なく見積もっても「ウェイワード・クリムゾン」で初登場した段階で319歳以上ではある。
マサード
声：‐/‐
未だ謎に包まれた、ユフィンリーのもう一柱の契約精霊。精名も柱名も姿も枝族も不明。判っているのはヤーディオの少し前にユフィンリーと契約したことだけで、所員達ですらその姿を見たことがある者はいない。現時点で正体を知っているのは、ヤーディオと契約主のユフィンリーだけ。強い力を持っているらしいが、代わりに力の精度が低く使い勝手が悪いために、仕事では呼ばれたことが無い。
ユフィンリーの兄
ツゲ事務所のマネージャーを務めるユフィンリーの兄で、名前は不明。脚を使う外回りの仕事に従事しているために事務所にはほとんど顔を出さない。数日に一度程度は事務所の人間とも顔を合わせるらしいが、あらゆるシリーズを通して未だ登場していない。マサードとユフィンリーの兄は同一人物なのではという噂があるが、榊一郎曰くデマである。「学生編」のころにはまだツゲ事務所（この頃はユフィンリーの個人事務所）のマネージャーではなかった。父とは今一つ折り合いが悪いらしく、実家にはユフィンリー以上に寄り付かない。

### トルバス神曲学院
シダラ・レイトス
声：加古川高（PC版） / 石田彰（PS2版） / 速水奨（TVアニメ版）
トルバス神曲学院の名物学院長。七楽門のシダラ家出身。普段はのほほんとした癒し系の言葉遣いをしており、その容姿も相まって学生達に親しまれている。しかし、神曲楽士としての本来の顔を覗かせた際には、まるで別人のような鋭い雰囲気を漂わせる。ユギリ姉妹の父親ユギリ・パルテシオの師で、彼からプリネシカの件を聞いていたため、彼女の正体を知っていた。
実はかつて四楽聖の中で最強と呼ばれていた男で、そのリーダーを務めていた。そして、奏世楽器<無限鍵盤>の守護者として世界の様々な秘密を知る立場にあったが、奏世楽器の扱いについては破壊すべきという考えを持っており、まだ健在だった頃に一度破壊を試みて失敗したことがある。また、第一次<嘆きの異邦人>動乱時に盟主「クチバ・カオル」を打倒し、コーティカルテを封印し、その場に居合わせた幼いフォロンの記憶を封じた者でもある。学院の創立当初から学院長を務めているが、四楽聖の件も含めて一般人には全ての事実が秘密にされているため、教員や学生達からは単に「学院長」とのみ呼ばれ誰も名前や正体を知らない。フォロン達を除いてそれを知っているのは、政府要人や一部の裏組織の幹部など、ごく限られた人間のみ。
100年以上前の記録からその名前は登場するのだが、その容姿は学生と変わりないほど若々しい。また、防音室での演奏を遥か離れた学院長室で聞いているなど、容姿の若さを含め「単なる人間」とは到底思えない一面を持っている。その正体は、エレインドゥースの力により作られた人体の“器”にレイトスの“魂”のみが入っているという、プリネシカとは少し違う形の半精霊。エレインドゥースの力で延歳しているため普通の人間よりも永く生きている（ただし、必ず魂や精神が老いるためにいつかは死を迎える）。また、容姿も世間の目を欺くために若いままで固定している。そのため、エレインドゥースとの契約解除は直接的に死を意味することになる。
フォロンを神霊使いになりうる逸材と見込んで、彼の育成計画を進めつつ陰からその動向を観察し時には誘導していたが、危機に陥っても自力で窮地を切り抜けさせるために手は貸さなかった。その計画自体もコーティカルテを封印した直後から既に始まっており、やがて来たる戦いに2人を利用すべく12年の歳月を掛けて進められてきた。フォロンのトルバス神曲学院への入学も、進級に際して封印解除されたコーティカルテとの再会も全て計画の内であった。このように目的のためならどんなことでもする冷徹な策士の一面を持つが、そんな酷い人間である自分自身を冷めた目線で見てもいる。
現在は魂の衰弱が進んでおり、時には過労という名目で入院したりもしているが、それでもまだ現役で学院長を務め続けている模様（現在最も新しい時期の話であるエイフォニック・ソングバードでも、まだ学院長をしている記述がある）。
エレインドゥース・オル・タイトランテル
声：佐々木あかり / 生天目仁美
シダラ・レイトスの契約精霊。始祖精霊の一柱で、翠の女神。始祖精霊の中では、コーティカルテの妹の一人。身長は170cmでコーティカルテと同じだが、エレインドゥースの方がむっちりとした感じとのこと（神奈月コメント）。精霊には珍しい読書家。愛称はエレイン。落ち着いた理知的な性格をしているが、割り切りが早いために時として冷酷に見えることがある。また、自分が気に入った相手には従順に尽くすが、そうでない相手には冷徹で無関心な態度をとり、言動も辛辣になる。そのため、メリディアからは「歩く氷河期到来」だの「超毒舌二重人格」だのと陰口を叩かれている。
第一次<嘆きの異邦人>動乱においてクチバ・カオルとコーティカルテのコンビの打倒に成功するが、その戦いで致命傷を負ったシダラ・レイトスを生かすために、自らの力を裂いて“器”を作り出しそこに“魂”を移した。現在はレイトスの延歳効果と擬似的な肉体の維持に力の大部分が裂かれているため、中級精霊以下程度の力しか出すことが出来ない。契約解除することで元の状態に戻れるが、今のところ彼女にその意志は無く、レイトスの魂が限界を迎えるまでは彼と共に歩むという選択肢を選んでいる。
ウォルフィス・ヴォダ・セイフォーン
声：加古川高 / -
精霊契約ではなく常駐雇用されて、トルバス神曲学院で警備や授業のサポートをしているセイロウ枝族の中級精霊。愛称はウォルフ。その姿は、一般的なセイロウ枝族が採る青白い巨躯の狼型。<青騎士>の異名を持つセイロウ枝族に相応しい、義理堅く生真面目で面倒見のよい性格をしており、狼というより大型の番犬といった風情。学院生からの人気が高く、ペットの犬のように思われている節がある。学院長と並んで創立当初から学院にいる古株であり、幾多の生徒達を見守り見送ってきた。中級精霊だが、神曲に関する選り好みが少ないためにこの仕事をしている。だが時として、敵の神曲の影響を受けてしまうというフリーの精霊ならではの弱点もある。
ギガちゃん
声：由宇翼 / -
ペルセルテに懐いている学院常駐精霊のボウライ。キネティック版・小説版では「くぴ」と鳴いている。アニメ第2期では「ギガー」と鳴いている。一般的なボウライより少しだけ知能が高く、ペルセルテとプリネシカが学院見学に来た際に学院内の案内をしてくれた。ボウライはどの個体も同じ姿なので人間には識別が困難なのだが、ペルセルテだけはギガちゃんと他のボウライの区別ができる。
本来ボウライには個体名などはないのだが、見学の際にペルセルテが命名。以降、在学期間中ペルセルテがその名前を使い続けていたため、他の学生達からも同じように呼ばれることになった（名前を呼ぶと反応するため、それで区別している様子）。
フォロンやペルセルテ達が卒業した後も学院にいるので、学院生であるサジ・シェリカとも交流がある。たまに学院を抜け出してペルセルテの元に遊びに行っていることがあり、ホライズン崩壊事件でも彼女と行動を共にし救助に尽力した。また、ペルセルテが学院に入学し最初に召喚した精霊でもある（ユギリ・ペルセルテの項 参照）。プリネシカは「ギガさん」と呼んでいる。
ユズリハルルカ・ナ・ダフニーフィラム
声：浜田夏樹 / -
トルバス神曲学院に常駐雇用されているフマヌビックの中級精霊。身長166cm、B87W58H88。藍色の着物を纏った黒髪の少女の姿をしている。初出はコミック版のカーディナル・クリムゾンで、著者である緋呂河ともがデザインしたオリジナルキャラ。出番も1シーンのみで最初は名前すらなかったが、その後短編集「まぁぶる すぺしゃる」にて小説の方にも登場することとなり、そこで正式に名前が付けられた。これ以降、榊一郎の担当するクリムゾンシリーズやエイフォニック・ソングバードシリーズにも時々登場するようになる。
ウォルフィスやミゼルドリット同様に学院と労務契約を結んでおり、学生からは愛称の「ユズリハ」と呼ばれている。学院の渉外担当を請け負っているため、ウォルフィス達と異なり学生の遭遇率はかなり低い。そのため学生たちから稀少存在扱いされており、「ユズリハを見ればその日一日は幸運に恵まれる」という噂が生まれ、幸せの精霊という渾名が付けられている。突発的な事態に弱いのか、精霊美人コンテストへの出場に際して理不尽極まる要求をしてくるユフィンリー相手にパニックに陥り、ただの人間である彼女に精霊であるユズリハが腕ずくで拘束されるという失態を見せた。これ以降弄られ役が定着し、登場するたびに何かしら酷い目に合わされる率が高くなった。
プリネシカの専門課程への進級試験の際、彼女の神曲に応じて姿を見せた。進級試験で呼び出されたため、その際に受けた神曲をツケ扱いとして、今度何か用を思いついた時にはいつでも呼ぶようにと言い残した。神曲を受けたことでプリネシカの身体の事情には気付いたが、口外はしていない。
コマロ・ダングイス
声：菱田盛之 / 浅沼晋太郎
裕福な家の出身で、フォロンより二つ年上の後輩。使用する楽器は主にギター。自信過剰なイヤミキャラで、フォロンにはいつも見下した態度で接してくる。自分がシダラ・レイトスを超える天才であると思い込んでいるが、実際のところは単なる誇大妄想。自分に都合の悪いことは次の日には綺麗さっぱり記憶から消去される という特技？を持っており、そのためにどんなに失敗しようが顰蹙を買おうが全く成長することが無い。しかしそんな彼にも弱点があり、専属メイドのシノノメ・リュンナの長年に渡る躾により、メイドという単語を聞いただけで拒絶反応を起こし恐慌状態に陥るようになってしまった。
演奏家としての技術はレンバルトにも劣らないほど優れているが、自己中心的な思考しか出来ないために今までは神曲を奏でることが出来なかった。しかし、第二次<嘆きの異邦人>事件でようやく「聴いてくれる他者」の存在を自覚するに到り、神曲楽士としての切っ掛けを掴んだのだったが、再奏世の影響による記憶の改竄で、その体験は自分の洋上コンサートに殺到した観客が暴動まで起こしたという別の記憶に変わってしまい、神曲楽士ではなく音楽家となり世界中に自分の演奏を聞かせることが使命だと明後日の方向へ開眼してしまった（本人曰く、自分の下で全ての音楽（神曲含む）は統一され究極になる）。フォロン曰くある時期から「忘れる」ことを辞めたことで前に進めるようになり、学院を卒業後は「ちょっと偉そうで変わった演奏家」として芸能活動をしており、ある程度売れているようである。
アヤキ
キネティックノベル版において彼女が描かれているCGが存在するが、その時は名無しキャラ。後に出たコミック版にて名前が付けられた。フォロンとレンバルトの専門課程クラスの委員長を務める少女。黒髪のロングヘアー。レンバルトに好意（ただし対抗意識やらの混じった興味という意味合いも強い）を持っていたが、結局それが実ることは無かった。ただ、コーティカルテがレンバルトに関して「アヤキ委員長と仲がいいので」と言っていることから、友達付き合いとしては卒業まで続いていた模様。フォロンがコーティカルテと同じ部屋で生活していることを聞き、「風紀が乱れる」と教務課に主張。その結果としてフォロンたちは二人部屋に移動することとなった。
ミナベ・トレス
トルバス・スピリット・フェスタにおいて、メガフロート＜ホライズン＞でフォロンを中心にした合奏を披露する予定の、選抜生徒による模範演奏に参加した基礎課程二年の生徒。陽気な性格で、お祭り好きでゴシップ好きな賑やかな少女。一方的に参加要請をする運営側とそれの賛否で揉めた学院側とのゴタゴタが生徒に漏れ、敬遠されていたこの模範演奏に自ら立候補したのも、単に楽しめればいいという理由から。講師であるフォロンの女性関係に興味津々なため、場の空気を読まず質問をしてはコーティカルテを激昂させていた。ホライズン崩壊事件での出来事は、精霊に神曲を捧げることの意義や様々な立場の人間や精霊がいるということを、彼女が改めて考える機会になった。
カザマル・ナルニアーテ
学院に雇われている非常勤講師で、現役の神曲楽士。恰幅のいいおばさんで、面倒見が良いため生徒からも信頼されている。トランペットを主制御楽器としたトランク型の旧式単身楽団を愛用しているが、これは据え置き型のため、一度展開すると演奏中はその場から移動できなくなる。実力はそれなりに高く、昔は自分の事務所を持っていた。しかし結婚して家庭に入ってからは、育児や家事などの主婦業と神曲楽士との両立が難しいということで事務所をたたみ、収入は落ちるが代わりに時間の融通が利く学院の仕事に就いた。夫の名前はアークスタ、息子の名前はロニール。
反精霊団体「真実の道程」によって家族を人質にとられ、やむなくメガフロート＜ホライズン＞にて奏始曲「地獄変」を演奏し、ホライズン崩壊の直接的な原因を作ることになった。フォロン達によって拘束された後はおとなしく縛に付いていたが、＜聖カエルレウムの虐殺＞の影響で暴れ始めたミノティアスから生徒達を守るため、ミナベ・トレスに拘束を解かせて奏始曲を演奏することで逆に暴走を押さえつけた。その後も生徒達の指揮を執ってフォロンの神曲演奏を合奏により援護し、ディエスを倒すための手助けをした。事件解決後は、罪としてはいくつかの条例違反や無許可の神曲演奏だけで、しかも家族を人質に取られていたという事情も考慮され、情状酌量により執行猶予付きの軽い刑罰で済んだ模様。
ニシカ・ポークト
トルバス神曲学院で精霊社会学を教える講師。神曲楽士の資格を有しているが、実は精霊を嫌悪する反精霊主義者。一方的に執心していた女性精霊を手に入れようと楽士になったが、神曲が合わなかったために彼女から契約を拒否されたという卑俗な理由で精霊を憎み始めた。だが結局、憎悪や怒りなどの感情も中途半端にしか持てていない。神曲学院の講師を引き受けたのも、講師という上の立場から未熟な学生を見下して優越感を得るため。その憎しみの正体は、中途半端な才能があったため自分は何でも出来る優れた人間なんだと優越感を抱いていたが、現実という壁に阻まれて挫折し、その責任を精霊に被せることで自尊心を保ったというもの。それゆえ、精霊を嫌いながらも神曲楽士という地位は捨てられず、精霊を害する手段を得ても後が怖くて実行に移せないというとんだ小物。
ギーネスという裏の出版物をさばく人間と繋がりがあり、彼から＜聖カエルレウムの虐殺＞の譜面のコピーを手に入れていた（ただし奏始曲だと勘違いしている）。譜面とそれを手にしたニシカ・ポークトを処分しに来たディエスに追われた際、身を守るために奏始曲だと勘違いしたまま＜聖カエルレウムの虐殺＞を演奏し、事態をさらに悪化させて被害を拡大させた。そのあまりの無様さがディエスの考える「人間らしさ」に見事に当てはまり、彼からは「豚」呼ばわりされ、「気に入った」証に一息ではなくじっくりと嬲り殺してやろうと宣言されていた。事件解決後は、事態悪化の原因とはいえ、実際にやったことはいくつかの条例違反や故買容疑に無許可の神曲演奏だけで、＜聖カエルレウムの虐殺＞の演奏に関しては故意ではなかったために、軽い刑罰にしか問えなかった模様。
クガノ・リュネア
三つ編みの髪型で眼鏡を掛け、いつも手袋を付けているカティオムの同級生。身体が弱く、頻繁に薬を服用している。反精霊主義者クガノ・ハブロスの孫娘で、トルバス神曲学院の生徒でありながら精霊嫌い。しかし、精霊を殺す方法を知るためにはまず精霊自体を知らなければならないと考え、トルバス神曲学院へと入学した。フォロンとカティオムは彼女にどこか自分達と似た部分を感じ取り、リュネアを放っておけないと常に気に掛けている。それがコーティカルテとシェルウートゥに妙な具合に誤解され、事態をさらにややこしくしていた。また、リュネア自身もフォロンとカティオムに対して何かを感じ、特に苛立つ存在として嫌っていた。
かつてカーマインという精霊に両親を殺された過去があり、彼女の一連の行動は全てカーマインへの復讐のための準備だった。両親が殺されたことがきっかけで精神に異常（いわゆるトラウマ）を来たしており、時折発作のように湧き上がる凶暴な破壊衝動を抑えるために自傷行為まで行っていた。そのため、手袋で隠している手は傷だらけになっている。しかし、「ホライズン崩壊事件」の際に明らかになった両親の死とカーマインの行動の本当の理由を知ったこと、この事件で祖父やカーマインが背負った重荷を理解したことで、前を向いて生きるようになる。その後もカーマインのことは嫌いだと口にはしながらも、もう以前のように本気で嫌悪し殺したいと思うようなことはなくなっていた。フォロンとカティオムとリュネアが、互いに感じていた「何か」は、精霊によって人生を変えられた者同士＝同類であるということだった。
オミ・カティオム
メニス帝国でも屈指の大企業である、オミテック工業の御曹司。オミ家の教育方針の賜物により、真面目で理性的な克己心の強い少年として育っている。ユギリ姉妹の友人で、彼女らには弟のように可愛がられている。シェルウートゥに恋しており、後継者としての道を捨ててでも人と精霊との壁を乗り越えようという苦難の道を選んだ。
「クラト・ロヴィアッド事件」を通じてフォロンとコーティカルテに出会い、2人の関係の在り方に理想と憧れを抱いている。事件解決後、フォロンの後を追って神曲楽士となるべく、それまで通っていた名門高校を中退してトルバス神曲学院へと入学する。今一番楽しみにしている授業は、月に1回のフォロンの特別講義。
シェルウートゥ・メキナ・エイポーン
カティオムの恋人で、神曲抜きで人間と関係を持っている珍しい精霊。上級精霊の中では平均的な力を持つ。清楚で美しい深窓の令嬢を思わせる容姿をしており、その性格は理性的で真面目だが少々気が弱い処がある。ストレスを内に溜め込むタイプで、思い詰めるあまり暴走気味な行動に出ることも。
クラト・ロヴィアッドの野心の被害者で、前の契約楽士モノミ・ラシュドージア を殺され支配楽曲「天国変」の実験台にされていた。その最中にカティオムと出会い、些細な触れ合いを重ねる中で互いに好意を持ち合うが、「天国変」により狂わされ存在の危機にあるシェルウートゥにその想いを受け入れることは出来なかった。だがフォロンとコーティカルテ、そしてカティオムの想いにより窮地を救われて以降は、奏始曲の後遺症を治療しながら常にカティオムに寄り添っている。
コドウ・ティント／アズール／ヴェルデ
声：すずきまこと / -
ヴィレニスの神曲楽士養成学校「クララス音楽学院」から、サーフェルスと同時期にペルセルテたちのクラスへと転入してきた三つ子。身長は155cmで、胸はプリネシカと同じくらいのCカップとのこと（神奈月コメント）。特殊な環境で育ったために無感情に見えるほど無表情（レンバルト曰く感情と表情が一致させられていないだけ）で、世間一般の常識に著しく欠ける。ティントが赤、アズールが青、ヴェルデが緑のチョーカーを身につけている。三人ともが同じ型から抜き出してきたかの如くそっくりであり、髪型や声、仕草などでは判別がつかない。それぞれを判別する方法は服の襟に隠れたチョーカーの色だけだったが、ペルセルテの案でチョーカーを髪飾りとすることで少しは判別しやすくなった。ティントはフォロン担当、アズールはレンバルト担当と意味不明の行動を取ることもあったが、皆との触れ合いの中でその無感情ぶりも少しずつ変化していき、かろうじて好意と呼べるような微妙な反応を示すようになっていった。
まるで揃いの人形のような彼女らの正体は、第六教導団所属の実験部隊の兵士で、軍が極秘裏に生み出した精霊奇兵。禁忌の存在であることのカモフラージュとして、新たに<特装奇兵（アマルガム）>と名付けられた存在だった。名前も戸籍も全て仮のもので、本来は<特装奇兵>認識番号19（ティント）、21（アズール）、45（ヴェルデ）が正しい呼び名。第一次<嘆きの異邦人>動乱終結の頃より軍が研究を重ねた末に到達した完成体で、融合に適正を持つ肉体的・精神的に同質の人間を量産して、各人に個性が生まれないように調整や訓練を施し、部隊全てが均質な兵士となるよう考慮されている。そのため完璧な連携を誇り、精霊文字を刻んだ精霊への絶対的な武器「対精霊剣」を用いて三位一体で敵を葬る。人格や精霊の力も当時の不安定な精霊奇兵とは比べ物にならないほど安定しており、安定した半精霊であるプリネシカと比べても、身体能力や精霊部分の力の強さ、安定度は段違いに高い。その戦闘力は、対精霊装備も相まって三対一の条件下でならコーティカルテですら苦戦するほど。そんな彼女らだったが、こと諜報戦となると全くの無力で、常識の無さが任務の支障となっていた。フォロンやレンバルトに対する浸透工作も当然に上手くいかず、上官のサーフェルスも頭を抱えるほどだった。
奏世楽器奪取の作戦において、一人で戦いを挑んできたイアリティッケを破り、一時はコーティカルテをも退かせたが、フォロンが閃いた案により連携を崩され、ヴェルデを無力化されたことで数の優位と連携による隙の無さが崩され敗れる。その後は、人でも精霊でもない自分達は兵器であるという事実のみが存在意義と矜持を与えてくれるということを語り、作戦が失敗してもなお戦う意志を失わなかったが、これ以上の戦いは無意味と判断したサーフェルスの撤退命令によりフォロン達の前から去っていった。事件後は事後処理で第六教導団の指揮官も更迭され、軍内に行き場を無くしてサーフェルスの下に留まっていたが、彼の口添えで未だ処分保留中の他の特装奇兵達に先駆けて情報局への配置転換辞令が下り、一般常識などの再教育の結果次第で他の仲間達も全員情報局に引き取られることを知らされた。
社会人編ではサーフェルスの部下として活動している。
ツエシロ・サーフェルス
声：浜さとる / -
第二次<嘆きの異邦人>動乱の1年後に、ティント達の転校と同時期にトルバス神曲学院に講師として雇用された優秀な神曲楽士。身長182cm。主制御楽器はピアノ。著名な神曲楽士から連盟で推薦を受けるほどの経歴の持ち主であり、未だ若いにもかかわらず並の神曲楽士の10倍にもなる経験を積んでいる。神曲楽士には変わり者が多いのだが、彼は青年実業家のようにきっちりとスーツを着こなしていて、礼儀も弁えた常識的な言動をする。その無難な服装・態度・言動は、突出した存在へ対する周りからの風当たりを強くしないようにするためだと言い訳しているが、実際の中身は学院長（レイトス）と腹の探りあいをするほどの食えない人物。講師としては大変優秀で、退屈で人気もない法律学の授業を面白いものへと変えて教室を学生で埋めるほどだった。ティント曰く、彼の神曲（魂の形）はどこかフォロンに似ているものがある模様。
本職は陸軍情報局所属のスパイであり、階級は陸軍大尉。奏世楽器の在り処を調査するため、急遽チームを組むことになったコドウ三姉妹と共に陸軍より派遣されてきたエージェントだった。その立ち居振る舞いも全て職業柄から来ているものであり、コーティカルテ達が感じた違和感はそこに起因していた。任務ならば感情に左右されず親しい人間ですら殺せるほどに命令に忠実な軍人でありながら、任務を離れれば良心的な人物でもあり、内心では今回の作戦に、ひいては特装奇兵の存在やそれを生み出した者達の行動にも疑問を抱いていた。
ティント達特装奇兵の境遇に同情しながらも着実に任務をこなしていた彼だったが、結局作戦は失敗に終わり命令を出していたタカ派の将軍たちも失脚、任務終了に伴い学院を去った。しかし、スキャンダルの種になると軍上層部に疎まれ行き場を無くしていた特装奇兵達を、特殊戦用人員として引き取るよう情報局に口添えし、まずはその最初のメンバーであるティントらを人間らしくする再教育を担当することになった。
小説シリーズの社会人編にも登場し、ティント達を部下に相変わらず情報局のエージェントとして働いている。軍内部の内偵の過程で不正な資金の流れを追う内に、エンプティ・セットの組織と軍との繋がりへと辿り着き、狙われていたツゲ事務所の面々に協力することになる。

### 四楽聖
神曲楽士達の頂点に立つ伝説的な存在。何度か世代交代をしているが、ここでは今代の4人およびその契約精霊について記述。第二次動乱においては、奏世楽器強奪の際の襲撃により全員負傷し身動きの取れない状態だった。アニメ版第2期のクリムゾンSでは、四楽聖は襲撃の際にレイトス以外全員死亡しているというアニメ独自の展開となっている。
シダラ・レイトス
トルバス神曲学院 参照。今代のリーダー。
エレインドゥース・オル・タイトランテル
トルバス神曲学院 参照。
カムイラ・ダリソン
四楽聖の一人。名前だけは明らかになっているが、四楽聖の中で唯一まだ何も詳細が知られていない人物。ファーレンとレイトスの会話から、奏世楽器の扱いについては破壊派だったということだけが分かっている。
クダラ・エリミア
声：佐々木あかり / -
四楽聖の一人でメンバー唯一の女性。初老にもかかわらず背筋は曲がっておらず、将校の軍礼服を模した衣装に身を包み、普通なら年齢的に操縦が無理な大排気量の大型二輪を駆る元気な人物。上級精霊とは契約を結んでいないが、第二次＜嘆きの異邦人＞動乱当時で五柱もの中級精霊と契約している。すでに老境に達しているが、未だに彼ら全員を同時に召喚し神曲支援できる技量と感性を維持している。その戦力は少なく見積もって完全武装の一個大隊にも相当し、五柱の連携によりさらに少数精鋭の機動力が加わった状態になっている。将都シノノメの第四帝国博物館で「虚空連鼓」を守護していたが、三強率いる嘆きの異邦人の戦闘部隊による襲撃で、生き残った博物員を人質に取られ、「虚空連鼓」を奪われる。その際に後の脅威を排除する目的で殺害されかけるが、僅かな隙を突いて契約精霊達が彼女を逃がし、殺されることだけは免れた。今までは奏世楽器の扱いについては保存派だったが、この動乱をきっかけに破壊もやむなしという意見に変わった。
この動乱より1年、新たにフォルテラントと契約したことで、歴史を紐解いても例の無い中級精霊六柱もの法外な数の契約精霊を従えることになり、まだまだ壮健であることを示している。フォルテラント以外の精霊は、ジャックロフトとパルパートンという精霊の名前が明らかになっており、この二柱はエリミアの精霊として有名であるらしい。
フォルテラント・スル・バーフォルメン
声：浜田夏樹 / -
四楽聖クダラ・エリミアと契約するリカントラ形態の中級精霊。身長154cm。リカントラとは言っても、見た目はほとんどフマヌビックの12歳から13歳の少年の容姿と変わらず、獣耳だけがリカントラであることを証明している。第二次<嘆きの異邦人>動乱以降にエリミアと契約したため、レイトスやエレインドゥースとは初対面だった。
トワミ・ファーレン
声：一ノ瀬雅彦 / -
四楽聖の一人で、小柄ながら他を威圧する厳しげな面立ちと雰囲気を纏った老人。身長は155cmで年齢は70歳程度。この世に絶望して動乱を起こした<嘆きの異邦人>首魁クチバ・カオルの師で、彼女は本来なら自分の後継者となるはずだった。第一次<嘆きの異邦人>動乱で敵となった一番弟子カオルと、左目・左足を失っているが、自分の身体のことより弟子を救えなかったことを何よりも悔やんでいる。奏世楽器の管理については破壊派のレイトスと意見を異にする保存派だが、同じく保存派だったエリミアが破壊派に意見を変えたことで自分の意見の敗北を認め、現在の文明では破壊不能な奏世楽器を誰の手も届かない場所へと秘匿するための作戦の準備を行った。

### その他
ユギリ・パルテシオ
声：- / 花田光
ペルセとプリネの父親。トルバス神曲学院出身。優れた神曲楽士だったが、すでに病で死去している。第一次<嘆きの異邦人>動乱にて陸軍第八連隊＜怒蜂（ヒューリアス・ヴェスピッド）＞と常に行動を共にし、精霊奇兵の研究施設を破壊したり 敵精霊の攻撃から部隊を守ったりと大きな戦績を上げていたが、テロに巻き込まれて娘が死に掛けているという報を受けて戦線を離脱し、駆けつけた病院でプリネシカを救うために禁忌と知りながら精霊と人間との融合を行った。シダラ・レイトスの一番弟子で、レイトスは彼を自分の後継者にと考えていたが、禁忌を犯したことと自分とドーリスラエの帰りを待つ第八連隊の兵士達の信頼を裏切ったという自責の念から、四楽聖となることを辞退した。ファーレンからは潔癖な人物だったと評されている。
ドーリスラエ・レン・マクスウェリト
声：- / 小野涼子
ユギリ・パルテシオが契約していたフマヌビックの上級精霊。異界の巫女風の装束を纏い、清楚な雰囲気を持つ。第一次<嘆きの異邦人>動乱時の激しい戦闘で傷つき消滅を待つ身だったが、同じく瀕死の状態だったユギリ・プリネシカと融合し、その半身となったことで互いの命を救った。彼女の人格はプリネシカと完全に融合していてドーリスラエの記憶と精霊としての力以外の形で表に現れることはないが、成長した現在のプリネシカは彼女の面影を宿していると言われている。
かつて第八連隊と行動を共にし、戦場での「誓い」を交すほどに彼らと強い信頼で結ばれていた。部隊の疲弊が激しく、第八連隊が前線からの一時撤退を余儀なくされた際もパルテシオと殿を務め、部隊が壊滅せずに数多くの兵士達が帰還できたのは二人のおかげであり、自分達にとって最大の恩人だと第八連隊の古参の軍人達は認識している。今でも彼らにとってドーリスラエは戦友であり女神であり崇敬の対象である。
サカマキ大佐
第一次<嘆きの異邦人>動乱を生き残った歴戦の古参兵で、現在は第八連隊が所属する南部方面軍第二師団の師団長を務めている。当時は少尉だった。その時にパルテシオとドーリスラエから受けた恩は忘れておらず、今でもドーリスラエを女神と呼ぶ。奏世楽器秘匿の作戦のための運搬ルート上に第八連隊が検問を敷いて立ちはだかった時、ドーリスラエの面影を宿したプリネシカが彼女に扮して衣装を纏い、ドーリスラエである証明にとかつての「誓い」を口にした際も、たとえ姿形は変わっていても一目で貴女だと分かるとプリネシカをドーリスラエだと認め、部隊へ最敬礼で道を譲るよう命令を下した。その場には他にもサカマキの部下で連隊長を務めるガザ少佐に、クノウ、アザムラなど当時の生き残りが複数居たが、彼らもプリネシカがドーリスラエであることを疑わなかった。
オミ・テディゴット
オミテック重工業の現社長で、カティオムの父親。極めて冷静で理知的な性格をしているが、厳しさの中にも優しさと理解力を秘めている懐の大きな人物。ユフィンリーのお得意様の一人で、お互いに敬意を払うに足る人物として良好な関係を築いている。カティオムとシェルウートゥの関係を認め、暖かく見守っている。ブラックシリーズ（『アイソレーション・ブラック』）にも登場し、巨大リゾートホテルでオミテック社の謝恩パーティを開くが、事件が発生。マチヤ・マティアに捜査を依頼し、協力する。サジ・デルウィッツ（サジ・シェリカの父親）の直属の上司にもあたる。
ハダキ・イエネッツ
声：- / 中村浩太郎
シャムラ土木工業本社に勤務しており、現場監督として建物の解体工事などを指揮する。シャムラ土木がひいきにしているツゲ事務所のメンバーとは、何度も作業現場で顔を合わせて仕事を共にしている。
クガノ・ハブロス
リュネアの祖父で、様々な治療法や医療器具を生み出した有名な医学者であると同時に、反精霊主義者でもあった人物。学会から抹殺されたホゾナ理論を、彼独自の解釈で急進的に「修正」した反精霊理論を発表した。当初それはあくまで彼個人の私的な主義主張に過ぎなかったが、その著書が彼の手を離れた今では主義者達に都合の良いようにさらに歪んだ解釈を施され、反精霊団体（テロリスト）達の聖典のようになってしまっている。ハブロス自身は、ある時を境にかつて唱えていた反精霊主義を口にしなくなり、世間から姿を消した。現在は脳死状態で生命維持装置に繋がれ、孫娘と入院先の病院関係者以外の誰にも知られることなく存在し続けている。
かつてテロ攻撃に一家全員が巻き込まれた際、致命傷を負った息子夫婦の血液を、重傷だがまだ助かるリュネアに輸血することでその命を繋ぐ決断を下した。しかし、瓦礫の中で自分に出来ることはなく、偶然その場に居合わせたカーマインに頼み込むことで施術を施した。その後、息子夫婦を殺す決断を下したこと、自説を曲げてまで精霊に頼った無力な自分のこと、恩人のカーマインに苦難を背負わせたことなどを悔やみ続けていたが、結局その事をリュネアに言い出せないまま病により脳死状態に。代わりに、後悔と詫びを綴った手記を残していた。
カーマイン
黒い体躯に赤い瞳と鬣を持つ、馬のベルスト形態を採るセンリメ枝族の中級精霊。かつてリュネアの両親を殺したとされている。リュネアを追って行動しており、度々彼女の前に姿を現し発作のような破壊衝動を引き起こす原因となっていた。
その目的は、憎まれ役となってリュネアに生きる力を持たせること。生来病弱な上に両親の死が重なったことで、生きるのを放棄しかけていたリュネアを生かすため、ハブロスと協議を重ねた結果の行動だった。だが、精神的な攻撃に弱い精霊がそのような行動を選んだ理由には、（仕方なかったとはいえ）リュネアの両親の命を奪ったことによる罪悪感も手伝っていた。全てが明るみに出た後、リュネアにもう自分に縛られる必要はないと言われながらも、いまだ彼女を見守ることを止めていない。
シノノメ・リュンナ
三代にわたってコマロ家に仕えるシノノメ家の娘。ダングイス専属のメイドであり、彼の教育係も担っている。
ダングイスとは従姉弟の関係にあたる。シノノメ家はコマロ家とは正反対で徹底した悲観主義の家系であり、それをコマロ家の世話をしつつほどよく中和して暮らしている。
都合の悪いことは全て綺麗さっぱり忘れてしまうというコマロ家の性質を忠実に受け継ぐダングイスに、消えないトラウマを刻み付けた唯一の人物。幼い頃から「教育」と称してダングイスにメイド服を着させ、その格好で市中引き回したあげく写真を取りまくって来た。
モルディアーナ・タルス・トートグイネン
翡翠色の髪と羽根を持つフマヌビックの上級精霊。個人性の強い精霊には珍しく、「トルバス・スピリット・フェスタ」に向けて活動する精霊達（トルバス周辺の約五千柱）をまとめる「トルバス・スピリット・フェスタ振興精霊委員会」の代表を務める。上級精霊であることもあり、少女の姿の割に堂々としていてやり手。しかし、全精霊の頂点に立つ始祖精霊「コーティカルテ・アパ・ラグランジェス」の名を知らないほどに若い精霊でもあり、フォロンのソロ演奏を打診しに来た折にコーティカルテと衝突している。
フォロンがコーティカルテ以外に奏でた神曲を聴いた、数少ない精霊の一人。フォロンの演奏に常にコーティカルテの影がちらついていることを知り、その関係を邪魔しないため神曲の独奏要請は取り下げた（代わりにトルバス神曲学院生との合奏にした）。大概の場合は、大亀型の精霊と行動をともにしている。
キルカイン・ポルクト・パーナカルクス
コクネ枝族のベルスト形態をとる精霊。狐の姿だが尾は2本あり、ウォルフィスやカーマインなどのベルスト精霊と異なり人語を喋る。就労していた自由精霊だったが、解雇され財産権を失効し、所有していた家屋が没収された。解体工事に抵抗しようとしていたが、フォロンとの交渉の最中にコーティカルテと口論になり、結果的に自分が暴れたことで倒壊させてしまった。その後、「トルバス・スピリット・フェスタ振興精霊委員会」より注意を受け、再就職。フォロンとコーティカルテの元に謝罪に現れた。以降コーティカルテのことは「姐さん」と呼んでいる。
オノカラ・マユラ
旧くからトルバスを治め、現在も議会の中心を担うオノカラ公の一族で、現当主オノカラ・ヒョウマの長女。父ヒョウマが病に倒れ、死期を前に当主として議員になる責を負うことになる。そのこと自体は納得しているのだが、自分の目でしっかり見て回ったことのない都市を統治するということに疑問を感じ、公邸を抜け出した。皇女であるミサキとは親しいらしく、彼女の言葉を頼りにフォロンのもとへ案内を頼みに来た。独自の心構えと優れた為政者としての素質を併せ持つが、喋り方や立ち居振る舞いなどにおっとりとした雰囲気が染み付いているため、何をしていても緊迫感に欠けている。
素行の悪い従兄がおり、その企みで命を狙われる。事件解決後は助けてくれたフォロンに執心してしまい、度々護衛官への引き抜きを打診しに来るようになった。

### 敵対勢力

#### エンプティ・セットの勢力
エンプティ・セット
「何者にも非ず」と名乗り、国や大企業にすら介入できる権力の持ち主。その正体は、精霊と人間の蜜月のそれぞれ「始まり」と「終わり」を司る世界の摂理「ダンテ・イブハンブラ」の中で、十四番目となる「終わり」のダンテ。「先代（十三番目の終わりのダンテ）」の計画が不完全に終わったため、すぐに十四番目の「始まり」のダンテが生み出され、それによって作り出された今の世界の在り様を今度こそ完全に終わらせるのが目的。宿主が元からそうだったのかは不明だが、現在は巨大な裏組織のトップの座にあり、完全に覚醒しているためか人間味が全く感じられない言動を取る。「先代」の失敗を繰り返さないため、今回は大破壊や強大な力といったものに頼らない、別の手段を持って世界を終わらせようと画策している。その手段は今の所不明。
計画進行のため、現代では失われた筈だった「奏始曲」を再作曲して裏社会に広めているのもその一環。多くの反精霊団体やテロリストをその掌の上で操っており（大抵の場合操られている当人達にその自覚は無い）、嘆きの異邦人動乱を始め、ツゲ事務所やルシャ市警精霊課がこれまでに関わった大規模な事件にも、直接的もしくは間接的に関与している。
ディエス・ゴル・アルバークライド
キャラクター原案は大迫純一。顔は髑髏、身体は白骨、さらに背骨を放射状に配置したかのような異様な形状の羽根を持つ、どの枝族にも属さない屍の姿を採る上級精霊。まるで死神のようなその姿は効率よく他者を脅すためのもので、蹂躙し虐待し殺傷するために死を象徴するこの姿を採っているという、悪意の塊と呼ぶに相応しい存在。その正体は不明だが、エンプティ・セットの計画の協力者として行動している。人間に対し明確な敵意と悪意を持ち、現在の人と精霊との関係を真っ向から否定している。旧くから生き続けている強大な精霊で、始祖精霊のことも含めた様々な世界の秘密を知っている。
元は普通のフマヌビック形態をとっていたが、ある出来事をきっかけに自ら皮膚をはぎ続け、長い時間を賭けて現在の姿に固定した。
マナガとコーティカルテは共にこの精霊のことを知っており、昔から敵対している相手でもある。戦いに際しては、どのような卑劣な手段だろうと勝つためには平然と行う。重大な禁忌とされている「共食い」が得意技で、己の力のためだけに同族を喰らうことを何とも思っていない。また、「下郎」や「下衆」といった罵倒を褒め言葉として喜ぶなど、良心や倫理観からかけ離れた所にいるまさに外道。そんな特異な性質ゆえか、通常ならば精霊が狂ってしまうような禁曲の類も「心地良いもの」として堪能できる。
クラト・ロヴィアッド
「クラト・ロヴィアッド事件」の主犯。解散したクラト工業の元社長で、爵位持ち。現役時代から黒い噂の絶えない人物だった。 かつて精霊の暴走事故で妻と娘夫婦を失ったため精霊達を憎むようになり、彼らを支配するための研究に没頭するようになる。その後は復元させた奏始曲「天国変」でシェルウートゥを支配しようとしたり、歌姫創造計画を推進したりなど、多くの犯罪行為に関わっていた。しかしその実態は紛争地域に武器を売り捌く死の商人であり、精霊への憎しみは建前でしかなく、本音は精霊をも商品（兵器）化しようとしていただけだった。また、エンプティ・セットとも繋がりがあり、「奏始曲」の研究は元々は彼に依頼されたもの。
「ゴトウ・キルアラ事件」の際には証拠が無く逮捕できなかったが、その翌々月、シェルウートゥを救いに来たフォロンとコーティカルテの力の前に彼の計画は叩き潰され、遂にサマリーノの研究所でルシャ市警精霊課にその身柄を拘束される。逮捕後は今までの悪行が暴露されたことで精霊から多大な恨みを買ったため、本人の希望で対精霊用の精霊文字が刻まれた特別な刑務所に収監されている。
クダラ・ジャントロープ
キャラクター原案は大迫純一。エンプティ・セットに雇われて精霊発電所を襲ったテロリストで、高い技術を持つモグリの神曲楽士。使用する楽器はギター。七楽門のクダラ家出身。契約精霊はヒューリエッタ・ミナ・ゼノサディス。どんな非道なことでも平然と行える残忍な人物で、クダラ家からは面汚しとして追放されている。また、ヒューリエッタと行った悪行の数々から、人間だけでなく精霊からも敵視されている。復元された奏始曲「地獄変」を初めて実戦に用いた人物で、奏始曲の特性に不慣れなフォロンとコーティカルテを散々苦しめたが、フォロンの機転により敗れ去った。
ヒューリエッタ・ミナ・ゼノサディス
女性のフマヌビック形態の中級精霊。契約者はクダラ・ジャントロープで、彼とは肉体関係がある。また、その嗜好も残忍でお互い似た者同士。今までに行った数々の犯罪により、闇姫（グルーム・プリンセス）という通称でそれなりに広く知られている。中級という等級内ではかなり戦闘力が高い精霊で、当時発電所の警備員だったミノティアスを正面から破っている。また、力を特殊な用途に用いることにも長けており、侵入・攻撃した相手に黒く細い糸となって絡みつき寸断するという結界を張ったり、金属製の分厚いドアを一瞬で粒子レベルに分解するという芸当も見せている。事件解決のため行動していたヤーディオ相手にも卑劣な手段で勝利し、地獄変とクダラ・ジャントロープの演奏妨害で満足に神曲を得られないコーティカルテに対しても一時優位に立ったが、フォロンの機転により演奏妨害と神曲支援の両方を失って敗れ去った。
逮捕後、ルシャ市警本部で取調べを受けている最中にも暴れ出し、マナガに力ずくで取り押さえられている。

#### 嘆きの異邦人
クチバ・カオル
声：立石めぐみ / -
四楽聖トワミ・ファーレンの一番弟子にして、その後継者となるはずだった女性。銀髪のロングに隻眼で、男のような話し方をする。愛用の単身楽団は〈茨姫〉(いばらひめ、Little Briar Rose)。以前のコーティカルテの契約者で、彼女の親友でもあった。前期<嘆きの異邦人>盟主。レイトスとの戦いで、相打ちに近い形で敗れ死亡した。
天才すぎたことと心が優しすぎたがゆえに壊れており、世界の成り立ちや「ダンテ」のことも気付いていてそれらを含んだ「今の世界」に絶望し新たな理想世界を創り出す「再奏世」を志すようになる。全ての罪を己が身に背負い、不条理と不平等が満ちる世界に戦いを挑むべく動乱を起こしたが、再奏世が成功しようが失敗しようが死んで罪を償うつもりだったため、武装蜂起する前日にコーティカルテとの契約解除を行っていた。しかも、自身が従える嘆きの異邦人のテロ活動の影に、何者（エンプティ・セット）かの思惑が絡んでいることも薄々感付いていた。登場の予定がなかったことなどが理由で、女性か男性か判別しにくい名前となっていたが、後に女性と判明。
サンテラ・ボルゾン
声：山岡五郎 / 上城龍也
後期<嘆きの異邦人>総裁。使用する楽器はピアノで、「再奏世」においては、<無限鍵盤>を担当した。前期<嘆きの異邦人>幹部の唯一人の生き残りで、クチバ・カオルの弟子でもあった。自らが新世界の神となるため、第二次<嘆きの異邦人>動乱を引き起こし「再奏世」を目指した。カオルの後継者を自称し、彼女の理想全てを理解したと豪語しているが、実際のところはその手段を理解しただけで理想の方は全く理解できておらず、神曲楽士の究極を極めるためという彼個人の独り善がりな考え方になっていた。
完全すぎる天才であるがゆえに孤独であり、しかしその事を自分では気付けなかった哀れな人物。ダングイスのような非常に自己中心的な性格をしているが、高い才能が「大事なこと」を気付かせないまま彼に一線を越えさせ、神曲楽士の地位にまで押し上げてしまった。再奏世で一度は神の領域に手を掛けた彼だったが、最後は戦いの中でフォロンによって自身の本質を暴かれ、神曲を奏でることが出来なくなり敗れ去った。そしてフォロン達との戦いの後、その場で戦いを見届けていたスノウドロップとブランカにより奏世楽器回収のついでに捕まえられ、海軍へと引き渡された。その後は筋を通すためと、一度は得た神の全能感を失ったことによる絶望により、獄中で舌を噛み切って自殺した。
アニメ版では世界の種子を破壊された後、フォロンに救いの手を差し伸べられるがそれを拒否。三強の3人と共に海底に沈んでいった。
世界の種子
奏世楽器によって奏でられた「始原神曲」により誕生した、次の世界の元となる始祖精霊。まだ明確な意思も役割も持たず、それぞれの始祖精霊に分化すらしていない混沌そのものといえる存在。見た目は一つ目の巨大な球体で、周囲の世界そのものを飲み込みながら成長を続ける。意思がないためボルゾンの神曲で思いのままに操られるが、最後は彼が神曲を奏でることが出来なくなったため活動を停止。世界の崩壊を食い止めるため、コーティカルテによって破壊され消滅する。この際に世界の種子が吸収した世界は全て解放され、何らかの形で復元されたと『神曲奏界ポリフォニカ AFTER SCHOOL』にて語られた。
ライカ
声：佐々木あかり / 佐久間紅美
サンテラ・ボルゾンの秘書兼愛人。キネティック版では素肌の上にスーツを着ていた。無限鍵盤を捜すために公社職員に変装してトルバス神曲学院に潜入したり、薬と神曲でダングイスを操り人形にしてフォロンに接触を図ったりした。常に冷静で闘い慣れしており、真の姿になったコーティカルテを前にしても平静を失わない。ボルゾンに代わって指示を出すこともあるが、楽士としての実力で得た地位ではないために三強達には格下扱いされている。キネティック版では明確な描写はなく生死不明。取り込まれていたとしても種子の破壊により解放されているため、世界のどこかで何らかの形で復元されていると考えられる。
アニメ版では奏世楽器の探索のためユフィンリーと接触するなど、ややテンションの高い感情的な人物として描かれた。アニメ版でのフルネームはカラザキ・ライカ。キネティック版と違い、世界を滅ぼすボルゾンへの盲目的な愛に基づく己の行動に迷いは一切なく、その純粋な想いから生まれる神曲でユフィンリーとウォルフィス達を苦しめたが、階下からゴリアーデの放った精霊雷の槍に貫かれて絶命した。彼女の想いは後にユフィンリーからボルゾンへ伝えられたが、届くことはなかった。
バルゲス・ゴルト・グリディアム
声：むらさきヒカル / 遠藤大智
ライカと契約するリカントラ形態の中級精霊。狸と人を合せたような姿を採る。豊富な戦闘経験を持った精霊だが、いかにも小悪党といった性格をしている。精霊雷で作った幻影で身を包んで二足歩行の狸（信楽焼の狸が近い）の姿を偽装し、ダングイスの契約精霊と偽って学院に潜入したこともある。その際にコーティカルテにより「タヌキモ（タヌキモドキ）」という渾名を付けられる。無限鍵盤を巡る攻防戦でレイトスとエレインドゥースによって滅殺される。
サモン・サーギュラント
声：菱田盛之 / 岐部公好
後期<嘆きの異邦人>で三強とされる超一流の神曲楽士の一人。前期<嘆きの異邦人>が動乱を起こした際にはまだ組織に参加していなかった。脂ぎった小太りの中年親父で、他の2人と違い性格は温厚だが、目的のためにはたとえ人を殺すことになっても躊躇わないという面があるため決して善人だとも言い切れない。黒いスーツに黒いサングラスをかけているなど、体型も併せて色々と怪しい濃い外見をしている。「再奏世」においては、<虚空連鼓>を担当した。再奏世の最中に世界の種子に取り込まれて死亡したはずだったが、コーティカルテが世界の種子を破壊したため復元され、キネティックノベル『神曲奏界ポリフォニカ AFTER SCHOOL』で再登場。当人からすれば、再奏世の途中からの記憶が途絶え、気がつけばいつの間にか組織は無くなっていて身一つで知らない場所に放り出され、誰とも分からない殺し屋（実は陸軍だった）に追われる日々を送るという散々な始末。存在が復元されるまでの間の記憶が無いため、レイトスに全てを聞くまでは動乱の結末は当然のこと、自分達が一度死んだことも知らなかった。
神曲楽士としての究極を目指した他の異邦人メンバーとは異なり、彼は病気で亡くしたたった一人の家族である娘を取り戻すために再奏世に参加していた。そんな彼がずっと続けている黒尽くめの格好は、喪服を意味している。娘が死んだ後、全てに絶望し己の命すらどうでもいいという孤独感に苛まれた彼は、そんな時にイアリティッケと出会い契約する。そして世界を再奏世すれば娘を取り戻せると考え、自分がどのような罪を犯そうとも、自分が新しい世界の養分となろうとも、娘を取り戻せるなら構わないと決意する。その目的の元に嘆きの異邦人に参加してテロリストとなったが、奏世楽器を演奏した際に一時的に感じた何もかもがどうでもよくなるほどの全能感を危険だと感じて忌避し、もう演奏しようとは考えていない。
陸軍の特装奇兵による残党狩りに一時は絶体絶命の所にまで追い詰められるが、逃げ回った挙句にそれと気付かず偶然たどり着いていたトルバス神曲学院にて、ミゼルドリットの仲介によりかつての敵であるシダラ・レイトスに命を救われる。そこで匿われたサーギュラントは、傷が癒えるまでの暇つぶしついでの講師の真似事で学生達と触れ合ったことで以前の自分を取り戻し、助けられた恩を返すために奏世楽器の秘匿に協力することになった。目的が果たされた後はトルバスから姿を消し、ほとぼりが冷めるまでヴィレニス辺りでイアリティッケと親娘を装って潜伏することにした模様。
社会人編では居酒屋の厨房で働いていたが、エンプティ・セットに対抗するために人手が必要になったユフィンリーからの連絡を受ける。
イアリティッケ・シン・ゴルオット
声：甲斐祐子 / 悠木碧
サモン・サーギュラントと契約する、外見年齢10歳から13歳程度の少女の姿をしたフマヌビック形態の上級精霊。身長は142cmで、体型はコーティカルテ（幼）と違い、胸はまな板で体付きも幼い完全幼女体型とのこと（神奈月コメント）。髪も瞳の色も人間と大差なく、ゴスロリ風の衣装を纏っているため一見すると非常に愛らしい人間の少女に見えるが、蝶の翅のように見えるデザインの黄金色の羽根を持つ。この羽根は通常時は他の精霊と変わらない程度の大きさだが、大きな力を使う際などに展開して非常に巨大なサイズとなる。殺戮する黎明（スロータラス・ドーン）という二つ名を持ち、幼く残忍な性格（ようするにサド）で人間は解体すると楽しい玩具くらいにしか考えていない。組織の裏切り者を粛清する役割を担っており、それを嬉々として行っていたことから同胞である異邦人構成員達からも恐れられていた。だが、サーギュラントには親のように懐いている。三強の契約精霊の中では最も強く、単純なエネルギー量だけなら始祖精霊であるコーティカルテにも匹敵するほどの破格の強大さといわれる。だが、それゆえに常に力押しで全てが片付いていたため、力の使い方自体は非常に大雑把で拙い。再奏世の最中に世界の種子に取り込まれて一度消滅したが、種子の破壊によりサーギュラントと共に復元された。クリムゾンS第5巻ではコーティカルテと共に表紙を飾っていて、敵方の登場人物の中で唯一単行本の背表紙を担当している。
生まれついての強大過ぎる力が災いし、生まれてよりずっと精霊達からすら恐れ避けられていた過去を持つ。現在のサディスティックな性格もそうした境遇が育んだもので、強者は残忍で恐れられるものだと、孤独感を振り払うために自分を誤魔化したことが発端となっていた。そうして過ごして来たある時、黄昏の公園で娘を亡くした絶望を抱え、一人孤独に神曲を弾き続けるサーギュラントと出会う。孤独な者同士、同じモノを抱える魂に惹かれ契約を申し出たイアリティッケは、その時よりサーギュラントと共に行動することが喜びとなった。内心ではサーギュラントの一番大切な者になりたいと願っていたが、亡き娘に敵うことは不可能だとも悟っており、これまではその願いを押し殺してきた。
世界に復元された後、特装奇兵の巧みな連携でもはや自分を維持できなくなる寸前にまで傷つけられ一旦は死を覚悟するほど追い詰められるが、火事場の馬鹿力を発揮し自分を抱えて逃走し続けたサーギュラントのおかげで、トルバス神曲学院へと逃げ込むことができ九死に一生を得る。そして不承不承ながらも奏世楽器の秘匿に協力することになった彼女は、チームを組むことになったコーティカルテと激しい喧嘩を繰り返しながらも穏やかな日常に少しずつ馴染んでいった。全てが終わった後学院から姿を消した彼女は、サーギュラントの一番大切な者になりたいという願いを叶えるために、羽根を消していれば人間にも見える自分の容姿を利用した潜伏方法を提案する。その内容は、サーギュラントが父親で自分が娘。ほとぼりが冷めるまでの間は、二人はヴィレニス辺りで、サーギュラントは神曲楽士ではなく普通の仕事をし、自分はどこかの学校に学生として通ってみるという生活だった。
アニメ版2期では最後まで生き残ったが、ボルゾンが敗れた後サモンが「手の震えが止まらない」と言ったところで抱きついて一緒に海底に沈んでいった。精霊なので生死は不明。
イツキ・エイヤーズ
声：辻井健吾 / 佳月大人
後期<嘆きの異邦人>で三強とされる超一流の神曲楽士の一人。紳士然とした風貌をしているが、その口調は丁寧ながらもけれん味に溢れている。奏世楽器を得るために若きストリートギャング達を利用して各地でテロを起こし、用済みとなったらあっさり切り捨てる冷酷さを持つ。「再奏世」においては、<永劫並弦>を担当した。再奏世の最中、世界の種子に取り込まれて死亡したが、復元後の現在どうしているかは不明。一度は陸軍の異邦人残党狩りに遭遇しているが、上手く逃げおおせた模様。
アニメ版では世界の種子に取り込まれることはなく、気づかぬ内に見えるべきものが見えなくなっていたと悟り、それでも「テロそのものには意味が在った」と言い残し、海底に沈んでいった。
ゴリアーデ・ドゥナン・ムオンダ
声：菱田盛之 / 杉崎亮
イツキ・エイヤーズと契約するリカントラ形態の上級精霊。筋骨隆々な人の体躯に鷲面の頭を持つパワーファイター。見た目通り力押しが得意な反面、思考が単純で搦め手に弱い。再奏世の最中、それを阻止しようと戦うウォルフィスを排除するため諸共にドミティエムによって貫かれ、その攻撃の威力の大半を受けて真っ二つになり消滅。ゴリアーデが盾になっていたおかげでウォルフィスの方は瀕死の重症で留まり、かろうじて消滅を免れた。
アニメ版ではドミティエムからの攻撃は受けておらず、逆に自ら放った精霊雷の槍が階上にいたライカを貫いた。
ウコン・タリヴァーナ
声：すずきまこと / 吉田聖子
後期<嘆きの異邦人>で三強とされる超一流の神曲楽士の一人。花魁言葉で話し、見た目通りの享楽的な性格の毒婦。第一次動乱時はまだ学生でありながら組織に参加していた。異邦人側が戦いに敗れた後かろうじて戦場から脱出できた彼女は、全てを失って生き延びるために娼婦に身を堕としていた時期がある。この暗い過去が心の闇を増幅させ、その歪んだ神曲に惹かれたドミティエムと精霊契約を結んだ。
「再奏世」においては、<至極吹管>を担当。再奏世の最中、世界の種子に取り込まれて一度死亡したが、種子の破壊により復元。三強の中では唯一生死不明となっていたため、陸軍からは世界復元の際に存在が消えてしまった可能性も指摘されていた。しかし、実際は陸軍の追跡を上手くかわし、ドミティエムと共に生き延びていた。
アニメ版ではライカと仲が悪く、嫌味ばかり口にしている。最後は世界の種子に取り込まれることはなく、第二次<嘆きの異邦人>動乱は楽しかったと言い残し、海底に沈んでいった。
ドミティエム・オド・ニイェン
声：新田祐一 / 金光宣明
ウコン・タリヴァーナと契約する男性のフマヌビック形態の上級精霊。見た目は鎧を着た武人風。ゴリアーデとは対照的な技巧派で、その戦闘技術はコーティカルテにこそ劣るものの相当高度な領域にある。刀使いであり、刀に精霊雷を纏わせた防御困難な一撃を放つ。大儀のためになら自身をも含めた犠牲をなんら厭わないという考え方を持っており、状況によっては仲間であろうとも平気で切り捨てる。再奏世の最中、世界の種子に取り込まれて消滅したが、種子の破壊により復元された。名前の元ネタは、「どう見てもドニー・イェン」をもじったものであり、名付けたのは大迫純一である。
アニメ版では、当初鉄仮面を被っていて顔は見えなかったが、11話で素顔をさらしたのち、石油プラントの外からのエレインドゥースの渾身の精霊雷攻撃を受けて一足早く消滅している。

### アニメ版の登場人物
当初はアニメ版のみ限定のキャラクター達だったが、後に小説シリーズに名前が登場したキャラクターもいる。

#### 第1期
ミサキ
声：- / 成田紗矢香
メニス帝国の皇女。離宮解体に際し、そこに残されている祖母の遺品を取りに行くか迷っていた際にフォロンと出会う。離宮解体のための発破に巻き込まれたところを、フォロンとコーティカルテによって救われている。
その後トルバスを訪問し、フォロンたちに案内を頼むなどの付き合いがあるが、2人は彼女が皇女であることを知らない。
カレン
声：- / みづき
ミサキ付きの侍女。ミサキがお忍びで行動する際の傅役であり、ミサキとフォロンたちが知り合った一件の後、皇帝へ直接コーティカルテとフォロンのことを報告しているなど、付き人の中でも特に高い位置の人間。
ミサキの父
声：- / 乃村健次
『赤』時代におけるメニス帝国現皇帝。皇帝と冠されてはいるが、現在のメニス帝国は議会政治であるため、皇帝としての政治権力は有していない。しかし有事の際には軍を率いて先頭に立つ立場であるため、15年前の第一次＜嘆きの異邦人＞動乱の際、戦場でコーティカルテに殺されかけたことがあるらしい。
マウラ・エレイン
声：- / 渡辺明乃
精霊に覗きに遭っているとツゲ事務所に依頼をしてきた女性。精霊に対する偏見があったが、事件後はそれを克服している。アンティークの家具付きアパートに住んでおり、現在同居しているセイロウ枝族の精霊は、かつてその部屋に住んでいた神曲楽士と契約を結んでいた精霊。
セイロウ枝族の中級精霊
当初は覗きの犯人だと思われていたが、実際は過去の契約者の面影を求めてマウラの部屋（特にかつて契約者がよく座っていた椅子）を見ていただけだった。本当の覗き魔であったエルベリオの存在にも気付いていたらしい。現在ではマウラと一緒に生活している。
エルベリオ・エルマ・パパラチアン
声：- / 千葉進歩
覗きの真犯人であるフマヌビックの中級精霊。覗きが趣味という変態。容姿は金髪碧眼の美青年で、それに合った貴族風の衣装を身に纏う。自らを《屋根裏の散歩者》と称する（アニメでは《天井裏の散歩者》）。
当初は第2話で登場した唯のサブキャラだったが、DVD4巻初回限定版特典の書き下ろし小説『リライアブル・ツイン』で再登場。特典小説を収録した短篇集『チェイシング・クリムゾン』で単行本デビューしたという経緯がある（名前だけは『まぁぶる2』の『どらんく・くりむぞん』で登場している）。登場回数の少ない脇役だが、神奈月昇によるイラストも存在する。
小説では、トルバス神曲学院のとある女生徒への覗きの最中に彼女が危険人物（ストーカー）に狙われていることを察知し、挑戦状を装ってツゲ事務所の面々をその女生徒のもとへ呼び寄せた。どうやら覗き魔として独自の美学のようなものを持っているらしく、わざわざツゲ事務所に知らせる形をとったのは、あくまでも自分は「見る」のが専門であり、事件解決に直接手を下すのはポリシーに反するから。また、コーティカルテやプリネシカに覚られずに堂々とツゲ事務所の更衣室ロッカーから現れたことがあるなど、精霊の気配を遮断する術に長けている様子。
アカツキ・ディーレン
声：- / 小野大輔
かつては登録していたが、現在は腕利きとして知られるモグリの神曲楽士。主制楽器はショルダーキーボード。
屋敷が火事に見舞われた時に唯一の肉親であった妹・マデリーヌと死別。その際のとある出来事から、メイルリートも含めてあらゆる精霊を信用せず、強い憎しみを抱いている。コーティカルテが＜紅の殲滅姫＞であることを知っている。沈没船から荷物をサルベージする仕事でツゲ事務所と敵対して後、度々衝突していた。
フォロンたちとの対決を経て「真実」を知ることになる。その後トルバスを襲った大事件の解決に密かに協力している姿が見られた。
メイルリート・ルル・ウルクハウレン
声：- / 能登麻美子
アカツキ・ディーレンの契約精霊。羽根を展開した様子からは若干分かりづらいが、六枚羽根の上級精霊（第二話終りの次回予告および公式サイトの紹介文より）。過去の一件から精霊を全く信用しなくなったディーレンに今も自分はディーレンの道具だと語り、絶対服従しているが、実際には彼の神曲はメイルリートには届いていなかった。
スズナ・ベルネチカ
声：- / 藤村歩
新米の神曲楽士で使用楽器はフルート。契約精霊が出歩き、他の神曲楽士（ヨキオ・レニーヴォ）と会っていることを気にして、先輩の意見を求めてツゲ事務所に相談にやってきた。後にクレメンサ島での事件の現場に居合わせた時には、アーティスト系の楽士として売れるようになってきており、「コチーノのために」という曲を演奏していた。
コチーノ・ルビ・スティルマーネ
声：- / 水沢史絵
スズナの契約精霊。4枚羽根。かつてはヨキオ・レニーヴォの契約精霊であったが、自分からそれを解消している。スズナの身の安全を盾に脅され、隠れてヨキオと逢っていた。枝族は不明だが、やや尖った長い耳をもち、着物を着た特徴的な容姿をしている。
ヨキオ・レニーヴォ
声：- / 白鳥哲
人気が落ち目の有名ロックバンド「ヘルバウンド・ハーツ」のボーカル。神曲楽士でもあり、以前コチーノと契約していたが、愛想を尽かされて契約を解除された。
彼女を取り戻そうとしてディーレンを雇うが失敗、その後は服役している。
ヤムナ・ドーソン
声：- / 木下尚紀
トルバス神曲学院時代のフォロンの同級生。現在は運送会社に勤務しているが、独立したいと思っているらしい。
間違って送られてきた荷物が原因で謎の黒服二人組に追われ、ツゲ事務所に逃げ込んできた。
実は誤って送られてきた高級単身楽団を横領したことで、マナガとマティアに追われていた。逃亡の末に逮捕。その後も運送会社で勤務している。
カトリ・オルファン
声：- / 越田直樹
トルバス神曲学院の学生。学院のバルコニーでプリネシカに告白する。
使用する楽器はフルートで、現在のところプリネシカの身体の秘密を知る数少ない人物の一人。
ザーレ
声：- / 藤本譲
かつては有能な神曲楽士だったが、業績を妬んだ同僚に裏切られて大怪我を負い、神曲楽士を廃業した。その影響で人間嫌いになり、本人も人間嫌いを公言しているが「人間が奏でる曲はどうしても嫌いになれない」とも言っている。様々なものを求めてやってくる精霊たちのために作曲することを一応の仕事としている。
テラト・テルミン
声：- / 飛田展男
ヤマガ音楽研究所の所長にして天才研究家。神曲楽士を必要としない全自動単身楽団〈カウンターフィット・レインボー〉の開発のため、フォロンたちに協力を求めていた。
画期的な発想のもとに開発を続けていたが、交通事故で急逝する。
〈カウンターフィット・レインボー〉は結局未完成のままだったが、その開発の着想はトルバスを襲った大事件の最中で一つの結果をもたらし、事件を終息させる上で重要な要素となった。
クリスタ・フォノ・ヨルカンディア
声：- / 遠藤綾
テラト・テルミンの遺志を継ごうとする上級精霊。テルミンの死後、その夢を形にしようと〈カウンターフィット・レインボー〉を使用して、身を削って神曲を歌い続ける。
キダリオ工作員の暗躍によって引き起こされた大事件の折、その解決のための中心となった。

#### 第2期
キヅマ・オーソン
声：- / 高岡瓶々
メニス帝国海軍中尉を務める男性。レイトスと面識があり、奏世楽器の実在を知る（信じる）数少ない人物の1人。テロによる混乱でまともに機能しない帝国軍の輸送機で、フォロンたちを<嘆きの異邦人>本拠地である廃棄された石油プラントまで送り届けた。レンバルトには小型の爆弾を渡していて、結果的にゴリアーデにとどめを刺し、ライカを倒しユフィンリーを救う一因となった。

### 神曲奏界ポリフォニカFの登場人物
ヒラガ・エインメルダ
声：浜田夏樹 / -
メイナード大学考古学研究科に所属する助手。
ラプラトス
声：佐藤俊輔 / -
遺跡の棺の中に封印されていた、精霊を喰うもの。『刈り取るもの』と言われる｡

## ホワイト・シリーズ

### 「白」のメイン・キャラクター
スノウドロップ
声：喜多村英梨 / -
「白」の主人公。ポリフォニカには存在しない曲を多数知っている。現在、「巫女姫」の最有力候補として事情に詳しい者達から注目されている。その正体は、9歳の頃に愴想楽器「エターナル・ホワイト」の担い手として、地球からポリフォニカ大陸へと召喚（誘拐）された異邦人。地球では、天才少女音楽家、東洋のレディ・モーツァルトと呼ばれていた。本名はシラユキ（白雪）・トオノ（遠野）だが、記憶喪失のためスノウドロップと名乗る。記憶が無いことと長い間音楽から遠ざかっていたことで、神曲楽士候補となったにもかかわらず未だ楽器を上手く扱えない。しかしその才能は確かなもので、最初の頃は記憶の奥底に残る地球の歌曲を歌い、扱いきれなかったエターナル・ホワイトに代わりその歌声をもって神曲を奏でていた。
かつてブランカが行なった無茶な召喚の影響で記憶を失い浜辺を彷徨っていた所を、通りかかったプリムローズに拾われて今の名前をもらう。それ以来、グラナード公爵家のメイドとして彼女と姉妹のように育って来た。特技はお隣の元軍人から習った剣術で、怜刀「ささめ」を手にプリムローズをいつまでも守ろうと誓っていた。しかし、プリムローズの中央精霊島学院への入学をかけた選考会の場にて、ブランカの推薦により神曲楽士候補として自分自身も学院へ通うことになってしまう。その事自体は喜ばしいことではあったが、スノウドロップ自身は神曲楽士になる気は無く、また素人である彼女が選考会も経ず学院へ通うことに対しての強い反発が起こり周囲から孤立してしまう。そんな中、下級精霊「雫」との出会いと別れを経ることで、自ら神曲楽士になろうと強く志すようになる。先輩のアナベルと出会って福祉団体「グローリアーナの樹」で活動するようになってからは、その人柄を知るにつれて次第に彼女に憧憬を抱くようになり、いつかこうなりたいという目標になっている。『ウィズアウトホワイト』では、ダンテの命を受けたレブロスによってポリフォニカ世界から生まれ故郷の異界（地球）に戻されてしまい、ポリフォニカ世界とは時間の流れが違うそこで、大人になって牧師を勤めるようになったミナギ＝クロードと再会して保護される。また、かつて自分が失踪したその地で、いまだに自分を探し続ける年老いた両親とも再会する。
スノウドロップの正体はエターナリアの転生体だった。エリュトロンとダンテ（パリア＝キーラ）の張った精霊文字の罠にかかって力を封じられ、異界へと追放されたエターナリアが、己の消滅に際して人の子に宿ることで転生を果たした存在が遠野白雪で、そうと知らないまま惹かれて異界へと現れたブランカによって連れ去られたのだった。ネバーエンディング・ホワイトでついに全てを知ったスノウは、自分を引きとめようとするミナギや両親を振り切って、迎えに来たブランカと共に新たな白の女神としてポリフォニカ世界に帰還する。そして、己を失わずにエターナリアではなくスノウドロップのままで始祖精霊となった。プリムローズとの最後の戦いを経て彼女を取り戻すことに成功したスノウは、エネルギーが濃いため精霊は本能的に避け、人間だと幻覚に惑わされるため誰も近づこうとしない精霊島の墜落跡地に居を構える。そこでリコリスと共にプリムローズのメイドとして数十年の歳月を過ごし、寿命が尽きた彼女の最期を看取った。
キネティックノベル「神曲奏界ポリフォニカ 3&4話完結編」でブランカを伴って登場。第二次<嘆きの異邦人>事件が終わった後、ブランカと共にサンテラ・ボルゾンを捕縛し奏世楽器をトルバス神曲学院の地下へと運んだ。その後、まぁぶる2の『どらんく・くりむぞん』に、人手不足の旅館の手伝いをする形でブランカと共に登場している。TVアニメ一期の最終話に、台詞は無かったがほんの一瞬だけ出演している。
エリファス＝ブランカ＝アルビオーナ
声：緑川光 / 小西克幸
スノウドロップの契約精霊にして、幼い白雪を異世界へと召喚（誘拐）した当人。漬物全般が好きだが、中でも特に梅干を好む。始祖精霊エターナリアの対となる白の聖獣で、コントラバス「エターナル・ホワイト」の化身。狼型のベルスト形態が本来の姿。精霊の居ない地球で育ち何も知らない白雪に対し、何も知らせないまま精霊契約してこちらの世界へと連れ去った。こちらに来た白雪が神曲楽士の名門グラナード家に入れるよう、一人娘のプリムローズが散策する浜辺へと放置。しかし記憶を失った白雪は、思惑とは裏腹に音楽から遠ざかってしまった。
スノウドロップにセクハラ発言をしたりして何かとからかうが、その実強い想いを彼女に寄せている。しかし、白雪を召喚してその人生を狂わせたことに対しての罪の意識も抱えており、彼女が復讐を望むなら殺されてもいいと考えている。
かつての主エターナリアのことを今でも一途に想っているが、そのエターナリアを他ならぬ自らの手で殺したとされる。過去にエリュトロンの片目を奪っており、彼にとって激しい憎悪の対象となっている。アンジェロ・アンジェリカと契約していた当時は漬物を嫌っていたが、彼らとの今生の別れをきっかけに漬物を食べるようになった。
アニメ第一期にはほんの僅かだけ出演している（こちらはスノウドロップとは違い、一応台詞があった）。
雫
生まれたはいいが力が弱すぎて消滅しかけていた所を、スノウドロップの神曲で救われた女児の姿の下級精霊。そしてスノウドロップが自らの意思で精霊契約した初めての相手（契約順は2番目）。エリュトロンとの初遭遇にて、主を敵の炎から守ろうと神曲支援無しに無理をして消滅した。雫を守れなかったことはスノウドロップにとって強い後悔の念となり、自らの道を定めさせるきっかけとなった。
ツクヨミ
声：水野愛日 / -
「雫」によく似た童の容姿を持つが、性別は女ではなく男の下級精霊。スノウドロップの歌により生まれた精霊で、彼女の3番目の契約精霊。身長も雫と同じ30cmほどで、普段はスノウの肩に座っていることが多い。その口調はべらんめぃ調で、何かとブランカと張り合おうとしてよく喧嘩している。神曲で精霊を誕生させるなど普通では到底ありえない出来事であったため、スノウドロップは始祖精霊や他の聖獣達、学院長などの「巫女姫」探索を主導している者達に注目されることになった。
プリムローズ＝グラナード
声：栗原みきこ / -
「赤のグラナード」、「鮮血の旋律士」と称されるコランダム五聖家の一つ「グラナード公爵家」の令嬢。エリュトロンの契約者で、彼は「炎帝の娘」と呼ぶ。幼い頃からスノウドロップと姉妹のように育っており、彼女に対してあらぬ感情を抱いている百合少女。ヴァイオリン奏者で、使用する楽器はグラナード家に伝わる名器「炎のデキャンタージュ」。だがピアノも同時に習得しており、そちらの腕前も優れている。好物は桃まん。精霊島学院に入学後、神曲楽士としての腕前は順調に磨きが掛かっており、試験ではボウライを桃まんの形にして従わせ、デイジー&ピースのペアに危なげなく勝利している。現在、シダラ家の次男ハーミット・シダラと婚約している。
優雅な立ち居振る舞いと誰にでも優しい態度を取るが、実は他者への強い依存心を持っている。しかし、彼女の両親は側には居てくれず、周りの人々にも心から自分を必要としてくれた者が居なかったため、常に孤独感に苛まれて来た。そんな中スノウと出会い、唯一自分を必要とし常に側に居てくれる彼女に強く依存するようになる。だが、ブランカが現れたことでスノウが外に目を向けるようになり、彼女が自分から離れて行ってしまうと考え始める。その事による寂しさと苛立ち、ブランカへの嫉妬と憎しみに付け込まれ、エリュトロンに心を操られしまう。そうしてスノウを殺して独占すべく戦いを挑むが、全てが終わった後2人で語り合い心情を吐露し合ったことで、お互いの思い違いに気付き仲直りをした。その後は「黒い」面を隠すことがあまり無くなり、より積極的にスノウを独占すべく行動するようになっている。だがその一方で、スノウにも将来がありいつまでも一緒にはいられないという事を考えるようにもなっている。
最初の戦いが終わってエリュトロンは去っていったが、未だにプリムローズに執着して諦めていない。しかもスノウ自身も知らない彼女の「何か」を知ったプリムローズは、彼女を守るためにグローリアーナの樹のオリジン達と接触を持って闇の道に進み、神曲で「精霊」とは違う「死霊」を呼び寄せたり、奏でる神曲がまともな精霊を逆に苦しめたり他人の心を操るなど、不穏な気配がより一層強まっている。
リオネイル＝（フラメル）＝エリュトロン
声：竹本英史 / -
始祖精霊コーティカルテの対となる赤の聖獣で、鮮血のハープシコード「スカーレット・リーズ」の化身。竜型のベルスト形態が本来の姿。他に赤目の鴉の姿も採る。プリムローズに「巫女姫」とは逆の「炎帝」の素養を見出し、言葉巧みに誘導して契約する。既に縁は切ったものの、コーティカルテはエリュトロンのことを昔ながらに「フラメル」と呼ぶ。
数百年前の契約者だった聖クラスト王国の炎帝「アリアドナ」が、始祖精霊達（八柱で決定を下し、コーティカルテがエリュトロンを引き止めることで手を貸し、エターナリアが直接手にかけた）によって殺されたことをきっかけにこの世の全てを憎悪しており、自らの手で世界を滅ぼしたいと願っている。中でも己の片目を奪ったブランカを特に憎悪しており、その契約主であり自身に敗北を味わわせたスノウドロップをも共に殺すべく暗躍を始めている。その目的は炎帝の復活であるとされている。
半身であるコーティカルテより縁を切られたために柱名「フラメル」を剥奪されており、力の源である御柱（まはしら）を失ったため満足に力を使えないはずだったが、ダンテと契約したことで新たな力を得る。愴想楽器「スカーレット・リーズ」も「煉獄」に封印されていたが、自ら召喚したミナギ＝クロードを利用することでその封印を破り、スカーレット・リーズを再び自らの手に取り戻すことに成功する。
キネティックノベルでは、ブランカに片目を潰される少し前の時期であるため両目はまだ健在。ダンテ復活のため、アリアドナが死んで以来堕ちるところまで堕ちていた聖クラスト王国を惑わし地上に戦争を起こした。そうして彼女が居なくなって何もかもが失われた楽園の成れの果てを地上から消し去った。また、レブロスの力で「炎帝の娘」とされるプリムローズを200年後の未来から呼び寄せ、神曲「炎帝の紋章」を奏でさせて人間を滅ぼそうとした。この事件の少し後にエリュトロンはアリアドナを殺したエターナリアを裁くことに成功し、次なる復讐の舞台へと進んだ。エターナリアに手を貸し、さらに自分から柱名をも奪った半身コーティカルテに対しても愛憎入り混じった感情を抱いている。
「白」の時点でこの「エリュトロン」は消滅していることが「赤」にて語られた。また、いまだ転生していないこともコーティカルテが口にしていた。その後「ノスタルジック・クリムゾン」にて永い死の禊を終え、聖獣として現代に転生してきた。転生後の詳細はクリムゾン・シリーズにて。
デイジー＝ベルンシュタイン
声：山本彰子 / -
「黄昏の旋律士」と称される五聖家の一つ「ベルンシュタイン伯爵家」の令嬢。フルート奏者。目立ちたがり屋で少々我が侭な性格。プリムローズの遠縁の親戚にあたり、自称”プリムローズのライバル”だが、当の本人には相手にされておらず空回り気味。グラナード家とベルンシュタイン家は親同士の仲が悪く常に何かと張り合っているが、デイジーがプリムローズをライバル視するのはそれとは関係なく個人的にプリムローズに認められたいから。いわゆるツンデレで、好意を持っている相手でもなかなか素直になれない。スノウのことを最初は嫌っていたが、様々な衝突を経て認識を改め、徐々に仲良くなって来ている。プリムローズが婚約したことに対抗心を持った親の意向で、彼女も婚約させられそうになっている。
ピース（プロメテス＝ウラド＝ドルトゥヴァーン）
声：粕谷雄太 / -
デイジーが契約している精霊。元々はデイジーの母親の契約精霊で、ベルンシュタイン家の血と共に受け継がれた音楽を好んで契約している。気弱な性格で背も低く、いつも表向きはデイジーに邪険に扱われている。だが、どんなに邪険にされても決してデイジーを嫌いにならず、そこには彼女に対して契約主以上の感情を抱いている様が垣間見られていた。
その感情が高じた結果か、ケレスでの反乱騒動の後始末の際、デイジーに駆け落ちを申し出たが、直後にデイジーの父であるテオドールとその部下によって拉致されてしまう。
主要キャラクターだが今まで「ピース」以上の名前が明かされておらず、また何らかの事情から力が制限されて比較的弱い部類だった。その後、「リグレット・ホワイト」にてその謎が明かされる。実はマリーゴールド（デイジーの母）の肉体を無理やり生かすため、自らの力を羽根2枚分分断してマリーゴールドの肉体に憑依させていたために、デイジーの前ではずっと中級精霊の姿をとっていた。その本当の姿は上級精霊「プロメテス＝ウラド＝ドルトゥヴァーン」。マリーゴールドの「一番」だった強力な精霊であり、ピースの姿の時と違って力は強く長髪で背も高い。
ジョッシュ＝ユウナギ
声：小橋達也 / -
スノウ達の年上の同級生で、クラリネット奏者。スノウドロップの数少ない友人の一人。サラサ・シンラは大切な幼なじみにして婚約者。性格は穏やかで優しく、高い神曲楽士としての才能を持っているのだが、リシュリーの妨害で一度も精霊と契約出来たことが無いため、周囲の者からは落ちこぼれのダメ楽士と見られている。七楽門の一つ火のタタラ家の分家筋であるユウナギ家の出身で、両親の死後に後継者の居ないタタラ家と養子縁組をした。だが、後継者問題における他家との複雑な事情もありまだタタラ姓は名乗らせてもらえていない。
子供の頃は体が弱く、その療養のために山奥の別荘に来ていたところで一体のボウライと出会う。そのボウライの正体はリシュリーであり、初めての友人として仲良くなるものの、人間への怨讐が晴れたリシュリーは消えてしまう。しかし、悲しみに暮れながらもその時の思い出を胸にひたすら修練を重ね、遂には独力で精霊島学院へ入学できるまでになった。
その後、相変わらず精霊と契約出来ないのを克服しようとトライアルを続けていた中、ようやく物陰から自分を見つめるリシュリーの存在に気付く。かつての別れから十数年ぶりの再会だったのだが、全く違う存在になっているため当然その事に気付ける筈はなく、リシュリーが逃げだしてしまったことで契約には至らなかった。その後エリュトロンとの戦いでリシュリーのことを思い出し、彼女と共にあることを選ぶが、リシュリーが望むのがジョッシュの神曲ではなくジョッシュ自身であったことから、彼女が自らの神曲も望むまでは契約しないと誓った。現在は、義父に抱いていたわだかまりも解け家の問題が少しは好転した一方、サラサ・リシュリーとの三角関係で更なる苦難を背負わされている。
その後、リシュリーのかつての契約主であるマーヴェラス・キーラとよく似たアナベルの登場で内心穏かではなかったが、そのことが後押しとなって己の感情を自覚し、リシュリーに正式に契約を申し込んでいる。オリジン達との戦闘の最中に意識を失い、空に精霊島がなく見たことがない建物や機械が動く場所に意識だけがボウライに憑依した形で迷いこむ。そこで鉄の乗り物に乗る小柄な少女の姿の姿をしたコーティカルテと線の細い青年と出会いコーティカルテの手により元の世界に戻された。その後、ハーミットに操られたリシュリーティンクの半身による攻撃により命を落とす。
リシュリーティンク＝ロザ＝アメティスタス
声：及川ひとみ / -
始祖精霊の一柱で、夢と高貴を司る紫の女神。愛称はリシュリーだが、メリディアは「雷娘」呼ばわりすることもある。八柱の末妹で、他の七柱を姉様たちと呼ぶ。とてつもなく内気な性格だが、コーティカルテに勝るとも劣らないほど嫉妬深く独占欲が強い。思い込みが激しく「愛は盲目」を地でいっている節があり、思い詰めたら周りの迷惑を全く省みず暴走するという、コーティカルテとはまた違ったタイプのエキセントリックな面を持つ。
スノウ達の時代より200年前、契約主だったマーヴェラス・キーラを殺され、復讐心に猛り狂い人間そのものを根絶しようとして7人の姉達に封じられた。その後、長い時を経て精神だけがボウライとして封印の外に出られ、そこで幼いジョッシュと出会う。その運命的な出会いが人間への憎しみに曇ったリシュリーの目を覚まさせ、再び封印の外へと彼女を解き放つ。解き放たれたリシュリーはジョッシュと契約すべく世界中を探し求め、ついに17歳の青年に成長した彼を見つけ出したのだが、内気な彼女は声を掛ける勇気が出ず、以降数年間に渡ってストーカーをすることになる。その間、彼に近づく異性および精霊を尽く陰から追い払っていたために、ジョッシュは選考会に4度も落ちて周囲から落ちこぼれ扱いされるようになってしまう。だが、その事に心中で謝りつつも実はあまり反省していない。基本的に傍迷惑な人物だが、ジョッシュへの想いはマーヴェラスの時以上であり、契約にこそ到らないものの徐々に関係は深まって来ている。だが、サラサの存在が事態をよりややこしいものにしている。姉たちやクリューソーなどから、男女の関係に関して色々と怪しげな知識を身に着けつつあるらしく、時折妙なことを口走ることが増えた。
クーデターを起こした生徒会長ニーノの張った罠に嵌り、ジョッシュの目の前で精霊文字を刻まれた剣で刺されて捕獲され、現在はどこかへ幽閉されている。
ナノポニート＝リュシオル（リコリス）
声：門脇舞以 / -
精霊島学院の新入生。無口・無表情でミステリアスな雰囲気を持つ。スノウが学校案内を担当したのが縁で、学園祭の出し物も一緒にやることになる。その正体はレブロスの端末であり、プリムローズに近づいたのも「炎帝の娘」である彼女を200年前の過去に送り出すためだった。また始祖精霊や聖獣達からは「監視者」と呼ばれていた。
事件を通じてスノウドロップにも興味を持ったレブロスの総意で、事件後も彼女達を観察するために後輩として精霊島学院に残ることとなった。その後はスノウドロップ以外にも様々な人間たちを観察し、人間の持つ感情や心といったものを理解しようとしている。
「ナノポニート＝リュシオル」というのはあくまでレブロスの端末に共通する個体名であり、彼女個人の名前というわけではない。またダンテ達の計画の手助けと監視をするのが当初の役割で、学院に潜入する必要があったため生み出されただけの存在だった。そのことを知ったスノウドロップは、レブロスの端末ではなく“彼女”個人と親しく付き合いたいと考えて「リコリス」という個人名を送り、以降は彼女もその名を名乗るようになった。
リコリスの名を貰って以降かなり人間らしくなってきており、レブロスがグローリアーナの樹に派遣した別のナノポニート＝リュシオルが目の前に現れた際には、容姿は同じでも人間らしさを垣間見られるリコリスと機械人形のようなナノポニートとでその違いが顕著だった。
「ルックバッククリムゾン」ではメガネを掛け黒髪のポニーテールという姿で登場。ディエスに車で追われていた所をフォロンとコーティカルテに助けられる。ネリネという偽名を名乗りフォロン達に匿うように頼みこみ、フラメルの世話や家事を行う。大幅に変化した容姿と口調は精霊島の時代に面識があったコーティカルテでさえ最初は気付かなかった。本人曰く1000年間の人間の真似事をして暮らしていたことと、スノウの影響らしい。一時期スノウと共にプリムローズの下でメイドの真似事をしていたため掃除が趣味。嘗てはスノウを「先輩」と呼んでいたが、現在では「親友」と呼んでいて呼び捨てに変わっている。表情が豊かになっていて人間らしく見えるが基本的に人間に対して無関心で、自分に「収納」されているレブロスの精霊文字の情報を「エンプティ・セット」に渡してもいいとナノポニートの自分は考えているが、「リコリス」としての自分の結論を出すために今の時代の極北とも言えるフォロンとコーティカルテの関係を観察するために近づいたらしい。フォロンの答えと自分で考えた結果、自分の中の情報を「エンプティ・セット」に渡さないことを決断し、コーティカルテに「エンプティ・セット」の下にいるレブロスのバックアップである自分の同胞たち＝「ナノポニート」の殲滅を依頼する。

### 中央精霊師学院
ミストラル＝エコンバート
中央精霊島学院学院長。五聖家の一つ「エコンバート家」の出身で、戦いによる大怪我で腕の筋を痛め神曲楽士ではなくなった。だが、楽器を作る腕はここ百年で屈指の才能を持つ。「携帯型」単身楽団の設計者。
ケレスにて反乱騒動を起こし、その際に禁曲を演奏した生徒たちを即座に退学処分したり、地上に残ってケレスでの革命を行なうランディたちへ討伐隊を向かわせるなど、傍目には冷酷に思われる対応を執る。ただしそれらは全て精霊島学院を存続させ、多くの罪のない学生たちを守るための行動であり、そのためであれば冷徹な判断でも即座に実行できる人物である。10年前まではユラナス＝アカツキとコンビを組んで傭兵として活躍していた。
実は今代のダンテ＝イブハンブラ。ユラナスやクラウディのような近しい者にも知らせていなかったが、ここ最近は時折自分が自分でなくなるような違和感を覚えていた。しかしクーデター騒ぎの際にその違和感の原因「ダンテ」が遂に覚醒してしまい、ミストラルは完全に人格を乗っ取られてしまった。その後はグローリアーナの樹と行動を共にし、何かを目論んでいる。
クラウディ＝ロナ＝フォーティクル
ミストラルの契約精霊で中央精霊島学院副学長。神曲が奏でられなくなったミストラルと、今でも契約を続けている変わり者。何年も直接彼の神曲を聞かない状態ながらも神曲に枯渇しておらず、ミストラルの神曲が聞けなくなった代わりに、彼が作った楽器によって奏でられる神曲を楽しみとしている特殊な状況にある精霊でもある。ミストラルとは、単なる神曲楽士と契約精霊以上の関係を結んでいる。
クーデターの際に精霊文字を刻まれた武器で斬りつけられて捕縛され、どこかへ監禁されている。
ミナギ＝クロード
天才的な作曲家と言われ、精霊島学院に編入生としてやってきた。誰も聞いたことの無いような音楽を奏でると巷で評判になっている。孤児だったが、その素養を見出されて音楽家クロード男爵の養子となった。だがその正体はスノウと同じ異邦人で、彼の奏でる楽曲は全て地球で名曲と呼ばれ親しまれたものである。本名は「ミナギ・シンヤ」で、日系ドイツ人。
表向き人当たりの良い人格者を装っているが、その本質は他人を見下し自分より優れた者を認められないという性格。かつて幼い白雪に苦汁をなめさせられた過去があり、その事を恨んでいる。白雪の存在で一度は音楽の道を見失うほど追い詰められたが、白雪がスランプとなり一切音楽を奏でられなくなったことで、かろうじて自身を取り戻し踏み止まった。その後、苦しむ白雪を見続けることで今までの溜飲を下げようとしたが、彼女が神隠しに会ったことでその願いは叶わないものとなる。エリュトロンの策でポリフォニカ大陸に召喚されたが、神隠しにあったはずの白雪が記憶を失って自分の前に現れたことで、今度は自らの手で彼女を苦しめる機会を得る。契約精霊のセイレーシアと共に、記憶の無いスノウを騙し、復讐に邪魔なブランカと引き裂くべく策謀を巡らせる。
戦いが終わった後、ポリフォニカ大陸で得た全てを自ら捨てて元の世界へと帰還した。だがそのことで、本当は手にしていた「心の底から欲しかったもの」を自ら手放してしまったことを理解し絶望する。しかし同時に、最後の最後に自分に残った唯一つのもの、「音楽」だけは今も昔も変わらず常に共にあったのだという真実にも気付くのだった。『ウィズアウトホワイト』ではポリフォニカ大陸から帰還したスノウと再会。二つの世界では時間の流れが違うらしく、10年の時が経過しておりミナギは記憶喪失と偽って教会に身を寄せて牧師となった模様。以前と変わった穏やかな性格となっておりスノウを保護する。
セイレーシア＝リム＝キアロレディ
ミナギの契約精霊。美しい人魚の姿をしている上級精霊。ミナギを愛しているため、どのような無茶な命令でも従う。その正体は、大昔に契約楽士により対精霊目的で調律された「精霊兵器」であり、己の命を削ることを代償に「精霊に対して脅威となる神曲」を歌うことができる。
セイレーシアの嘆きの歌声は地球にまで届くようで、いわゆる「ローレライの魔女」として知られていた。その歌声が偶然ミナギに届いたことで2人は出会うことになり、彼と共に在りたいという想いをエリュトロンに利用されてしまうことになった。戦いが終わった後、元の世界へ帰還しようとするミナギを追って弱った身体で「異界の門」に飛び込み、世界の壁を越えられず消滅してしまった。
ミノティアス・オロ・バーリスタン
声：クレジットに無いので不明 / -
精霊島の森の主で、始祖精霊や聖獣達とも知り合いの旧い中級精霊。高い戦闘能力を持ち、水牛型のベルスト形態を採っているまさに「闘牛」。その外見に似合わず、生真面目で義理堅く繊細で、面倒見の良い性格。この時代ではまだ二足歩行を練習中だが、「赤」の時代では形態変化が終了しておりリカントラ形態になっている。牛にもかかわらず、プロムに出てダンスを踊ることが夢。聖クラスト王国の傭兵精霊をしていたこともあったが、王国の滅亡と共に精霊島に移り住んだ。傭兵時代はガーグやワイルドの2人と共にトリオで活動しており、アルテミアの三獣士と呼ばれていた。その頃のあだ名は“戦場の荒れ狂う牛”というもの。
初出である「赤」の時代には既に精霊島は無く、ヤワラベの精霊発電所と業務契約しそこに警備員として常駐していた。だが、ヒューリエッタとの戦いに敗れ、警備員としての職務を果せなかったことに責任を感じ辞職している。その後新たな警備会社に就職し、通常はノザムカスル大学の警備員をしている。そのため学生達にも顔が広い。トルバス・スピリットフェスタでの警備任務のため「ホライズン」へと派遣されて事件に巻き込まれたこともある。
中級精霊ながらもその発言力は大きいのか、精霊島への不法侵入者を排除する精霊騎士たちに話をつけ、退学処分となったスノウドロップたちを精霊島内部へと導いた。
ランディ＝シンラ
昔からジョッシュのことを目の敵にしているシンラ家の嫡男。サラサの弟だが、厄介者のサラサのことを本心からもう家族だとは思っていない。基本的に小物だが、自信過剰で嫌味な性格をしており、自身をダンテの生まれ変わりだと思い込んでいる。再建された単身楽団の奏者を担っており、父親の野心に乗って穏かならざる考えを巡らせている。ヴァルドニードという青白い虎の精霊と親しくしている。
中央精霊師学院の学生会役員として選ばれ、その関係からかグローリアーナの樹の福祉活動にも参加している。位階は十九位。樹におけるスノウの功績を認めるような態度を取りつつも、ケレスでの暴動を煽るような行動を取るなど不穏な動きを見せる。反乱騒動においても、現状打破のためとはいえ真っ先に禁曲を用いて軍へと攻撃を行い、後の退学騒ぎに関しても少数の仲間と共に地上に残って、ケレスでの革命を助長していた。その結果として、メニス帝国軍警察からは他国での暴動罪として逮捕状を出され、同時に精霊島学院の譜庫からA級禁譜を盗み出していたことが問題となり、精霊騎士と卒業生たちを中心とした討伐隊からも狙われる立場となるが、全ては精霊島を奪うためにグローリアーナの樹のオリジンより命じられた陽動作戦だった。その後影からグローリアーナの樹に牛耳られていたコランダムの王城へと招かれ、ダンテの生まれ変わりがミストラルであることを知り動揺している。
ジャクリーン＝クラウザー
五聖家の一つ「クラウザー伯爵家」の令嬢。ランディと良く一緒に行動している。高飛車で嫌味な性格をしており、スノウをいじめているグループの中心格。
ユラナス＝アカツキ
剣の達人で元軍楽士。聖獣「クリューソー」の契約楽士。スノウドロップの剣術の師匠。メニス帝国の七楽門絡みの生まれで、長髪を後頭部で一つにまとめ、着物を羽織って腰に刀を差すというメニス風の格好をしている。端正な顔立ちだが、ぶっきらぼうな態度と相手を威圧するような目が特徴（スノウ曰く「見るだけで人を奈落の底まで落ち込ませることが出来る上から目線」）。だが弟子のスノウに対してはそんな態度の中にも優しさが含まれている。
10年前までは、同期の友人であるミストラルと共に傭兵稼業に身を投じていたが、コンビを解消してからは定職についておらず、そのためによく借金取りに追われてはミストラルの名を保証人として盾にすることで逃げ回っていたらしい。
よく旅に出ていて連絡が取れず消息が判らなかったが、スノウ達が過去へ跳んだ事件の少し後に精霊島学院へ臨時講師の特別相談役として赴任してきた。賢者の石を填められた刀である斬刀「はやて」を持ち、同じく賢者の石を填められた刀で免許皆伝の証でもある「ささめ」をスノウに授けた。さらに、新年の集まりで故郷に帰省したジョッシュがサラサと共に単身楽団を破壊しようとした際に、これに手を貸した乱入者でもあった。
プリムローズとスノウの幼少時に、二人にしか見えなかった筈の黒い影達が襲ってきた際にも、これを認識し一刀の元に切り伏せ二人を救ったことがあり、様々な裏事情にも通じた謎の多い人物。講師の仕事の傍ら、グローリアーナの樹の創設者集団である「オリジン」と呼ばれる者たちの動向を追っている模様。
アナベル＝ロジェット
スノウ達の先輩で学生会副会長。学生会の活動だけでなく、福祉団体「グローリアーナの樹」にも参加している。母親はキーラ家現当主の妹で、アナベルもマーベラスと同じくキーラ家の血に連なっており、容姿や雰囲気が共に200年前の中央精霊師学院学院長であったマーヴェラス＝キーラによく似ている。過去でマーヴェラスと会っているスノウドロップたちとしてはまるで生まれ変わりのような印象を受けるほどであった。が、そのマーヴェラスの契約精霊であったリシュリーティンクから言わせれば、外見が似ていたとしても魂の形や神曲は全く似ていないらしい。
神曲演奏にはオカリナを使用しているが、母の持ち物であった「クラスト＝ハープ」を見た時に運命を感じたと言うほど惹きつけられ、学院長に貸し出していたこのハープが返還された後はハープの練習も行っている。マーヴェラスの若い頃の様子を想起させ、それと容易に重なるのに加え、考え方や行動が彼女と重なる部分も多く、スノウドロップ達にとってはただの先輩以上の存在となっていった。かつての契約主マーヴェラスによく似たアナベルをリシュリーが選ぶのではないかと一時ジョッシュが心配していたが、リシュリーに言わせればマーヴェラスとアナベルでは魂の形も神曲もまったく異なっているらしい。
プリムローズによって心を操られ、他の操られた生徒達と共に蜂起してクーデターを起こし精霊島学院を乗っ取った。ただ心の負の部分を増幅させることで操られているため、スノウの呼びかけに一瞬正気を取り戻しかけた。

### 地上の登場人物
ルーカス＝スタンヤード
グラナード家に仕える執事で、見た目は人間そのものだが実は精霊（精霊としての名前は不明）。愛称ルーク。みなしごのスノウにとっては兄でもあり上司でもあるような存在。精霊でありながら人の真似をして暮らす「時の谷」の出身者で、グラナード家に伝わる大時計の音に惹かれて執事として仕えるようになった。プリムローズが生まれるよりずっと以前からグラナード家に仕えており、彼女を自分の子供のようにも感じている。
タタラ＝オキツグ
現タタラ家当主で、ジョッシュの義父。扱う楽器は「冷泉（れいぜい）」という名の横笛。表向きは落ち着いた雰囲気を漂わせる厳格な人柄だが、実際の中身は少々ひょうきんで子煩悩な人物。ジョッシュ、サラサ、リシュリーの関係をそれとわかった上で炊き付けて余計ややこしい物にした張本人。間者として中級精霊ワイルドを雇ってジョッシュのことをストーカーするほどに溺愛しているが、不器用過ぎてどう接していいのかわからないために今までは表向き素っ気ない態度を採っていた。この事をジョッシュに誤解されて親子仲が悪くなっていたが、本性がばれたことで仲直りできた。
仲直りはできたものの、相変わらずジョッシュとの距離感を計りかねている。また、ジョッシュが跡取りとして立派な神曲楽士になるよりも、孫の誕生がいつになるかの方が気にかかっており、誕生日のプレゼントとして寮の部屋に大量のマムシドリンクを送りつけた。このことが原因でジョッショは女生徒達からあらぬ誤解を受け、すごい女ったらしとして評判が地の底に堕ちる羽目になった。
実家との諍いで行き場を無くしたサラサを、使用人として手元に置いて彼女が神曲を学ぶ手助けをしている。精霊島でのジョッシュの動向を知るために専門の調査員を雇っているが、それだけに飽き足らずサラサを派遣してミノティアスとの間にパイプを築いた。
サラサ＝シンラ
勘当されたシンラ家の長女で、ジョッシュの幼なじみにして婚約者。ハープ奏者。元々は快活な性格で、幼い頃はランディにいじめられていたジョッシュを庇うたった一人の人物だった。しかし、事故で左目の視力を失い顔に消えない傷が残ったことで外に出ることが無くなり、消極的で陰気な雰囲気を漂わせるようになっていた。そして神曲楽士への道も断念したことで、シンラ家では役立たずの厄介者扱いされるようになる。しかし、ジョッシュと再会した際の事件を通じて再び前向きさを取り戻し、現在はタタラ家の使用人をしながら一度は断念した神曲楽士への道を再び歩き出している。立ち直ったとはいえ、サラサ自身は顔の傷のことを常に負い目に感じており（当のジョッシュは気にしていないが）、彼への想いとは裏腹に一歩引いた態度を取り、もっと相応しい女性と一緒になるべきだと考えている。
神曲楽士の力を広く人のために使うということを考えており、ジョッシュがタタラ家当主となったあかつきには、秘書として彼をプロデュースするという目標を持っている。最近では行動がタタラ＝オキツグに似てきており、徐々にリシュリーやオキツグのようなストーカーと化してきている。一般客でも精霊島に立ち入れる春の学園祭では、ジョッシュの動向を知らせてくれる新たな調査員を求めて（オキツグの頼みもあり）島を訪れ、そこで知り合ったミノティアスとのパイプを築いた。
ハーミット＝シダラ
シダラ家の次男でプリムローズの婚約者。
分厚い眼鏡をかけているためか普段はとっぽい印象の気弱な優男といった雰囲気が拭えないが、眼鏡を外した素顔は誰でも息を呑むほどの超美男子。福祉団体グローリアーナの樹に所属しており、準十二位という幹部候補の位についている。本来ならば本部で人員・物資の割り振りを取り仕切っていても不思議ではない立場なのだが、現在でも現場にて地道な救済活動に精を出している。そのためか”炊き出し王子”なるアダ名もあるらしい。
プリムローズとの婚約にあたり、「グラナード家の一員となってもグローリアーナの樹の活動を続けさせて欲しい」という条件を提示するなど、樹の活動に心底打ち込んでいる。また、貴族の子弟でありながら現在の社交界や貴族社会の形態に疑問を持っており、いつか貴族をやめたいというプリムローズの考えにも賛同を示している。
実はグローリアーナの樹のオリジンの一人で、プリムローズとの関係も互いの目的を果たすための協力者というのが真実。彼自身は翠の女神「エレインドゥース」に執着しており、彼女を手に入れるために形振り構わず暗躍している。
アストレイヤ＝アレス＝アルマドゥーラ
デイジーの母であり「パーフェクトレディ」の異名を持っていた、マリーゴールド＝ベルンシュタインと契約を結んでいた上級精霊。ピースより若干暗い色の蒼い髪をしている。マリーゴールドの熱狂的な信奉者であったが、彼女にとっては「二番目」だったらしい。同じくマリーゴールドの契約精霊であったピースとも旧知の間柄であり、現在二人の間には何か秘密がある様子。
マリーゴールドと同じように神曲を演奏できないデイジーに落胆していたが、現在は一先ず見直して彼女が自分の惹かれるような曲を演奏できるようになるのを待っている。
ウォルフォス＝シンラ
タタラ家とは宿敵関係にあるシンラ家の現当主。軍との繋がりが強く、自身も歴戦の傭兵として神曲楽士の一個師団を率いている。野心が非常に強く、一度は失われたシンラ家の「賢者の石」と抹消された筈の「単身楽団初号機」に関する文献をどこからか手に入れたことで、不穏な考えを巡らせるようになる。厄介者のサラサをタタラ家に嫁がせることで少しでも役立たせようとしたが、サラサに裏切られ単身楽団と賢者の石を失ったため追放した。
単身楽団を軍に引き渡すつもりでいたがそれを破壊され、そのことからメニス帝国軍より睨まれている。その上、飛び火を懸念した他の＜七楽門＞当主たちから退陣を迫られているが、強気な態度を保ち不穏な考えをめぐらせている様子。
サンテラ＝フブキ
七楽門筆頭のサンテラ家現当主。サンテラ家初の女性当主。
テオドール＝ベルンシュタイン
デイジーの父親であり、元・軍楽士。デイジーよりもややくすんだ赤茶色の髪をしており、中年男性とは思えないほどに若々しい容姿をしている。
デイジーの母であり自身にとっては幼馴染であったマリーゴールドを今でも深く愛しており、彼女の死後は家のためにマリーゴールドの妹であるマーガレットと再婚したが、そこに夫婦の愛情は存在しないらしい。また、彼女を失ってからは常に喪服を身に着けている。
グローリアーナの樹の”オリジン”と呼ばれる者たちの一人らしく、マリーゴールドの蘇生が最大の目的。その不穏な企みのために契約精霊と共にスノウドロップを襲撃するが、すんでのところでクリューソーに阻まれる。その後、デイジーを屋敷へ送還し、彼女と駆け落ちしようとしていたピースを怪しげな剣と枷によって拉致した。
アーノルド＝グラナード
プリムローズの父親でグローリアーナの樹のオリジンの一人。表向きベルシュタイン家とグラナード家は対立している風に見せているが、実際は協力者という間柄で仲は決して悪くない。テオドールに手を貸してマリーゴールド復活の準備を進めていた。
ワイルド
タタラ＝オキツグに間者として雇われている猪型の中級精霊。仕事は主にジョッシュの行動をオキツグに伝えること。かつてアルテミアの三獣士と呼ばれ、ミノティアスやガーグと共に傭兵をしていた。その頃のあだ名は“暗黒に忍び寄るイノシシ”ワイルド・ブラックというものだった。
ガーグ
人狼型の中級精霊。精霊でありながらコランダムにいくつもの服飾店を持つ敏腕オーナー。昔は完全な狼型だったがリカントラに形態を変化させた。かつてアルテミアの三獣士と呼ばれ、ミノティアスやワイルドと共に傭兵をしていた。その頃のあだ名は戦場の交渉人、紳士の中の紳士ダンディ・ガーグ。
アリアドナ
数百年前に聖クラスト王国を治めていた炎帝。外見は13歳の心優しき少女。王になることを決めた際に、力を求めて禁域に踏み込み巨大な賢者の石の欠片を入手（後に始祖精霊によって八つに割られ、一つはエリュトロンが手に入れ残りは七楽門に預けられる）。その力で子供の姿のまま150年もの長きを生き、始祖精霊にしか出来ないはずの境界を自在に開く力を人でありながら操って異界の物（武器や楽譜など）を入手していた。
メニスとコランダムの二大国に挟まれていたクラスト王国は、両国の謀略戦の末彼女より上位の王位継承権者は全て死に絶えていた。そのためボロボロに疲弊し荒廃した祖国を救うべく幼くして王位に付いた。王位に付いたアリアドナは自身の為政者としての才能と欠片の力で両国の干渉を撥ね退けて独立を勝ち取り、ボロボロの貧困国だったクラスト王国を地上の楽園と呼ばれるほどに繁栄させた。しかし、国を繁栄させるためのその行いで精霊を弱らせる異界からの力がこの世界に過剰に流入し、魂の循環が上手くいかなくなったことで世界のバランスが崩れ始めたため始祖精霊達は彼女から力を奪うことを決断。エターナリアが賢者の石の欠片を取り上げたことで止まっていたアリアドナの時間が急速に動き出し、人としての一生以上を生きてきた彼女は一瞬で灰になってしまった。これが後に精霊達が忌まわしいものと語る彼女の行いとその結末だった。その後クラスト王国は残された王族や重臣達の間で権力争いが発生し、守護者を失って二大国からの干渉を跳ね除ける力もなくなったため急速に没落していった。
ただ、エリュトロンからすれば彼女の行為は民を想っての正当なもので誰にも責められることではなかった、常に人の世に干渉しない立場をとってきた始祖精霊がこの時だけ直接介入してきて不当に彼女を殺した、愚かな人間共が彼女の足を引っ張ったから賢者の石に頼らざるを得なかったという認識。事実彼女の死で国土は蹂躙されて何万もの民が死に、美しかった国土は再び荒廃した。そのため正しさとは何か、誰かの行いを裁くのは正義などではなく強者であり、誰かが決めた絶対的なものではない正義ために行われたこの裁きは間違いであったということを証明してみせるため、エリュトロンの世界に対する復讐が始まった。

### 『炎帝の紋章』編
マーヴェラス＝キーラ
声：野田順子 / -
200年前の精霊島学院の学院長。楽器はハープ。聖クラスト王国出身で、七楽門キーラ家の分家筋にあたる。切れ者で学院のためには命すらいとわない情熱家だが、弟のパリアを溺愛しており彼の前でだけはデレデレになってしまう。男装の麗人と噂されることも。リシュリーの最初の契約者で、ジョッシュを除けば彼女がもっとも心を許した人間。地上の戦乱から何とか学院と生徒達を守ろうと各国を奔走していたが、滅びを迎えようとしていたクラスト政府にスケープゴートに選ばれ、戦争責任を押し付けられ処刑されてしまう。この事がリシュリーに人間への絶望と怒りを与え、大虐殺の引き金となった。彼女の生き様は、時を越えてその時代に居合わせたスノウ達にも大きな衝撃を与え、後の行動や考え方に影響を及ぼした。
パリア＝キーラ
声：高橋裕吾 / -
明るくサバサバした性格のマーヴェラスの弟。聖クラスト王国出身。200年前の学院の生徒で、2年の監督生。身体が徐々に硬直する謎の病にかかっており、脚が不自由なため杖をついている。タイムスリップしてきたスノウ達を暖かく迎えてくれる。しかし、スノウたちがタイプスリップした原因は実は彼自身にあり、指に痺れが来て楽器を弾けなくなった彼に代わって別の演奏者をエリュトロンが求めたこと、そしてレブロスがそれに協力したのが事件の全ての始まりであった。
かつて健康だった頃は家業を継ごうとしていたが、ダンテの宿主であったため人生を狂わされてしまう。その後中央精霊師学院へと進学し、エリュトロンの協力の元に精霊島の秘密を得て、人類初の単身楽団である巨大オルガン「単身楽団初号機」を製作 した。また、神曲「炎帝の紋章」をも作曲する。ここまでは誘導されたとはいえパリアの意思で行っていたことだったが、姉が殺されたことで人間を憎み、遂にダンテによって完全に意識を乗っ取られてしまう。だが残り少ない命の最後で、スノウの説得に応じダンテを押さえ込んで自我を取り戻し、人生の最後だけはダンテの物ではなく自分の物として死んでいった。
アンジェロ＝ガラントゥース、アンジェリカ＝ガラントゥース
声：羽吹梨里 / -
スノウドロップの居た時代より200年前に、ブランカと契約していた双子の神曲楽士。二人とも明るくてやさしい元気な性格。姉のアンジェリカのほうがややお姉さん風を吹かす。家が漬物屋ということもあり漬物が大好きで、学院の敷地内でも漬物を漬けていた。スノウドロップ達が過去へとやってきた事件が解決した少し後に、エターナリアが死にさらにブランカまでをも失いかねない出来事が発生。その戦いの中で、世界が「白」を失ってしまう事態を回避するために、ブランカをその場から強制的に逃がし命を落とす。

### 始祖精霊・聖獣
コーティカルテ・アパ・ラグランジェス
詳細はクリムゾン・シリーズにて。
エレインドゥース・オル・タイトランテル
詳細はクリムゾン・シリーズにて。
エターナリア＝シーラー＝クラリーテュレイス
白の女神と呼ばれる始祖精霊が一柱。再生と忘却を司り、八柱の中では長姉にあたる。「白」本編の時代で既に消滅しており、その出来事がブランカの心に影を落とすとともに、今の精霊島と精霊の危機を招いている。性格は天然で、アンジェロ達に漬物石代わりにされていても全く気にしていなかった。しかし、人間達の戦争に彼女たち精霊が関わってはならないと考えており、達観した一面も持っている。再生と忘却を司る白の女神として、死ぬ間際のキーラ姉弟の魂を看取ったりもしていた。炎帝アリアドナを直接手にかけた者で、エリュトロンにとって決して許すことの出来ない仇だった。
「白」の時代の段階までで消滅したことがある女神はエターナリアだけで、時が経てばいずれ新生すると考えられるが、それはエターナリア本人ではなく別の新たな白の女神としてであると言われている。
セイクリッド＝メリディア＝ポイニークーン
声：クレジットに無いので誰かは不明 / -
始祖精霊リシュリーティンクの対となる紫の聖獣。夢を司ると言われる強大な精霊だが、その正体はオカマ。たとえ、子供達に愛され大人気の「夢の精霊」だろうが、オカマ。翼のあるユニコーン型のベルスト形態が本来の姿。日蝕に合わせてラグ（マナガ）と共に精霊島に帰省している。その容姿は一見美しい女性にしか見えないが、よく見れば巨体であり、男であることが窺える。ブランカとは喧嘩友達。メリディアが現在の派手な格好をし始めたのは、昔の契約主であったネネとの約束を守っているため。
夢を見せることで忘れた過去の記憶を思い出させる力を持っているが、その方法は共に寝ること（注：添い寝）であり、提案されたジョッシュにしてもスノウにしても中々に抵抗が大きいようで実現はしていない。
スノウたちが過去に飛ばされるなどの事件や、ナノポニートの登場などから何かが起ころうとしていることを察知し、女神会合の開催を求めた。
ザフィア＝クリューソー＝イズゥムルート
始祖精霊エレインドゥースの対となる翠の聖獣であり、親愛や安らぎ、希望、そして人と人との絆を司る。人間や精霊を問わず、絆のある者同士の心を繋げ、その相手の思いを見せることができる。契約楽士はユラナス＝アカツキ。
必殺技が「超絶流し目」で、女の子をナンパしまくり自分のことを王子だと言う、メリディアに勝るとも劣らない変人。人間社会にどっぷりと浸かっている精霊で、暇さえあれば女の子とのデートに歌に芸術にファッションにと精を出している。リシュリーのことを「メルティ・ヴァイオレット」と呼び、数百年間に渡り執心中。オカマという存在を見下していることとリシュリーの件が合わさり、メリディアとは犬猿の仲。男を嫌う態度からブランカとも口喧嘩が絶えず、彼からは柱名を略して「クソ」などと呼ばれることもある。
ユラナスにエターナリアのことで頭が一杯になっているブランカの代わりに彼女の身を護るよう言いつけられ、スノウドロップの窮地を2度救った。
レティアコール
黒の女神と呼ばれる始祖精霊が一柱。「白」本編においては名前と現在の行動が語られたのみで未登場。長煙管を銜えており、それがトレードマークにもなっている。この時代では、人間は出入り禁止の精霊専用ペンションをラグ（マナガ）と共に営んでいた。圧倒的に逆らえない雰囲気を持っており、聖獣全員から怖れられている。「立っている者は女神でも使え」という考えの持ち主で、毒舌家のエレインドゥースですらそれに逆らえず留守番をさせられた。
「黒」の時代では、マティア達が暮らしているアパートの管理人であるカリナ・ウィン・チクトティルサに変身して従者とともにマティア達を見守っている。「黒」で登場した際には「人間には興味があるが必要以上には干渉しない」「生きるものは生きれば良い、滅ぶものは滅べば良い。自分は助けもしないし追い詰めもしない」と冷徹そうな言葉を語っているが、実は女神達の中でも特に情深く、根っからの世話焼き。また、トルバス都立神曲博物館の精霊島模型に配置されたレティアコール人形は意外と似ているらしい。
ゾーラステリア
金の女神と呼ばれる始祖精霊が一柱。名前が語られただけで本編には未登場。
プルメリート
青の女神と呼ばれる始祖精霊が一柱。名前が語られただけで本編には未登場。
青の女神と聖獣は基本的に二人一緒に行動することが多く、リシュリーを封印した頃にはどこかの国の王族である人間になりすまして、ザッカルと共に兄妹として暮らしていたらしい。
ザッカル
始祖精霊プルメリートの対となる青の聖獣。名前が語られただけで本編には未登場。
基本的にプルメリートと行動を共にしている。また、かつて一度消滅しており、「白」時代のザッカルはその後転生したもの。

## ブラック・シリーズ

### 「黒」のメイン・キャラクター
マチヤ・マティア
声：浅井清己 / 茅原実里
「黒」のヒロインで、ルシャゼリウス市警精霊課警部。単身楽団を用いず、ブルースハープのみで神曲を奏でられる天才的な神曲楽士（だと思われていた）。無口で感情の起伏の少ない淡々とした振る舞いを普段はしているが、それは表面上のものであり、心を開いた相手の前では歳相応の少女らしさを覗かせる。しかし滅多に他人に心を開かないため、現時点ではマナガとシェリカだけにしかそうした素振りを見せない。子供の頃は将都セレンダで生活していたが、6歳の時に病気で父親を、11歳の時に交通事故で母親を失っている。
腰まで届く黒の長髪に大きな黒眼、服装も上から下まで黒一色と、普段は黒尽くめに統一されている。この格好は元々は母の葬儀で着用していた喪服から来ており、警官になってからもこのコーディネイトを続けている。ただし、非番の日や自宅内では黒以外の明るい色の服を着用することもある。トレードマークの黒のケープはマナガから、唯一他の色である赤いリボン・タイはシェリカからのプレゼント。
マナガとの出会いは精暦1001年の夏。「彷徨える魔獣」によって引き起こされた100人以上の死者を出した飛行機墜落事故の最中。母親の葬儀が終わった直後に喪服のまま叔母（かなり人格に問題のある人物だったと語られている）によってセレンダから連れ出され、トルバスへと向かっていた最中のことだった。偶々その場に居合わせたマナガがマティアを救出したことにより一命を取り留めたが、背中には事故で負った大きな傷跡が残っている。その半年後、12歳の時にマナガと精霊契約を結び、15歳になってすぐに楽士警官となった。かなりの努力家で、楽士資格は独学で習得し養成学校には通っていない。だがその代わりに、扱える楽器はブルースハープのみで単身楽団を含めた他の楽器は一切扱えず、マナガ以外の精霊と交歓することもできない。自身が単身楽団を持たず、相棒が単身楽団のケースを持ち歩いているため、初対面の人間には精霊と間違えられることもある。
彼女の正体は黒の聖獣「ラグ」の半身。大昔の出来事により2つに別れた半身の片方が、人間として転生し続けた存在だった。最近彼女に起こっていた身体の変調もここに端を発する。「アドヴェント・ブラック」で遂に覚醒し、その際に左目が黒く変化し、右側に2枚・左側に1枚の青白い燐光を纏う闇色の羽根が出た（目も羽根もマナガの対）。また覚醒したことで強力な精霊雷も放てた。さらに、彼女の奏でる音楽は実は神曲と呼べるような代物ではなく、マナガと魂が同一なために「彼にのみ」力を与えることができたということ。そのため他の全ての精霊に対しては唯の音楽でしかなく、一切神曲と成りえていない。という数々の事実が明らかとなった。
マナガリアスティノークル・ラグ・エデュライケリアス
声：大塚明夫 / 小杉十郎太
通称：マナガ。マティアの契約精霊で「黒」の主人公。ルシャゼリウス市警精霊課警部補。始祖精霊レティアコールの対となる黒の聖獣で、本来の姿であるベルスト形態は黒ヒョウ。外見は、身長2メートル半かつ筋肉質という見上げるような巨漢で、精霊には非常に珍しい無精髭を生やした中年男性というもの。さらに、神曲支援を受けた際には右目が黒く変化し、3枚羽根という通常では存在しえないボロボロの羽根を出す。中年男性の容姿は後に出会ったマティアの父親の記憶が影響しているが、それ以前の本来の姿（「白」の時点）はクールな性格の美青年で、その当時の羽根は黒塗りの陶器に金粉をまきちらしたような艶をもつ6枚羽根だった。過去にあった出来事による罪の意識を抱えているが、新帝空231便の墜落事故の際にマティアと出会ったことで心を救われており、それが縁で彼女に契約を申し込んだ。
大柄でゴツい容姿ながら、性格は穏やかで基本的に誰に対しても腰が低い。血や殺害現場といったものが大の苦手で、ティグレアが行う検死に立ち会うなどの際にはかなり苦労している。普段は一人称は「私」だが、神曲支援を受けて姿が変わると「俺」になる。知人以外は容疑者であっても「あなた」と呼ぶが、相手が犯人だと確信を持った際には、「あんた」とぞんざいな呼び方に変わる。「赤」のツゲ事務所の面々とも様々な事件を通じて面識があり、特にユフィンリーはマティアに次いでこの世で最も信頼している神曲楽士である。また、コーティカルテとも聖獣と始祖精霊としての旧い知り合い。第1期アニメにも第7楽章でマティアと共に登場（アニメ版（第1期）を原作と比較した際の時系列の詳細は不明であり、設定的におかしい部分も多いため、アニメ版は基本的に原作シリーズとは別物として扱われている）。
愛車は、クウォンタ・クルーガー4WDで、巨体のマナガでも乗れる大型車。マニエティカの夫の車を「メモワーズ・ブラック」の際に借りて気に入った。何度か破壊されているが、身体のサイズに合う車がほとんどないのでその都度買いなおしている。トレードマークの黒い革コートはマティアからのプレゼント。また、拳銃を収納している単身楽団のケースは、シャドアニのかつての契約者であるフアニータの遺品を譲り受けたものである。
大型拳銃を旧式の単身楽団のケースに入れて持ち歩いているため、初対面の人間には神曲楽士と間違えられることもある。また、精霊であるにも拘らず精霊雷を扱うのが苦手で、普通の精霊には難無くこなせることでも滅多に成功しない。シャドアニのように精霊弾を使うことはできないが、銃の腕前自体は人間の域を遥かに超越している。しかし、相手が精霊の場合ただの銃弾ではほとんど効果が無いので、4作目の「トライアングル・ブラック」以降は「アドヴェント・ブラック」で使うまで1度も使用していなかった。警察主催の射撃大会で優勝経験があり、その驚異的な射撃の腕前は警察内部では知れ渡っている。
旧い精霊である「マナガ」の正体は聖獣の半身と多数の死者の魂の融合体。彼の羽根が3枚なのは半分の存在であるため。かつて聖獣「ラグ」だった時代に起きた精霊島の墜落を、彼は運命と諦めず無謀にも阻止しようとして果たせず、その墜落により出た避けられなかった多数の犠牲を自分の責任ではないにもかかわらず「自分の罪」として背負ってしまう。さらに精霊島を受け止めようとして失敗した影響で彼の身体は2つに千切れてしまっており、その片割れが失った半身の代わりに犠牲になった人間達の魂を取り込んで形成されたものが後の「彷徨える魔獣」であった。魂を取り込んだ際にラグの自我は死者の絶望に飲み込まれて失われており、意識の無いままその後1000年暴走し続けた結果引き起こした多くの事故も、後にマナガの抱える「罪」となっていった。
しかし、精暦1001年の夏「彷徨える魔獣」が襲った新帝空231便に乗っていた半身（マティア）と邂逅したことで自我を取り戻し、マティアの記憶から彼女の父親の姿を借りて物質化。「マナガ」となって彼女を墜落する飛行機から救い出し新しい生活が始まった。マティアとの生活の中ある時を境に彼女の正体に気付くが、その事は彼女の死に繋がるため隠していた。しかし「アドヴェント・ブラック」にてついにマティアが覚醒してしまい、一度は聖獣「ラグ」に戻る。だがレティアコールの手引きにより現場に到着したシェリカの訴えを聞き、また100年ほど（人間の一生分）待たせることをレティアコールに詫びた後、マナガとマティアの二人に戻った。
サジ・シェリカ
声：伊藤麻喜 / -
「レオン・ザ・ゴールド」シリーズでのヒロイン。マナガ以外でマティアが心を開く唯一の親友。金髪（ひまわり色と表現される）で、マティアと同い年。明朗快活な性格。現在はマティアたちと同じアパートに住み、神曲楽士を目指してトルバス神曲学院へと通っている。マナガのことは「マナガのおっちゃん」と呼んでいる。母親は既に亡くなっており、父親のサジ・デルウィッツと父娘二人の家族。名前の由来は精霊の古い言葉「スウェル・エイ・クーア」であり、「刺すほどに眩しい陽射し」を意味するという（名付けたのは父親）。後ろ髪は腰まで届くぐらい長かったが、「アドヴェント・ブラック」でジャミールによって肩付近で切断され、その事件後の「レオン・ザ・レザレクター4」ではショートカットになっている。愛用のスクーターはピオゼイア社のウェスカ・PX200Eだったが、これもジャミールに破壊されたため、以降は大型バイクに乗り換えている。「レオン・ザ・レザレクター 3」の事件報道でレオンのことを知り、彼に興味を抱くようになる。特別講師であるフォロンやコーティカルテとも面識がある（彼女は時々、コーティカルテのことを「コーティ」と呼んでいる）。
父デルウィッツはオミテック工業ミガナ研究所の研究主任だったが、罠に嵌り強盗傷害事件の犯人として逮捕・投獄されてしまう。その後、真犯人のヤグニ達から身を守るため、孤児院「希望の家」を脱走して2年も浮浪児として生活していた。その際にマナガとマティアに出会い、父の無実の罪を晴らすよう依頼した。
将来は楽士警官を目指しており、筆記テストの成績もかなり優秀なのだが、肝心の精霊を呼び出す実技が上手くいかずボウライを数匹呼べる程度。放課後はマレオミ楽器店でアルバイトをしている。1年の時からバイトしているが、基礎過程の学生はアルバイトを禁止されているため、その頃はマティアとマナガ以外には秘密にしていた。
事件捜査に関する知識などは持ち合わせていないが、頭の回転は非常に速く柔軟な視点から物事を見ることができる。そのため「リライアンス・ブラック」以降、マティア達に事件の解決を決定付ける非常に重要なことを気づかせている。「アドヴェント・ブラック」にて、マナガ&マティアとカリナ達アパートの全住人の正体を知ることになり、その時に「ラグ」に訴えかけて一度は一つに戻った二人を再びこの世界に引き戻した。

### ルシャゼリウス市警察
シャドアニ・イーツ・アイロウ
声：石上裕一 / -
ルシャゼリウス市警精霊課巡査部長。大柄で十字の瞳をしており、常にサングラスを着用している中級精霊。ミノティアスの知り合いの一人。精霊弾の名手で、自在にその威力を撃ち分けられる（十字の瞳をしているのは、狙いを正確に定める照準用に自らの身体を変えているため）。愛用の銃は、ヴァルサスP99自動拳銃（元ネタはワルサーP99）。刑事としては少々不安になるほど、細かいことを良く忘れる欠点を持つ。彼もまた、ツゲ事務所の面々とは事件を通じて面識がある。
現在は楽士と契約していない単独の精霊刑事だが、かつてはマルメ・フアニータという楽士警官の契約者がいた。数年前に殉職した彼女とは男女として色々あったようで、彼女への想いがシャドアニが現在誰とも契約しようとしない原因となっている。
マナガが持ち歩いている旧式の単身楽団のケースはシャドアニが譲渡したもので、フアニータゆかりの品でもある。
イデ・ティグレア
声：鴨ノ宮ゆう / -
ルシャゼリウス市警検死官。地下のモルグ（遺体安置所）が仕事場。離婚歴があり、結婚時の姓はサダメキ。 かつてノザムカスル大学付属病院に医師として勤めており、飛行機事故の後に入院していたマティアの主治医だった。マティアの退院直後に病院を辞職し、そのままルシャ市警の検死官となる。心を開くとまではいかないが、マティアが他人に対して張る壁が薄い人間の1人。『プロミスト・ブラック』（マティアが11歳のとき）の時点で29歳。
マティアからは未だに「先生」と呼ばれている（本人は、もう医者ではないから呼ばなくていいと言っているが）。
クスノメ・マニエティカ
声：藤咲かおり / 阿澄佳奈
ルシャゼリウス市警本部受付の巡査。愛称「マニィ」。チャームポイントは頬のソバカス。旧姓をイデといい、イデ・ティグレアの実の妹。夫はクスノメ・リーンヴラッド。結婚式当日でも、緊急事態とあらば式より仕事の方を選ぶ職業人。そのため結婚式に遅刻しかけたが、マナガが精霊課特権で強引に現場から連れ出し、なんとか時間に間に合わせた。「レオン・ザ・レザレクター 2」ではレオンに口説かれるも、「夫を愛してますから」と言いあっさりと断る。
当初はモブキャラの予定であったが、作中では数行しか書かれていなかったにも拘らずBUNBUNがデザインを完成させたため、主要キャラの1人となったという経緯がある。

### 事件におけるゲスト・キャラクター
コヅカ・ケイズニー
「オゾネ・クデンダル事件」の犯人。やり手の弁護士として名を馳せている。神曲楽士オゾネ・クデンダルの顧問弁護士だったが、過去に彼のコレクションの一つである「奏始曲の楽譜」を金目当てで贋作とすり替えたことが発覚するのを怖れ事件を起こした。その楽譜を買い取ったのはとある組織で、後にポリ赤シリーズでの事件へと繋がっていた。
オゾネ・クデンダル
「不世出の天才」「楽聖の再来」と称される稀代の神曲楽士。契約精霊はニウレキナ。コヅカ・ケイズニーにより殺害される。神曲楽士としてだけでなく、芸術品などのコレクターとしても有名だったようで、その中に「奏始曲の楽譜」があったことが彼の運命を決定付けたともいえる。
ウヅマ・ルミーネ
シノザカ市警察交通課勤務の巡査であり、楽士警官。マナガのクウォンタ・クルーガーに駐車違反切符を切ったことがきっかけでマナガやマティアと知り合う。元々精霊課捜査官になることを夢見ており、マナガとマティアに強い憧れを抱いていた。交通事故の処理の際に、ニウレキナと出会い、契約を結ぶ。
ニウレキナが警察官採用試験の射撃テストに合格できないことについてマナガたちに相談し、彼女の過去について知る。その後は契約精霊の事情を慮って、交通課での勤務を続けている。
ニウレキナ・ウク・シェラリエーテ
かつてオゾネ・クデンダルと契約を結んでいた女性型フマヌビックの中級精霊。オゾネ・クデンダルとは50年来の付き合いがあり、彼を男性として愛していた。クデンダルの急死および諸々の事情から絶望し、暴走状態に陥って消滅しかけるが、マナガたちの説得により踏みとどまる。その後、消耗していた肉体を少女の姿にして再構成することで生き延びた。
ヤーディオとは自身が生まれたときからの付き合いであり、精霊弾の扱い方などの手ほどきを受けている親しい間柄。
事件から数年後、ルミーネと出会い契約を結ぶ。クデンダルを亡くした事件のショックから拳銃の類に拒否感を覚えるようになっており、そのことが原因で警察官の採用試験に2度失敗している。契約主の理解を得て、現在はもう警察官を志してはいない。
ゴトウ・キルアラ
生体工学博士であるゴトウ・ヴァリエドの妻。半人半精霊。本名は不明で、サマリーノの研究所では六号と呼ばれていた「歌姫創造計画」の実験体。神曲に覚醒した際の暴走事故で死にかけるが、生き延びたい一心で無意識に原始精霊を呼び集め、欠損した肉体の代わりとすることで生き永らえ脱走した。その後、かつての計画に対する復讐のために、研究チームの一員だったゴトウ・ヴァリエドと結婚した。彼女の起こした「ゴトウ・キルアラ事件」は、元凶であるクラト・ロヴィアッドを結局逮捕出来ず、また彼女を止めるため結果的に殺すしかなかったという後味の悪い結末を迎える。
マキハ・クラムホン
著名な神曲楽士であるマキハ・シャレディソンの息子。母の後を追って神曲楽士の道を志すが、才能が無かったため断念している。ノザムカスル大学の学生で、精霊警備員のミノティアスの知人。ソルテム山の別荘に大学の友人達と遊びに来ていたところで、同じくソルテム山に遊びに来た休暇中のマナガ達と出会う。友人達を喜ばせようとして彼が行った些細なイタズラが意図しない結果を招いて原始精霊を怒らせ、マナガ達をも巻き込んだ命がけの逃走劇「マキハ山荘事件」へと繋がってしまう。
ヤグニ・アグラット
声：中村俊洋 / -
オミテック工業ミガナ研究所の研究主任。研究所で発生した強盗傷害事件の犯人としてサジ・デルウィッツが逮捕・投獄された後に、新素材「オミクロン」の構想を引っさげてオミテックに入社した。その成果が認められて、入社後すぐに研究主任への異例の抜擢となる。だがその正体は産業スパイであり、彼の発想とされたものは全て他社が開発していたものだった。彼の今までに行った犯罪行為は全てウォナーリアに唆されたものであり、サジ・デルウィッツを陥れたのも彼女の計画。
ウォナーリア・ゲニカ・ヤクリトーレ
声：氷上恭子 / -
翡翠の色の眼と萌黄色の髪を持つ女性フマヌビック形態の中級精霊。肉体関係もあるヤグニ・アグラットと神曲によらない「契約」をしており、彼の指示通りに動く。見込んだ人間が繁栄と破滅どちらの人生を歩むか見届けることを喜びとしており、酒場で出会った当時は負け組だったヤグニに自分と組むことを持ちかけた。
ユーティーニ・フィメラ・ディオーネ
クスノメ・マニエティカの警察学校時代の友人。キベ・クレイグという楽士と契約していたが、7年前に事故で彼を亡くし、暴走の危機からリハビリを経て立ち直った。
事故の原因となった無謀運転の運転手に復讐するために、社会復帰してからその人物を付けねらっていた。
クレイグを失った事故というのが、マティアが母を亡くした将都セレンダの玉突き事故であり、その時に救助活動を手伝った彼女はマティアの命の恩人。
ネガミ・キャレイドル
新帝国航空231便において、事故現場での救助活動に従事した老神曲楽士。上等な背広などを着こなす紳士。バンジョーを主制御楽器とした単身楽団を操り、墜落現場の過酷な環境でマティアの応急処置をする上で重要な役割を担った、マティアにとっての命の恩人にあたる人物の一人。以降マティア自身との接点はないが、事故の後一度だけ病院を訪れ、マティアのブルースハープをマナガに託した。
トリシア・エイマ・ナルキエータ
ネガミ楽士の契約精霊である、モキヌ枝族の中級精霊。モノに残る人の「想い」を感じ取ることができる。231便の墜落現場で、瓦礫の中からマティアのブルースハープを発見した。
コニド・ネムラギナ
ノザムカスル大学付属病院に勤務する外科医であり、神曲楽士でもある医楽士。ミメルという中級精霊と契約しており、こちらも精霊医である。ティグレアが応急処置を施し病院へ搬送されて来たマティアの手術を執刀した。ティグレアとは親しく、彼女を「サダちゃん」と呼んでいた（当時ティグレアはまだ離婚しておらず、姓がサダメキであったため）。彼女が全幅の信頼を寄せるほど腕が良い。
カグマ・リヴェニア
上級精霊ジャミール・シュグ・ウィタゲンハックの契約楽士。6年前に一家皆殺し事件で断絶したカグマ家の長女にして、かつて唯一人の生存者とされたマティア以外の新帝空二三一便墜落事故の生存者。顔の右半分は事故で負った火傷により二目と見られない状態になっているため髪で覆い隠しており、右手は握り拳の状態で固まっている。400年続いた旧家のカグマ家に生まれ楽士免許まで取った彼女は、工員だったロミリオと恋に落ちたが身分違いとして駆け落ちという形で家を追い出された過去がある。
生活を支えるために働きすぎた夫ロミリオが過労死してしまった後、精神的に追い詰められた彼女は生まれたばかりの息子ロシエルを連れて帰郷しようとしていた最中に事故にあった。奇跡的に一命を取り留めていたが、空中に放りだされた後に落ちた場所が墜落現場から偶々離れていたことに加え、実家のカグマ家からこれ幸いと死んだことにされたために事故の生存者と認められていなかった。また事故の際に襲い来る彷徨える魔獣とそれがマナガへと変化する瞬間を目撃しており、全ての怨念を晴らすためにカグマ家を、死んだ息子の復讐のためにマナガの周囲の人間を襲っていた（この時はマナガを誘き出すためなので、周囲の人間なら誰でもよかった模様）。またマティアに墜落事故の真相を教えた人物でもある。
事故より1年経って傷の癒えた彼女は、追い出しただけでなく体面のために自分を事故で死んだとして見捨てたカグマ家にジャミールと共に復讐した後、その2年後にシェリカの父親の冤罪事件で偶々テレビに写ったマナガを見かけ、事故当時は見間違いだと思っていた息子の仇が実在していたことを知り4年かけて素性を調べあげ復讐を実行した。最後は憎悪の神曲を聴き続けて存在が変質したジャミールの暴走に巻き込まれ魂を大きく削られ、マナガ達に看取られながら会話したことで自分の怨念が間違っていたことに気付き死んでいった。
ジャミール・シュグ・ウィタゲンハック
カグマ・リヴェニアの契約精霊。ノザムカスル大学付属病院の元精霊医師で、リヴェニアが入院していた頃の担当医でもあった。長く医師を続けてきた彼は、救っても救っても限の無い脆く弱い人間に絶望しており、負の感情である恨み・怒り・憎しみを心に抱いていた。そんな時に患者として運ばれてきたリヴェニアの怨念と魂が共振したジャミールは、事故で戸籍と息子を失った彼女の後見となり、入院費を支払い単身楽団を買い与えて支えてきた。そうしてジャミールは彼女に契約を申し込み、その後は彼女の怨念の神曲に合わせて自身を調律し続け、彼女の復讐を果たす手段として共にあり続けてきた。
もともと外科医だっただけあり、精密作業が得意で、複数の人間にまったく同じ傷を残すことが可能なほど。戦闘における実力もかなり高くリヴェニアの支援を受ければ、神曲支援を受けないマナガやレティアコールの従者12柱を相手に勝利するほど強い。
しかし長い期間怨念の神曲を受け続けたことでその存在は変質してきており、遂には憎悪の塊として暴走を始めて不定形生物のような姿へと変貌し、自我を無くして共振したリヴェニアの魂と一つにならんと彼女に襲い掛かる。それをマナガによって止められ憎悪を全て剥がされた後、ほとんど憎悪の塊と化していた彼は存在を維持できず崩壊して消滅した。

### その他
カリナ・ウィン・チトクティルサ
マナガ達が暮らしているアパートの管理人で精霊。見た目は太目の中年女性のフマヌビック形態という、マナガ同様に精霊としては非常に珍しい姿をしている。謎が多く、マナガですらどの枝属に属しているか判断が付かず、分っているのは旧い精霊であるマナガと同じくらい（少なくとも精霊島を知るくらいには）旧い精霊であることだけ。知り合いからは慕われ、犯罪者からは恐れられるマナガリアスティノークルを「どデカイ坊や」と呼ぶ。彼女のアパートは基本的に精霊しか住まわせてもらえず、人間で住むことを許されたのは今のところマティアとシェリカの2人だけ。
自分のアパートに誇りを持っており、自分の認めた新入居者には必ずアパート中の大掃除をさせる。度々無理をするマティアやシェリカのことをさりげなく心配しており、ことあるごとにマナガや本人に説教を食らわせている。
その正体は黒の始祖精霊レティアコールで、カリナの姿と名前は仮の物であった。アパートの管理人をしていたのは「ラグ」の半身であるマティアとマナガの二人を監視（あくまでシェリカが最初そう思っただけ） しながら元に戻るのを待っていたためで、アパートの住人である十二柱 も全員彼女の従者の精霊であることがシェリカに対して明かされた。その際彼女にマナガ達をどうしたいのかの選択を迫り、答えを出したシェリカを一つに戻った彼らの下へと送り届けた。「ラグ」がシェリカの訴えを受けて再び二つに分かれることを選択した後は、まるで何事も無かったかのように管理人カリナに戻り、住人達も含め皆何も無かったかのようにシェリカに対して振舞っている。
ソノミ・フランネ
トルバス神曲学院に通う、シェリカのクラスメイトで友人の女の子。薄ベージュ色のさらさらショートヘアーに、赤いフレームの眼鏡を掛けている。噂話やゴシップ好きで、マティアが巻き込まれた飛行機墜落事故についても色々な噂を知っている。
マレオミ・ラースマイア
シェリカがアルバイトをしているマレオミ楽器店の店長を務める姉御肌な女性。真冬でも半袖の豪快な性格で、涙もろくて一本気で同情屋。店に飾られたタペストリーから、ヨキオ・レニーヴォがボーカルを務める「ヘルバウンド・ハーツ」のファンらしいことが窺える。

## レオン・シリーズ
レオンガーラ・ジェス・ボルウォーダン
スピン・オフしたレオン・シリーズの主人公。探偵免許を持っている精霊探偵。生まれてから1000年程度の比較的若い上級精霊である。ルシャゼリウス市カドナ区のゴールディ&レオンガーラ探偵事務所所属。探偵事務所を設立したカナイ・ゴールディは既に死去しており、以降はレオン1人で切り盛りしていた。後に事務所のあった建物が爆破され、現在は治安のいい地区へ移ってレオンガーラ探偵事務所を開いている。マナガとは対照的に精霊雷の扱いがかなり上手く、壁抜けや空を飛ぶことも軽々とこなす。
普通はベルスト形態か、せいぜいリカントラ形態までの姿しか採らないジオウ枝族（ライオンの姿をとる精霊）の中で、非常に珍しいフマヌビック形態を採る風変わりな精霊。獅子のタテガミのような長い金髪で、山吹色のスーツにワインレッドのシャツを着ている。誕生から数百年間、3桁以上 もの楽士と5か月から4年単位の短期間の契約と解消を繰り返しているという異例の契約遍歴を持ち、さらにその契約者の全てが若く美しい女性楽士のみであるという徹底したプレイボーイぶりを見せる。だが、当人にとってはその全てが本気の契約であり、全ての契約者を一人の女性として愛し記憶している。
30年ほど前の契約楽士だったソガノ・キャリアダが殺害され、その復讐のため犯人を殺害しようとしてマナガ達と衝突する。その後に起きたとある事件を経てアブセイル精霊刑務所に投獄された彼は、刑務所に見学に来たサジ・シェリカと出会うことになる。マティアのことを非常に気に入っていて、契約を申し込んだこともあるが、結局断られている。事務所以外にもいくつか住居を所有している。また、相当な昔から超高級ホテルであるトルバス帝国ホテルを定宿としており、レオン専用の部屋の壁には今まで契約してきた女性たち全員の写真や肖像画などが飾られている。様々な探偵業務を請け負い、場合によってはかなりの高額の報酬を得ているためか、その他の収入源は不明であるのに金銭的にはかなり羽振りがいい。
生まれて間もない頃に契約したタチバナ・クレハが急死したことが後の彼の人生に大きく影響を及ぼしていた。神曲楽士と顔を合わせれば、神曲を聴かなくてもその楽士の魂の形を理解するという特技を持っており、気に入った楽士と短期間の契約と解消を繰り返していたが、正確には解消する度に契約をしていた。タチバナ・クレハが死んでからの1000年近く、非常に特殊な暴走状態にあり、彼女と近い神曲を与えてくれる楽士と短期間の契約を結び続けることでかろうじて自分を保っていた。
愛車はスポーツカーのチボレット・キャバロとバイクのギャリエイ・モデル75。
短篇集やTRPGルールブック、リプレイなどもふくめて50冊に達する小説単行本の、背表紙を飾ったことのある唯一の男性キャラクターでもある。
リジェーナ・リン・ニヴァーホルト
水色の髪と瞳のフマヌビック形態をとる女性の精霊。精霊弁護士であり、レオンの顧問弁護士を務める。優秀な弁護士らしく、神曲楽士誘拐事件の際の傷害致死や、レオンが投獄された後の再審なども担当してレオンを無罪放免に導いている。マティア達と同じアパートに住む隣人にして、レティアコールの従者の一人。
ロレッタ
レオン・シリーズのメインヒロインの1人。レオンがゴールディ&レオンガーラ探偵事務所を構えている裏路地アパートの住人。21歳の小柄な美人で、れっきとした娼婦である。レオンとは5歳のときからの知り合いで、かつての依頼人の娘だったという。彼に命を助けられたこともあり、レオンに好意を抱いている。
レオンに教えられた格闘技を使いこなし、特に多彩な足技はレオンでも舌を巻くほど。神曲楽士誘拐事件の際に犯人であった精霊に襲われて大怪我を負っているが、現在では傷跡が残るだけで後遺症などはない。また、バツグンの行動力と鋭い勘によって幾度もレオンを助けている。
ゴールド・シリーズからは娼婦業を終わらせ、他の娼婦仲間達と飲食店経営を始める。
セヴニエーラ
ラマオ枝族の上級精霊。銀灰色の縞模様を持つ小柄な猫型の形態をとっているが、その精霊としての力はかなり強力。また、通常ならば精霊同士は互いの存在を感知できるが、セヴニエーラは気配を絶って他の精霊にも存在を気取られずに行動することができる。過去の一件からレオンガーラを恨んでおり、一度は彼を殺害しようともした。しかし現在のレオンが過去の彼とは若干異なっていることを感じ、観察のためにレオンと行動を共にする。レオンをはじめ、知り合いからはセヴンと呼ばれているが、そう呼ばれるのは好まないらしく「セヴニエーラよ」と訂正することもしばしばある。必要がなければ猫として振舞うが、正体を知っている者に対しては女性の声で喋る。
レオンが投獄されて後にマナガを尋ねてカリナのアパートに姿を現し、そこでシェリカと知り合ってからは時折彼女と行動を共にしている。普段は澄ました態度を取っているが、実は高速で走る車が苦手で、レオンがカーチェイスをすると激しく取り乱す。
ロザム・ウォダ・ゴードック
レオンと対立する側に雇われがちなフマヌビック型の上級精霊であり、職業は殺し屋。物質を作る能力に大変秀でており、相手に打撃を当てる寸前にトンファーなどの武器を精霊雷で発生させる独特の格闘術を使う。プロの殺し屋らしく依頼人のことは口を割らないが、ロザムとの会話からレオンが結果的にヒントをつかむことはある。また、依頼主とはあくまでビジネスライクな関係であるため、必要以上に依頼人のために働くことはしない。実は神曲楽士と契約しており、しかも実体化したレオンに聞こえない音域の神曲支援をひそかに受けていることがあり、神曲支援の下では（神曲支援を受けていない状態の）レオンを圧倒する戦闘力を発揮する。
サムラ・アレクシア
ニコン市警察殺人課の巡査部長。女性。愛称・アレクス。非常に真面目な警官で、ルールに背くことを許さない性格だが、警察の力の限界と自らの無力さも理解している一面もある。博物館で起こった殺人事件をきっかけにマティア、マナガ、レオンガーラと知り合うことになった。
『レオン・ザ・レザレクター』ではメインヒロインの1人で、レオンに「相棒」などとも評され、「神曲楽士だったら契約を申し込んでいる」とまで言わせている。度々レオンと顔を合わせ、彼の行動に迷惑しつつも嫌いきっているわけではないらしい。
シロサキ・マデリーナ
かつてレオンと契約していた神曲楽士。レオンとの契約が解消された後にサノアトリカを産んでいる。彼が去ったことで精霊を信じられなくなり、神曲が演奏できなくなった。心の均衡を失った彼女は、娘を養うために裏社会での仕事に身を投じて、生活や生き方も大きく変わってしまった。レオンを恨んでいたが、彼が自分のために殺人を犯して投獄された後に気持ちを整理して再び彼の前に現れた。
シロサキ・サノアトリカ
マデリーナの娘。母の仕事などについては何も知らされずに育てられ、レオンが父親であると教えられていた。行方が分からなくなった母を捜してギャングの工場に迷い込んだところをレオンに保護され、彼を本当の父親と思って慕っていた。幼い頃は自分の名前を上手く発音できなかったため、その頃から自分のことを「サナ」と呼んでいる。
タブレティオ・ジュダ・シェキドリーコ
ナイガル市の北に医院を構える開業精霊医。30代半ばの男性の姿をしたフマヌビックの精霊。レオンが懇意にしていうる医者で、自分のことをドクターと呼ばせ飄々とした態度を取る風変わりな人物。医師としての腕は良いらしく、また大抵は精霊を専門に診る。たまたま通りかかったルシャゼリウス市警察本部でマナガの診察も行なっている。精霊島時代の特殊な医療器具を所有している。
タイラ・ローデリア
タブレティオの助手を務める金髪の女性。タブレティオからはローズと呼ばれており、割合さばけた性格をしている。
カヅキ・リサノア
過去の事件でレオンと対立し、契約精霊であったドルカレイ・ティオ・オーディメイが逮捕されたことを恨んでレオンを殺そうとした。ドルカレイを愛しており、アブセイル精霊刑務所で83年の懲役刑に服している彼と再び暮らすために、時間が止まると言われている「魂の煉獄」を求めて、レオンやシェリカと共に精霊島の遺跡に侵入する。
その後、自分の生き方を見直し、現在はアブセイル精霊刑務所に勤務するために刑務官を目指している。ドルカレイからは「シャイナ」と呼ばれており、これは彼女の瞳が、精霊島に咲いていたといわれる花「シャイナチータ」と同じ色をしているため。
グロン・ドルク・ガルダンカス
元はブラック・シリーズ第二巻「サイレント・ブラック」に登場した。ゴバリ枝族の中級精霊で、マナガよりさらに頭二つ分ほど大きな禿頭の精霊。粗野な外見だが紳士な一面もあり、女性に対して乱暴を働くことはしない。戦いは好きなようだが、義理堅く真面目な性格。
マナガリアスティノークルとは旧知の間柄。
イガト・イニアス
グロンの契約楽士。違法な仕事を行う（恐らくは）無資格の神曲楽士。
軍人気質で、妙に礼儀正しいところがある。単身楽団はギター型で、ハードロックの戦闘支援曲が得意。
クラト・ロヴィアッドの護衛をしていたが、マナガがクラトを追っていた際に足止めが出来なかった。その後新たな就職先をさがしてシザネ・マウディエロに雇われるが、グロンが逆らわないように人質にされたりなど、割と苦労している。

## ぶるう・シリーズ
シーヴァル・クルナ
凰都ヴィレニス在住の、神曲嫌いな神曲楽士にして「青」の主人公。使用する楽器は三味線。性格の悪い変人で、無職・文無し・資格無しの三無男。自身をティンカー（何でも屋）だと称しているが、実際は真面目に仕事をするのが大嫌いなNEETで、常に楽して大金を掴むことばかり考えている。単身楽団を所持しているが、それはもっぱら「鈍器」や「不快音」をかき鳴らすために用いられる。かつて一人前の神曲楽士になることを志しクララス音楽学院に通っていたことがあり、成績こそ最底辺だったが、その才能は神童と呼ばれた弟をも凌駕するとして一部で評価されていた。だが、卒業寸前に教師を殴る事件を起こし放校処分にされている。今では何らかの理由で神曲や精霊（というよりも精霊契約の制度）を嫌うようになり、可能な限りそれらから遠ざかるよう生きている。基本的には金に汚い小悪党であるが、決してリグルスに金を無心したりしない ことや、とある仕事の依頼人である義姉ミスレンからの追加報酬を断っていることなどから潔癖症な一面が窺える。言動から後先考えない能天気な性格と思われがちだが、「ブラウクローネ号事件」の遺族という立場からか心中かなり複雑な内面を持っている。自分を慕っている義弟リグルスから距離を置いていることや、嫌っているわけではないものの義姉ミスレンに対して他人行儀に接すること、神曲嫌いを公言している割に単身楽器を手放さず手入れも怠っていないことなどからもそれが窺える。なお、リグルスによればルーファ達に出会うまでは笑うこともほとんどなかったらしい。
ツゲ事務所のことは、非常に怪しい噂話で聞き知っている。
アニメ第一期当時に刊行されていたクリムゾン、ブラック、ホワイト、ぶるうの各主要人物の中で唯一、本編どころかオープニング映像にすら登場しなかった人物である（同じぶるう・シリーズのルーファ、ハイディ、ササヤはオープニングにも本編にもわずかだが出番があった）。
ルーファ・ワルトゥムシカ・トロイス
「青」のヒロイン。「精霊至上主義現実派」のトップエージェントで、ハイディの部下。終始おどおどとした口調で言葉はかすれがちで気が小さく、思考と行動が微妙に噛み合っていないためか時折突拍子もないことをしでかすドジな眼鏡精霊。特技は家事全般、近眼で忘れっぽく物覚えもあまり良くないという、人が持つ精霊のイメージからかけ離れた、とても「人間らしい」精霊。意外と毒舌でクルナ曰く「先を丸めた針でつつかれた気分」だそうだ。契約精霊ではないが初対面時にクルナとのある「勝負」に負けてしまい、その性格も手伝ってか召使同然の身分（無給）にされてしまう（現在の身分は下僕）。しかし、逃げ出そうと思えばいつでも出来る筈なのにあえてそうしないなど、クルナにある種の好意を持っていると思われる節がある。普段は中級精霊を装っているが、その正体は「聖カエルレウムの虐殺」が奏でられた際の唯一の生き残りで、虐殺精霊<スロータースピリット>の異名を持つ凶暴凶悪な上級精霊。だが、昔の自分に戻ることを厭い、眼鏡をかけることで性格を変えその強大過ぎる力を抑えている。眼鏡をかける前は傭兵をしていたことがあるらしい。
クルナと同じく、噂話でツゲ事務所のことを聞き知っている。
ハイディ・ウル・コーディレフス
「精霊至上主義現実派」のリーダーで、ルーファの上司にあたる上級精霊。人間嫌いの神曲不要論者。童顔・幼児体型で、その嗜好も甘い物好きで辛い物が駄目と見た目通りまんまお子様。だが、三国戦争に参加していたことからわかるようにそれなりに歳経た精霊で、性格などは容姿とは異なっている。ルーファの「昔」の姿を知る者の一人。自らが提唱する「精霊至上主義」を実現すべく、堅実（？）かつ地道な活動を続けているが、当の精霊達からは全く相手にされておらず、周囲からは「ハイディと変な連中」という物笑いの種にされている。一向に進展しない状況に苛立ったのか実力行使の一環として将来有望視されているリグルスを支配すべくルーファを遣わしたが、行き先を誤りクルナの下に送ってしまったために目をつけられてしまい、ササヤ同様にいいようにこき使われる羽目になる。
ササヤ・マッシア・エッジウス
短気で強気で猪突猛進、なおかつ生真面目で律儀で正義感の強い中級精霊。ルーファの親友でハイディと同じく「昔」の彼女を知る数少ない精霊である。本人は「精霊至上主義現実派」とは関わり合いはないと言っているが、ルーファだけでなくハイディとも仲が良いために、周囲からは完全にメンバー扱いされている。ルーファを連れ戻すため、幾度となくクルナの部屋に押しかけるが、その性格ゆえにクルナの「特技」にしてやられたり、言いくるめられた挙句いいようにこき使われたりと散々な目に会っている（ルーファ自身がクルナの側から離れたがらないことも一因している）。精霊としての能力は高く、素直で真っ直ぐな性格もあって契約を望む楽士が大勢いるが、「ルーファを連れ戻す」までは誰とも精霊契約を結ぶ気は無いようである。
シーヴァル・リグルス
クルナの義弟である紅顔の美少年。兄とは似ても似つかないまともな性格をしている一方、何かと問題のある人間性の兄の扱い方も心得ている。幼少期から神童と呼ばれ、わずか15歳で凰都ヴィレニスの歴代トップの成績で神曲楽士資格を取得し、現在はリーマ&グレイス・カンパニーに勤務している期待の俊英。フレーラと精霊契約を結ぼうとしているが、現在のところ拒否され続けている。楽士としての兄を誰よりも尊敬しており、彼が再び神曲楽士の道に復帰してくれることを心から望んでいる。
フレーラ・キシュ・クワオルス
リーマ&グレイス・カンパニーに勤務している上級精霊。闇夜の宝石<ナハトエーデルシュタイン>とも呼ばれる有能で名の知られた精霊。敵対する存在には一片の容赦もしない性格なのだが、クルナ絡みのこととなると態度が駄目な人の方向に豹変する。クルナの在学中にほんの僅かだけ演奏してもらった神曲に魅せられており、彼の契約精霊となることが夢。だが、全てを捧げ尽くすことを望みながらも、当のクルナからは全く相手にされていない。そのため、彼の側にいつも侍っているルーファを目の敵にしている。
エステル・ラルサ・ヘリオバス
始祖精霊の一柱で銀の女神。神曲を音ではなく色として「観る」ことができる。銀色の歴史家<アルゼンテウス・ヒストリア>と呼ばれ、常に穏やかな表情を絶やさない温和な性格。リーマ&グレイス・カンパニーを介してクルナ達と接触するが、エステル自身に契約楽士はおらず、現在はリーマの下に居候として世話になっている。精霊に血縁関係という概念はないが、特に深い理由も無くフレーラを妹と呼ぶ。神曲への拘りも無く、ただあらゆる音を色として観たいという欲求の下に世界から付かず離れずの関係を保っている。それゆえに、コーティカルテからは「もっとも始祖精霊らしい始祖精霊」と言われている。クルナに強い興味を抱いているらしく、そこからブラウクローネ号に関しても色々と首をつっこんでいる。
ハインツ
うらぶれた歓楽街の片隅に住まうクルナの顔見知りの情報屋で、頬に傷のある大柄な白人。上半身には複雑な文様の刺青が刻まれている。粗野な外見からは一見わかり難いが実は精霊であり、人間と違って物入りなどないはずの彼が、なぜ現金を必要としているのかは不明である。かつて沿岸警備隊に所属していた過去があり、「ブラウクローネ事件」で出動した唯一の精霊 でもある。同事件の関係者については独自に追跡調査を続けており、その中には当然クルナやラーフィンも含まれている。
キリヤ・リーマ
後発であった神曲楽士派遣事務所を、瞬く間にヴィレニス最大手にしたという手腕を誇るリーマ&グレイス・カンパニーの女所長。クララス音楽学院出身の神曲楽士で、クルナの先輩にあたる。リグルスからクルナやルーファの情報を聞き、クルナを事務所に引き入れようと画策している。クルナ曰く、「一番おっかない卒業生」らしい。
社名が示しているように、リーマ&グレイス・カンパニーには彼女の他にもう一人「グレイス」という責任者がいる。
ホゾナ・モーズヤ
人類至上主義に基づく「ホゾナ理論」を提唱した、元大学教授。現在ではクガノ・ハブロスの影響もあって人類至上主義は反精霊主義の代名詞のように扱われているが、元々は精霊を尊重しつつも精霊に頼らず、人間の力で生きるという極めて穏健な思想だった。それを信奉した人々の行動が「ブラウクローネ号事件」につながり、その責を負って大学を辞している。ヴィレニスの一角にある廃校に住み着いて研究を続けていたが、皇太子を狙ったテロ事件の騒動の最中に殺害される。
タイラニ・ラーフィン
タイラニ家の三男で神曲楽士。クルナと同じく「ブラウクローネ号事件」の遺族であり、クルナもその名前だけは知っていた。同事件で死亡した反精霊主義者の次兄イーゼンに反発する形でクララス音楽学院に入学。優秀な成績で卒業した後は実家に戻って中級精霊セニアと契約し、タイラニ家の絡みの事件を担当する私的な神曲楽士として様々な依頼を果たしてきた。だが、ある日交通事故に巻き込まれて指の機能が麻痺したことから神曲楽士を廃業した。それによりセニアとの精霊契約も解除しようとするが、セニアがそれを拒否。彼自身もセニアを愛していたことから、彼女が暴走しても誰にも迷惑のかからない無人の土地へ行き、そこで自分が死ぬかセニアが消滅するまで傍で見守り続けるつもりだった。
セニア・スーサ・キュビワニー
タイラニ・ラーフィンと契約している中級精霊。ハイディとは三国戦争において敵という形での顔見知り。三国戦争時代は好んで傭兵をしていたことからもわかるように、とことん荒事が好きな性格。しかも「精霊至上主義廃墟理論」に頭からどっぷりと漬かっていたため、三国戦争終了後からラーフィンに出会うまではかなり荒んでいた。それは精霊だろうが誰だろうがとにかく好戦的に接することから、茨のセニアとあだ名がつけられたほど。だが、ラーフィンと出会い契約を結んでからは過去も廃墟理論も全て捨ててひたすら彼に尽くしていた。
ラーフィンが楽士を廃業してからも彼に対する裏切り行為になるとして契約破棄を拒否。存在しないと知りつつも、ラーフィンと共に暴走を止める薬を探す旅に出る。だが日を追う毎に衰弱していき、タイラニ家の依頼で二人を連れ戻しに来たクルナ達の目の前で遂に暴走。迎え撃ったルーファとハイディを相手に互角以上の戦いを展開する。その場は、別ルートでタイラニ家の依頼を受けていたフォロンとコーティカルテによる容赦の無い一撃でルーファ達ごと倒されて収まったものの、セニアの再暴走は時間の問題だった。そこに駆けつけた（というよりは騙されてやって来た）クルナの演奏とラーフィンの説得により契約解除と再調律が行われて消滅は免れた。
ケーマ・テリピヌ・ヤズルカ
ヴィレニス郊外の荒地（ハピリカとの国境周辺）でクルナに拾われたフマヌビックの精霊。発見された時には傷だらけで、名前以外の大半の記憶を喪失している。テロリスト組織と思われる集団の仲間であった様子。
「テリピヌ」というのは珍しい柱名で、かつての「聖カエルレウムの虐殺」事件に巻き込まれた精霊だった。その際に、他の精霊たちと同じくルーファに殺されたと思われていたが、実は殺されずに生存していた。

## ダン・サリエル・シリーズ

### メイン・キャラクター
ダン・サリエル
声：宮健一 / -
本シリーズの主人公。トルバスで絶大な人気を誇る若き天才音楽家で、作曲から演奏まで全て自らの手でこなす。そして本業ではないが神曲楽士でもある。長身痩躯で、銀髪をオールバックにして首筋で束ねた髪型に、眼つきの悪い眼を隠すために伊達眼鏡をしている。単身楽団の主制楽器はヴァイオリンで、演奏家として用いる楽器もヴァイオリン。公の場では礼儀正しく優雅に振る舞っているが、その本性はかなり傲岸不遜で唯我独尊。本性は親しい人間にだけ見せるが、己の立ち居振る舞いが「傲慢」なものだと自分では全く気付いていなかった。趣味はユフィンリーと同じ単身楽団コレクション。神曲楽士の資格は自分の経歴に箔を付けるために得たもので、その分野での仕事は一切していないため、本職の者達には及ばないと考えている。
同じトルバスで暮らしていることもあって、ツゲ事務所とは結構深い交流がある。ただし、所長のユフィンリーとだけは犬猿の仲で、互いにどんな大人気ない手段を使ってでも相手を負かそうと鎬を削りあっている。単身楽団コレクションについても、本来は収集の方向性が異なるために競合することはないはずだが、相手を悔しがらせ自分が優位に立ちたいという目的のためだけに、互いの領分に踏み込んでいる。ただし、ユフィンリー自身の実力は認めており、神曲楽士としては絶対に勝てない相手だと自覚している。
世間で天才音楽家ともてはやされ、本人もその事を自負しているが、心の奥底では己の音楽のあり方について葛藤し、アマディアの才能に触れて不安を覚えたりと、意外と繊細な一面がある。特に自身の才能については常に迷いや不安を抱えており、仕事のたびに持てる全ての力をかき集めて演奏しているため、一度スランプに陥ると傍からは精神が壊れたと思うほど自暴自棄になり、堕ちる所まで堕ちる。
モモ・パルミラ・ファルスタッフ
声：すずきまこと / -
ダン・サリエルと精霊契約を交わしている女性型フマヌビックの中級精霊。見た目は地味で小柄な女の子。一人称は「ボク」。サリエルの趣味で普段からメイド服を着ている。サリエルには何かとこき使われているが、それにもめげず彼のことを非常に慕っている。
金魚を飼っており、名前はタマ。サリエルに苛められたりして落ち込んだときには、よく癒しを分けてもらっている。
サリエルとの契約に際してなにか事情があったらしい。その辺りの事情からか、シャルマとの仲は悪い。
争い事に向いていない性格+戦闘技術を持ち合わせていないため、戦うことがとても苦手（一度サリエルに強要されてコジと相対したが、酷い結果に終わった）。特技は家事全般。サリエルが「ダンテ・イブハンブラ音楽祭」で披露した「よい子のわんわん体操」以来、若年層の間ではそれなりの有名人となっている。
コジ・クロエ・フィガロ
ラマオ枝族に属し、巨大な白虎の姿を採るベルスト形態の上級精霊。自称「今シリーズで裏設定があるキャラクター第一候補」で、≪粛歩≫（サイレント・プァー）という異名を持つ。一人称は「拙者」。かなりの酒好き（精霊酒、人間の酒に関係なく）。サリエルから契約を申し込まれているが、コジ自身はいつかアマディアと契約することを心に決めている。
コーティカルテとも面識があるらしいが、「おっかない」と語って会うのを避けている。
以前は田舎でアマディアを見守りながら世捨て人のような暮らしを送っていたが、彼女がサリエルのもとへ押しかけた際に一緒にトルバスにやってくる。現在ではサリエルの良き酒飲み仲間であり口喧嘩の相手でもある。普段は己の外見を鑑みて騒ぎにならないよう姿を消していることがほとんどだが、気に入った陽だまりを見つけてからは近隣住民の恐れを買っても決して動こうとしなかった。また、モモの飼う金魚に猫のごとく反応してしまうという醜態をさらしている。
キーラ・アマディア
七楽門キーラ家の令嬢。幼い頃から神曲楽士としての英才教育を受けてきて、サリエルを脱帽させるほどの優れた才能を秘めているが、極度の上がり症のため人前では神曲が演奏できない。そのためキーラ家からは落ちこぼれ扱いされている。サリエルと出会ったことで彼に憧憬を抱くようになり、弟子入りを志願する。
どうやら音楽家・神曲楽士としての尊敬の他、サリエルに対してほのかな恋慕も感じているらしい。
人見知りではあるが、天井裏に侵入したサリエルたちに猟銃をぶっぱなすなど、根はおてんばな性格。
幼馴染のリジアの成功を目の当たりにし、また、兄によって将来に関する決断を迫られた結果、少しずつではあるが自分の夢へと歩みを進め始めている。現在はトルバスで神曲楽士を目指すための条件として父から突きつけられた「トルバス神曲学院入学」を目標に、あがり症克服の特訓に務めている。

### 周辺人物
セラ
アマディアに仕える使用人の老女。アマディアのよき理解者であり、実家から見放された彼女のことも親身になって世話している。優秀な使用人であるが、ミーハーでサリエルの大ファンでもある。
アマディアの寝室への侵入者たち（サリエル、モモ、コジ）に、両手に拳銃、背中に長銃、腰から大鉈、工事現場のヘルメットおよび甲冑の胴丸という完全武装で相対したエネルギッシュな老女。後に、サリエルに頼まれて様々な軍用火器を取り寄せてモモに一からレクチャーした、謎多き人物である。
昔からアマディアを最も近くで見てきた最大の理解者であり、同時に彼女の兄や両親のことも敬愛しているため、アマディアの将来を廻るキーラ家の問題では複雑な感情を抱えている。
ワヤ・ハイゼン
ベテランのヴァイオリニスト。演奏依頼には高額のギャラが必要なほどの大音楽家であるが、その多くは様々な音楽教育機関などに寄付している。その関係からルシャゼリウス音楽大学など複数の音大の名誉教授の肩書きを持つ。
古典的な音楽を奏でるため、演奏のウケは決して良くないが、その腕前は大概の音楽家の遥か高みにある。サリエルも態度としては古臭い演奏家であるハイゼンを嫌っているが、その音楽の芸術的な価値は心の底から尊敬している。
オニヅカ・マーガレット
第三神曲公社神曲楽士管理部に勤める、サリエルの担当管理官の女性。知り合いには気楽にマギーと呼ばせている。
今の職まで上り詰めたが、不良神曲楽士ダン・サリエルの担当にされてからは燻りっぱなしの不幸な人物。彼を捕獲するためにアグレッシブな行動を取るが、本人は「スキンシップ」と言い切っている。
出世と関連の無い人間に対しては見下した態度をとるが、神曲楽士や有力な人物の家族などにはどこまでも媚びを売るという裏表の激しい人物。
ハセ・シャルマ
「魔術師」の異名を持つ、天才プロデューサーとして名高い青年。ルーズな装いといい加減そうな雰囲気を発散しているが、その思考は非常に現実的で、一面的には非常に厳しい性格とも取れる。
実際は他人への興味が極めて薄く、言葉などを飾らないため手厳しく取られるだけ。「売れる」音楽を作るため、血の通わないマーケット的理論でプロデュースを行ない、数々のアーティストを世に送り出してきた。
かつて、サリエルとタッグを組んで音楽界に殴り込みをかけた。当時は互いを相棒として信頼していたが、根底にある音楽性の相違などから、サリエルがモモと契約した頃にコンビを解消している。どちらもあまり気を許さない態度を取っているが、仲が決定的に悪いわけではない。
ただし、モモとの仲は若干険悪で、シャルマ自身も「精霊嫌いだから」と公言している。
「売る」ためにはどんな手段でもアーティストに強要する。リジアに対しても、本来の彼女とは正反対なイメージでプロデュースしている（リジアの新曲を聴いたというサリエル曰く、「ますます容赦がなくなった」）。
アサナミ・リジア
アマディアの幼馴染で、シャルマのプロデュースで新人賞を取った少女。
シャルマに強要される「売れる」音楽と、自分のやりたい音楽とのギャップに悩んでいた。そのことでシャルマと衝突し、本来の自分の音楽でやっていこうと実力を試すも、結局は自分の未熟さを思い知り、シャルマの下へ戻った。それでも納得はできずにいたのだが、アマディアとの紆余曲折を経てそれなりに現在の自分を肯定できるようになった。
本来の彼女の音楽はハードな雰囲気のロックだが、シャルマのプロデュースによる彼女はキュートでミルキーなイメージのアイドル。シャルマとの一件でそこそこ精神的に成長したらしく、自分の意見が青臭いものだと自覚しつつも、堂々とそれを主張するタフさと度胸を身に着けた。
キーラ・カルネリ
太陽のように明るい笑顔と白く輝く歯が特徴の、アマディアの実兄である青年。
必要以上にアクティブで大袈裟な振る舞いをし、行動力に長ける。口癖のように「僕は寛容な男だ」と言い、その言葉通り貴族としての自負を強く持ちながらも、庶民に対しても侮ったところを見せない柔軟さも持つ。しかし、同時に思い込みの激しい性格であり、時に相手の話を全く聞かなくなるという大変そそっかしい一面も持つ。自身は神曲楽士ではないが、単身楽団の大手メーカーであるリーランドで単身楽団開発室室長兼デザイナーとして活躍している。
アマディアを帝都の実家へ連れ戻し、見合いをさせるためにトルバス（のサリエルの事務所）へやって来る。あがり症のために神曲楽士になれずにいる妹を、両親同様変わらず愛しており、その意思をできるだけ尊重してやりたいという感情も持っているが、貴族の一員としてのシビアな責任感も持ち合わせており、彼女を説き伏せようとした。
神曲楽士にはなれなかったが＜七楽門＞キーラ家の人間として音楽の教育は一通り受けており、その際に師事したワヤ・ハイゼンを今も恩師と慕っている。

## 短編集
ぱれっと出演のキャラクター
《たとえ時が経とうとも―As Time Goes By―》 著者：三田誠
フーガ
本名は不明（本文に記載なし）だが、「トルバスの偉大な神曲楽士を三人挙げろ」といわれれば必ずその中に入るほどの高名な老神曲楽士。今は精霊との契約を解消し、神曲楽士も引退して場末の酒場でピアノを弾いている。
神曲楽士としてではなく、一人の芸術家として高みを目指している。神曲楽士としての功績は大きく有名でもあるのだが、世間での風評とは違い「自分は天才ではない、才能が無いことでは人後に落ちない」と述べている。
心臓に持病があり、残り少ない寿命を使って芸術を極めようとするが、契約していた精霊、フェルティータに殺害される。
フェルティータ
フーガ老人の元契約精霊。上級精霊であり、当初は才能に恵まれない平凡な神曲楽士志望者であった彼の曲を気に入って、彼をトルバスでも随一の神曲楽士という地位に押し上げるきっかけとなった。
本人はそれを望まなかったが、フーガ老人によって再調律され、契約解消された。その後も再度の契約を望んでいたのだが、その気持ちを元弟子に利用され、フーガを殺してしまう。
現在は精霊刑務所に服役中。レンバルトは、彼女に神曲を聴かせるため、季節ごとにここに通っている。
無資格の神曲楽士（本名不明）
フーガ老人のかつての弟子。性格に問題があり、フーガ老人自身にとっては押し付けられただけの存在だった。
犯罪行為に手を染め、資格登録を抹消されている。腕はそこそこ良いらしく、狼と蝙蝠の姿をした中級精霊を従えている。
《音色は遠く、耳に届かず》 著者：浅井ラボ
ドルロイ
ビアードの下で暗殺稼業を働く神曲楽士。ドルロイという名前は偽名。主制御楽器はフルートで、大量の下級精霊オグヨグを駆使して標的を殺害する。神曲楽士としての実力も、暗殺者としての腕も確かだが、人間としての感受性は皆無で、神曲のことも道具としか思っていない。以前ツゲ・ユフィンリーと組織が敵対した折には複数人でかかったにもかかわらず敗北し、遁走している。妻と娘がおり、楽士としての師匠にあたるのは妻自身だったらしい。家族を捨て、追ってきた妻を己の手で殺している。すでに妻や娘どころか自分の本名すら覚えていない。
ベーシュカ
ゴースの護衛、ということで雇われた、裏稼業神曲楽士である女性。主制御楽器はピッコロで、蝶と人が融合したような精霊と契約している。名前は恐らく偽名。行方をくらませた父を探して神曲楽士となり、ゴースを狙ってやってきたドルロイと敵対することになった。
実はドルロイの娘その人。戦いを終えた後に互いにそれに気付くが、結局ドルロイによって殺害される。
ロレンティ
ドルロイの妻であり、その神曲楽士としての師匠にあたる。ドルロイが家族を捨ててからは神曲楽士を辞めて楽器店を開いた。後に夫を追って行き、その先でドルロイにより殺されている。
ゴース
ビアードの腹心。「コルデン興業」というビルを任されている。今回ビアードによるドルロイの忠誠を試す演出のため、裏切りを働いたとされている。
ウガジ・ビアード
帝都メイナードにあるという〈バロッティ交響神楽団〉の下部組織、〈アムド狂騒神楽団〉の副書記長。異様なまでに用心深く、全く他人を信用しない。どうでも良い会話の断片を尋ね返して、それが事実かどうか照合することで相手が裏切っているかどうか判断するほど。
《ワイルドウェスト・いえろー》 著者：神野オキナ
ジョン・バージル・ブックス
ストラウル地域のアルムラット山脈周辺の町の精霊辺境治安官。
年に一度、数週間だけ山小屋（別荘）で生活し、その時に倒れていたアントニアに出逢った。
精霊雷も扱うが、武器としてナイフやライフルなども使用する。
かつてエイダという心に決めた楽士が居たが、何十年も前に死別している。
ジョージ・ベイリー
ブックスの知人で、元弁護士。ブックス同様年一度程度山小屋に住まう生活をしており、週に一度ほど互いの小屋を行き来して狩の獲物や缶詰を交換する間柄。
弁護士になるか機械工学の道に進むか悩んだという人物で、ブックスにも正体が分からなかった「ロク」「ヘイホン」が機械であると気付いた。アントニアが本来は異世界の住人であるということも見抜くなど、高い知性と柔軟な発想力の持ち主。
クラウス・ローデンス
かつてはそれなりに名の売れた神曲楽士。何らかの罪を犯していたのか、5年前に契約精霊のコレナと共に西部へ逃亡しようとしたが、ブックスによって逮捕されている。
そのためコレナは再調律に臨むこととなったが、それに失敗して二人の神曲楽士を殺害。絶望しきって消滅した。
コレナ消滅の原因として、自分を逮捕したブックスを恨んでおり、脱獄して彼の命を奪いに来たが、失敗。
狂精霊たちに力を与え、通常の精霊の能力を阻害する神曲（呪曲）を演奏する。主制御楽器はトランペット。
あそびにいくヨ!からのゲストキャラクター
アントニア・リリモニ・ノフェンデラス・パパノーガス・アレクロテレス・クノーシス・モルフェノス
神野オキナ作あそびにいくヨ!のキャラクター。作中では単にアントニアと呼ぶよう言っている。
猫耳を愛する秘密結社「子猫の足裏」の代表を務める少女。猫耳が生えたエリス達キャーティア人を御神体と崇める。
とある装置の実験場見学に行った時に装置の暴走に巻き込まれ、ポリフォニカの世界へと飛ばされてきた。
「万能の天才」とも呼ぶべき能力の持ち主であり、扱いの難しい単身楽団を自力で修繕したり、異世界の音楽媒体とのデュエットで神曲を奏でるなど、ブックスを驚かせる。
摩耶
アントニアに従うメイド長。様々な技術を持ち、ロシアの准将と貸し借り関係があったなど、経歴・年齢不詳の、顔に傷を持つ女性。
ポリフォニカの世界へはアントニアを迎えに来るだけの役回りだった。
ロク
ヘイホン
アントニアに付き従っている謎の存在。
ブックスにも精霊としての気配は感じ取れず、生き物でもない様子で正体は全くの不明。ベイリーから、精霊に特殊な機械を埋め込んだ存在ではないかという示唆もなされたが、それはベイリー自身に否定されている。
ポリフォニカ世界の文字を短い期間で覚えるなどの高い知性を備え、同時に精霊を一撃で昏倒させてしまうほどの戦闘能力も持っている。身体も頑丈らしく、精霊弾による攻撃を受けても壊れることはなかった。
その正体は、あそびにいくヨ!のキャラクター 6（ろく） と じぇっと・へいほんを参照。

## エイフォニック・ソングバードシリーズ
コガムラ・ウリル
トルバス神曲学院二年生の少女。明るい性格で、男子顔負けの行動力と旺盛な食欲の持ち主。
騒がしく傍迷惑な行動を取ることもあって多少浮いているが、特別敬遠されるというわけでもなくそれなりに愛されている。あだ名は「歩く台風」「ウリ坊（ミニイノシシ）」。
部活動に参加する生徒が比較的少ないトルバス神曲学院にて、演劇部部長をつとめる。部員はウリルとラグナス、メイゼル、コーネリア、ミゼルドリット。時折彼らと親しくしているフォロンやコーティカルテが演劇に参加することもある。
幼い頃から精霊に憧れを持っている、大の精霊好き。好きが高じて神曲楽士を志し、トルバス神曲学院に入学した。精霊、特に羽根を広げた姿や神曲支援を受けている姿を目の当たりにすると酷く興奮し、初対面の精霊にも抱きついてしまうほど落ち着きがなくなる。演劇部の部室にある演劇の台本も、精霊に関わるものばかり集められている。
神曲楽士志望者であるが、実は先天的に耳が聞こえない。他人の話す内容は読唇術（唇の形や動きから何を言っているかを読み取る技術）で大体理解できるが、見慣れない単語や初対面の相手の名前などは発音がわからず勘違いする場合がある。ウリル自身が言葉を発する際の発音やイントネーションがおかしいのは、読唇術で読み取った見よう見真似で喋っているため。演劇も元は、滑舌を良くするためのものだった。会話の補助のために、ピンク色で二つ折りの形状をしたタイプライターを携帯している。
普段から底抜けに明るく、殊更に騒がしい振る舞いを見せるが、実は「音を知らぬ故に神曲が奏でられない」自分の絶望的な立場を理解しつつ、それでもその事実から目を逸らそうとしての空元気だった。
耳が聞こえない神曲楽士志望者という、絶望的な状況を打開する術としてヤワラベ＝シンカゲ流をラグナスから紹介され、一縷の望みをかけて入門しヤワラベ・ティアンの弟子となる。洗練された動作による、自己の内面を表現する術の基礎を得て後、己の踊りに合わせて行なわれた生徒たちによるジャム・セッションを神曲と為す「奇跡」の中心となる。
ミタオカ・ラグナス
クラーノ総合芸術学院の神曲楽士学科からトルバス神曲学院に編入してきた少年で、ウリルとはクラスメイト。単身楽団の主制御楽器はフルートだが、ヴァイオリンなどの弦楽器や鍵盤楽器も人並み以上には弾きこなせる。絶対音感の持ち主。
高名な神曲楽士であるミタオカ・クルードの甥にあたり、幼い頃から周囲の期待を受けてきた。器用で楽器演奏の技術は高いが、何をするにも叔父と比べられる環境や、そこから来る周囲の人間の期待に応えきれていない自分が好きではない。そうした背景のため、音楽家の技術としては高いものを持ちつつも、神曲や精霊はもちろん音楽そのものに対しても情熱を持つことのできない性格になってしまった。「ミタオカ・クルードの甥」という表現で呼ばれると機嫌が悪くなる。
ウリルと衝撃的な出会いを果たし、その縁で彼女らの演劇部に引っ張り込まれる。当初は敬遠気味にしていたが、現在は諦め半分ながらもそれなりに積極的に参加するようになった。
技術や才能に恵まれつつも、神曲楽士になる道に情熱を傾けられない自分に比べ、一途に神曲楽士を目指すウリルを眩しく感じ、彼女の夢をかなえる方法を探すようになった。彼女の絶望的な状況に思い悩んでいた折、帰宅途中の路上で建設途中のビルから鉄骨が落下する事故に遭遇。危うく命を落としかけたところを偶然ヤワラベ・ティアンに助けられ、それがきっかけとなって「ヤワラベ＝シンカゲ流」を知る。楽士の動きを元に神曲を奏でるヤワラベ＝シンカゲ流に、音を知らないウリルでも神曲を奏でることが出来る可能性を感じ、ウリルにシンカゲ流を紹介した。
幼い頃にキーネデュアルとはよく一緒に遊んでおり、その際、彼女が精霊であることを理解しないままに求婚する。その時の経験がラグナスの後の人格形成に多少の影響を及ぼしており、自身の中でもその記憶は固く封印している。
ササオ・メイゼル
ウリルやラグナスのクラスメイトであり、学級委員を務める少女。眼鏡を掛けていてやや吊り目。見た目の通り気が強く、二条に纏めたロップイヤーのような髪型と相まって「肉食の兎」を思わせる雰囲気の持ち主。周囲からは暴走するウリルを御する保護者と認識されている。
記憶力が良く、膨大な数の生徒がいるトルバス神曲学院の学生や教員、さらにはよく出入りする精霊たちの顔まで全て覚えている。
暴走するウリルに呆れながらも付き合っているような振る舞いを見せるが、彼女のことを幼馴染として大切にしている。耳の聞こえないウリルのために、口に指を咥えて舌の形で発音を教えるという面倒見のいい一面もある。
ウリルと並んでいるため良識派と思われがちだが、メイゼル本人も相当な変わり者で、やや加虐趣味の性質を持っている。演技力は演劇部随一。単身楽団を扱う際に使用する主制御楽器はトロンボーン。
クギリ・コーネリア
ウリルたちのクラスメイトの少女。癖が無く長いプラチナブロンドの髪が特徴で、顔立ちは美しいがあまり自己主張をしない控えめな印象。清楚・可憐・上品を体現した、絶滅危惧種の「乙女」そのもの。何かと暴走気味なウリルの起こした騒ぎの後始末や謝罪をする役回り。
演劇部の面々からは愛称のリアで呼ばれている。単身楽団を扱う際の主制御楽器はハープ。
絶望的な環境の中でも希望を求めて一途に努力しようとするウリルの姿に憧れを持っている。内向的で何事にも消極的な自分を変えたいと、ウリルの演劇部に入部して活動している。
ラグナスに恋心を抱いているが、ウリルのために必死になる姿に惹かれたコーネリアの感情は複雑に屈折している。
キーネデュアル・ナ・ヘルメシオン
見た目が小学生くらい幼く見える中級精霊。耳と尻尾の生えたコクネ枝族のリカントラ形態で、神曲学院にいる際は耳と尻尾は隠している。
ラグナスの叔父、ミタオカ・クルードと交流があり、その関係でラグナスにとっては幼馴染とも言える立場。幼年期の出来事が原因で、ラグナスにとっては苦い思い出の象徴となっている。クルードに頼まれ、トルバス神曲学院に転入したラグナスの様子を探りにやって来た。普段は乱暴で粗野な口調だが、ラグナスの居る場所では自分の正体を隠すために（実際にはバレバレだが）幼げでコケティッシュな語尾を無理やりくっつけて喋る。ラグナスの所属する演劇部の部室に勝手に居ついているが、部員ではないために基本的に演劇には参加しない。コーティカルテの提案から始まった即興劇では、活劇の代わりに行なわれるダイス判定（ＴＲＰＧらしきもの）の審判役だった。
人間よりは遥かに長生きしているが、まだ百年強といった比較的若い精霊でもある。また、イラストでは金色の目をしているが、作品内での描写では翡翠色の目をしているとある。

## 神曲奏界ポリフォニカRPGリプレイ

### トウヤ神曲楽士事務所
ヤワラベ・ティアン
プレイヤー：三田誠
トウヤ神曲楽士事務所に所属する神曲楽士にして、ボウライやジムティルなどの精霊の力を借りる独自の武術ヤワラベ＝シンカゲ流の二十三代目当主。
トルバス神曲学院に奨学金で入学できるほどの天才的な神曲の腕を持っており、神楽鈴を主楽器とし、槍を携えての神楽舞に応じて音階を奏でる特殊な単身楽団を使用する。第三話（2巻に収録）から単身楽団と槍を一体化させ、槍の動きも含めた舞によって神曲を奏でるというスタイルを確立している。しかし、舞の動きも神曲演奏に欠かせない要素になっているため、舞が出来ない状況だと十分な神曲演奏が行えない欠点も抱えている。
病と事故で両親を失っており、縁者と呼べるのは一緒に暮らしている妹レナのみ。現在は契約精霊レイファスを含めて三人で暮らしている。
「侍であるがゆえ」と言う理由で「拙者」「ござる」などの特徴的な口調を使用し、普段から着流しのような服を着ている。衰退してしまったヤワラベ＝シンカゲ流を復興させたがっている。
トルバス神曲学院在学中にレナがコーティカルテに勝負を仕掛けるという出来事があり、その際にフォロン達と知り合っている。リプレイ中でもソバを持参してツゲ神曲楽士派遣事務所を訪れており、現在は事務所間でも交流がある。
バーセルは兄妹の恩人に当たる古い友人らしく、トウヤ事務所への就職活動もバーセルの根回しによって実現した。
精霊力発電所の出来る以前のヤワラベが流派発祥の地で、その地名を姓にしている。
もともとはTRPGのために三田誠が作った異色キャラであったが、『エイフォニック・ソングバード』第四話より登場。先天的に耳の聞こえない神曲楽士志望者であるコガムラ・ウリルを初弟子として迎えることとなった。
その他、榊一郎著ではクリムゾンS第5巻収録の短編「RASH MARAUDER」、GM加納正顕著では、GAマガジンvol.2に掲載されたスピンオフ「はじまりの狂騒曲〜侍楽士（ヤワラベ・ティアン）就職譚」や、「まぁぶる・すぺさる」の短編にも登場している。また「ノスタルジック・クリムゾン」では直接の登場はないものの、コーティカルテ不在のため仕事の出来ないフォロンの代役を行っていた。
レイファス・ガリエ・ビークッド
プレイヤー：合鴨ひろゆき（2巻より）
ヤワラベ・ティアンの契約精霊。始祖精霊にすら匹敵する力を持つと言われていた上級精霊だったが、百年ほど前に契約楽士の怪我で錯乱状態に陥り、周囲に攻撃を加えたことで精霊文字の石棺に封印されていた。1巻ではNPCとして登場したが、事件の結果ティアンと契約しトウヤ神曲楽士事務所の一員となったため2巻よりPCとして登場することになった。
その強大な力を利用しようとするゴダンによって封印から解き放たれ、支配楽曲によって暴れさせられていた所をトウヤ神曲楽士事務所の面々の活躍により救出。その後もう1度ゴダンに誘拐され、再度操られかけるが、その際にティアンと契約する。レナと共に家事の類を分担しており、現在ではヤワラベ兄妹の世話も板についている。
前契約者であるオルステッドを忘れられずにいたが、第四話でのティアンとのやり取りで彼との関係に整理をつけることができた。
かつては始祖精霊並みの力を持つ精霊と評されていたが、長い封印期間のためオルステッドと契約していた頃に比べて戦闘力が落ちている。にもかかわらず、精霊雷で編んだ乗馬鞭（ルール上の扱いはチェーンソーと同等）から放たれる一撃は驚異的な威力で、数多くの敵を一撃で屠る、事実上トウヤ事務所の主砲。コーティカルテが「力の大きさはイアリティッケ並」と評したこともあるほど。そのためコーティカルテの代役としてツゲ神曲楽士派遣事務所から仕事が回ってくることもある。
ティアンと共に『エイフォニック・ソングバード』に第四話から登場。精霊雷などのイメージカラーは藍色（紺碧と表現されている）。みかきみかこのイラストでは髪は薄紫だが、榊一郎の著作内に登場した際は黒髪と表現されている。
バーセル・ダム・アーゼル
プレイヤー：榊一郎
熊の姿をした、リカントラ（獣人型）の上級精霊。柔和で礼儀正しい性格で、かつてはトルバス孤児院で保育士もしていた。当時の院生の子供たちからは「くま先生」と呼ばれて慕われており、当時の経験からか子供たちをあやすのはお手の物。ティアンとはトウヤ神曲楽士事務所に就職する前から知り合いで、立ち上げたばかりのトウヤ神曲楽士事務所へティアンと共に就職した。
トウヤ神曲楽士事務所は彼がいないと機能が止まると言われている。実際リプレイ中でもバーセル以外の所員が事務仕事をしている描写は存在しない。そのため「ノスタルジック・クリムゾン」では「トウヤ事務所の事務を司る精霊」と表現された。また、本文には記載がないが、イラストでは事務仕事などの際は眼鏡を着用している。
涙もろく、神曲楽士資格を持たないシイナ・メイフェアが神曲演奏をしようとしたとき、その事情を聞いて彼女に協力を申し出ている。また、かなりの聞き上手で兄に腹を立てているレナの愚痴に付き合うこともある。相当にタフで、戦闘時には仲間への攻撃を身を挺（てい）してガードする頼りになる白熊。
トウヤ・ローゼリエ
プレイヤー：矢野俊策
トウヤ神曲楽士事務所の所長。田舎の資産家の六人兄弟の末娘で、蝶よ花よと育てられた結果対人恐怖症になった。
家族や気心の知れた仲間以外の人間とは目を見て話すことが出来ず、祖父に貰った仮面をつけている。が、精霊とは普通に会話できる。これは精神的な問題でローゼリエが精霊だと思っていれば大丈夫、とのこと。仮面のデザインが「バリ島の仮面のような派手なもの」であるため、初対面のメイフィアに「変わった精霊」と言われてしまっている。
扱う楽器はクラリネットで、神曲楽士としての実力は折り紙つき。
事務所は神曲学院卒業の際に両親が出資して設立された。そのため事務所の生殺与奪を母親であるフランシーヌに握られており、彼女がやってくる度に事務所は嵐のような騒ぎになる。
人付き合いは苦手だが、一連の事件を経てミリエーヌとは親しい友として付き合うようになった。また、ティアンと仮面なしで会話できるのは、実は幼いころによく一緒に遊んだ幼馴染（ただし神曲楽士の資格を取得するまで長い間会って居なかった）であるため。
ネルグリット・クァス・ディストラペリ
プレイヤー：鈴吹太郎
トウヤ・ローゼリエの契約精霊。雌のオウムの姿をしたベルスト（獣型）の中級精霊だが、「自前の羽根が2つ有るから6枚羽根」と良く主張している。
口やかましくて騒がしく、引っ込み思案なローゼをけしかけるのは彼女の役目である。
ローゼリエがまだ幼かった頃からの付き合いで、事務所を有名にしようといつも張り切っている。少々行きすぎて「ウチに仕事が回ってくるからコーティカルテを拉致しておけ」など、とんでもない発言をしてたしなめられることも。
マナガと知り合いで、支配楽曲の影響で暴れていたレイファスの足取りをマナガから聞いていた。
鳥型だがなんと車の運転ができ、事務所用の車は彼女が購入した物。彼女専用に運転機構を改造された六人乗りの大型四駆パス・ファインダーを乗り回し、曲乗りすらもこなす。

### フウマキ神曲楽士事務所
フウマキ・ミリエーヌ
トウヤ家と因縁浅からぬ（確執のある）フウマキ家の娘で、神曲楽士。ローゼリエの二つ年上で21歳。彼女に何かと対抗心を持ち、自らの神曲楽士事務所を開いた。
高飛車な性格だが、以前困っていた所を助けられたティアンには好意を抱いており、彼とのことで一喜一憂している。
当初はティアンとレイファスの引き抜きを試みていたが、共に事件を解決して以降は家同士の確執をよそにローゼリエと友人関係になった。
扱う楽器は鍵盤楽器で、普段はグランドピアノを主楽器とする大型単身楽団を使用する。
アーネボーダ・ヘムス・マルムホーン
フウマキ・ミリエーヌの契約精霊兼執事。
元々はフウマキ家に雇用されていた執事だったが、たまたまミリエーヌの神曲に嗜好が合致し、彼女の契約精霊となった。上級精霊であり、それだけ大きな力を持つのだがどちらかと言えば戦闘よりもサポートや守りが得意。当初は中級精霊であるネルグリットのことは歯牙にもかけなかったが、一連の事件を経て彼女のことも認めるようになった。
クロイ・エルウッド
ミリエーヌの神曲楽士事務所の所員。黒スーツに黒ネクタイ、黒帽子、サングラスに身を包んでいる。
極めて無口で、自己紹介も契約精霊が代わりに行うほど（演奏をする時に唯一「Let`s play.」とだけ喋っている）。扱う楽器はギター。トウヤ事務所との模擬戦において両事務所の戦力差を埋めるために参加したが、トウヤ事務所の圧倒的な戦闘力の前に惨敗。そのため、神曲楽士としての実力は未知数。
ジェイクルース・ジョリエ・ジョンベール
クロイ・エルウッドの契約精霊。カビパラの姿をしたリカントラ（獣人型）の中級精霊で、主と同じ格好をしている。エルウッドと共に模擬戦に参加したが、バーセルに挑戦するも一撃も与えられないうちにティアン、レイファスのコンビに倒されてしまった。
見た目はコミカルで可愛らしいのだが、喋る口調はやけにハードボイルドで渋い。

### 周辺人物
トウヤ・フランシーヌ
ローゼリエの母親。娘を溺愛しており、危険を伴う神曲楽士の仕事を辞めるよう勧めてきたが、一連の事件の解決を経てローゼリエが成長したことに感動したらしく、事務所の存続を認めた。「良いお話」と言って、アララギ・ウォーカンとの見合い話を持って来たのも彼女である。思い込んだら一直線な性格があるのか、遠慮していては全く話の通じないことも。トウヤ事務所の面々を称して「動物園」と言った人物。
2巻では「フウマキ家に負けたら事務所撤収」とほぼ一方的に告げるが、依頼争奪戦にてミリエーヌが負けを認めたことで満足した模様。
ヤワラベ・レナ
ティアンの妹。おかっぱの黒髪で、目元の涼しげな地味ながら整った顔立ちをしている。12歳くらいの可憐でか弱そうな容姿であるが、実は対精霊格闘技の達人。細腕から繰り出される関節技のフルコースにはティアンですら恐れをなす。神曲楽士としての能力持たないが、ティアンと共にシンカゲ流を受け継ぐ数少ない人物の一人。巫女服を普段着として着用しており、その服装のまま平気で出歩くため人目につきやすい。身体を動かすことばかりが得意な兄と異なり、古文書の解読もできる。
レイファスがやって来るまでは一人でヤワラベ家の家事全般をこなしてきたしっかり者。金銭面でもしっかりしており、家計の管理からティアンのお小遣いまで財布の紐を握っている。ティアンが神曲学院の学生だったころから、メイフェアとは親交があった。
普段は理知的なしっかり者だが、思い込みが激しいという一面もある。そうなると周りが見えず、理性的な判断もできなくなる。また、思い込みが行き過ぎて引き起こした騒動の結果、コーティカルテやフォロン達とも知り合うことになった。
フォロンたちと出会った一件である「RASH MARAUDER」（クリムゾンS第5巻に収録された短編）に登場した際に、実は人間ではなく精霊であることが明かされる。本物のレナはティアンがトルバス神曲学院に入学する5年前に事故で亡くなっている。現在の「レナ」は、ヤワラベ家と懇意にしていた精霊が自分をレナ当人だと思い込んでしまった存在。元々ヤワラベ家と家族のような付き合いがあり、事故現場に居合わせながらもレナを救出できなかったことで自責の念に駆られ、崩壊寸前まで自らを追い詰めた末に、自身の名前すらも忘れて死んだレナを自分自身にすり替えてしまった。そんな彼女を目の当たりにしたティアンとその両親は、本物のレナを失った喪失感の埋め合わせと消滅しかけた友人を救うためにこの「レナ」を受け入れることに決め、それ以来本物の家族として暮らしてきた。ティアンは「いずれ自分が人間でないことに気付くことになるだろうが、それまでは兄妹として接していく」と語っている。
身体能力の高さは精霊であるからこそだが、様々な関節技や護身術、シンカゲ流武術を体得したのは天性の才能によるもの。護身術に関しては、街で声をかけてきた相手を無意識に投げ飛ばすほどに身体に染み付いている。対精霊用格闘術に自分なりのアレンジも加えており、空中で相手の関節を極めたまま落下させる＜雪崩墜とし＞、超高速の突進と共に掌底を叩き込む＜雷霆打ち＞、空中へ飛び上がって遠心力を利用した踵落としを繰り出す＜鯉魚遡瀧脚（りぎょそりゅうきゃく）＞などの技がある。本人は自覚していないが、関節技や奥義などを繰り出した際に無意識に精霊雷で威力を強化している。
シイナ・メイフェア
ティアンの神曲学院時代の同級生。主制御楽器はオルガン。実技面が不安定で、試験で神曲を奏でるのに失敗したために楽士資格は取得できなかった。そのため現在はトルバス中央大学で考古学研究に当たっている。子供の頃に神曲楽士だった姉が急死し、それが原因で暴走して消滅した契約精霊を目の当たりにするという辛い経験をしている。それゆえに、ゴダンの奏始曲に操られて暴走するレイファスを目の当たりにした時、違法と知りながらも過去のトラウマを払拭するために彼女を解放する神曲演奏を行った。その時に自分を支えて助けてくれたバーセルのことを気に入ったらしく、事件以降は暇があれば事務所に土産持参で訪れてお茶をするようになった。
ヨダ・カールンセン
シイナ・メイフェアの叔父にあたる壮年の男性。かつてバーセルも働いていたトルバス孤児院（現在の希望の家）で暮らしていた。バーセルのことをくま先生と呼んで尊敬している。成長して後その才覚を発揮し、かつてのバーセルのように人を育てる人物になりたいと神曲楽士の専門学校を開校しようとしたが、その際にアワジの陰謀に巻き込まれた。
ヤワラベ・オルステッド
ティアンの先祖に当たる人物で、ヤワラベ＝シンカゲ流の十三代目当主。レイファスの前契約楽士でもある。自分の怪我に動揺して錯乱したレイファスを怪我をおして沈静化したが、その後命を落とす。
アララギ・ウォーカン
オミテックのさる重要なポストを占める人物。とはいえ実際は父親の縁故入社で、当人は全くの無能。父親であるルスケからも「馬鹿息子」と称されるほど。泳げない。第一巻の二話で父が失脚しているが、それなりに逞しく生きている。ローゼリエとの見合い以来彼女に執心しており、空港に出現してローゼリエのトラウマを刺激するなど中々濃い活躍をしている。

### 事件のゲストキャラクター・黒幕
ゴダン・ランドール
ティアンの修める流派の傍流にあたる”ゴダン＝シンカゲ流”を操る神曲楽士。ティアンと同じく神楽鈴を用いるが、扱う武器は刀。精霊を武器として捉えており、己の流派を最強たらしめるため、支配楽曲の力でレイファスを手に入れようとした。
アララギ・ルスケ
第六神曲公社の重役。ゴダン確保の協力をトウヤ事務所に依頼してきた人物で、ウォーカンの父親にあたる。
実態は学問としての神曲に傾倒しており、奏始曲の研究のためにレイファスを手に入れようとしてゴダンを雇っていた。
フジマ・シラスコ
アララギ・ルスケの片腕にあたる、テューバを操る神曲楽士。元は正規資格を持った楽士だったが、登録抹消されていて現在はモグリ。アララギ・ルスケに心酔しているらしい。
特徴に欠けた容貌で、嘘の情報を流しておびき寄せたトウヤ事務所の面々を、その契約精霊たるオルフィと共に追い詰めた。オルフィの防御能力に頼っている部分があり、そのため体力的には貧弱。
オルフィ
フジマ・シラスコの契約精霊。始祖精霊に匹敵する8枚の羽根を持ち、相手の攻撃を受け付けない無敵の精霊。
だがその正体は、オルフィニア、オルフィノラという2体の中級精霊が、幻覚と動きのシンクロによって1人で羽根が8枚有るように見せかけていただけだった。
アワジ・レルベ
赤で起こった事件で解散したクラト工業に務めていた技術者で、会社の解散を切っ掛けに単身楽団のメーカーを興した。
精霊の暴走が原因で家族を失ったことから精霊を強く憎み、大規模なテロを計画する。